# Bar-le-Duc
Pour les articles homonymes, voir Bar, Leduc et Duc.
Ne doit pas être confondu avec Baerle-Duc ou Bar-sur-Aube.
Vous lisez un « bon article » labellisé en 2015.
Bar-le-Duc (/baʁ.lə.dyk/) est une commune française située dans le département de la Meuse, en région Grand Est. Elle se trouve dans la région historique et culturelle de Lorraine.
L'existence de l'agglomération remonte à l'Antiquité où elle est un relais le long de la voie romaine reliant Reims à Toul. Capitale du comté puis du duché de Bar, Bar-le-Duc devient l'une des principales citadelles lorraines, se développant à la fois au fond de la vallée, le long des berges de l'Ornain, et sur le plateau du versant gauche, autour du château du Moyen Âge. Après son rapprochement avec le duché de Lorraine à la fin du XVe siècle, elle connaît une période culturelle et architecturale prospère durant toute la Renaissance. Mais à cause des positions anti-françaises de son duc, la ville se voit dépouillée en 1670 d'une partie de ses fortifications et de son château par le roi de France Louis XIV, et le duché finit par être rattaché au royaume de France en 1766. Ancien chef-lieu de bailliage, la ville est également le point de départ de la « Voie sacrée », route stratégique qui, lors de la Première Guerre mondiale, permet de ravitailler Verdun lors de la bataille homonyme de 1916.
Située à l'écart des grands axes routiers, Bar-le-Duc n'a pas autant bénéficié de la révolution industrielle que les autres communes lorraines, elle est devenue au XXIe siècle une ville administrative. Deuxième ville du département après Verdun au regard de la population, elle ne cesse de voir diminuer son nombre d'habitants depuis les années 1980, et se retrouve dans la diagonale du vide. Depuis plusieurs années, la commune a donc choisi de développer son tourisme grâce au riche patrimoine hérité de son histoire. Elle est labellisée « Ville d'art et d'histoire » avec Verdun et Metz (15 villes et Pays d'art et d'histoire en Grand-Est en 2024). 36 édifices sont protégés au titre des monuments historiques, et le secteur sauvegardé de la Ville Haute, aujourd'hui SPR, possède un remarquable quartier de style Renaissance.
Surnommée en conséquence la « Belle Endormie », elle reste cependant le pôle urbain principal du sud meusien, siège du pays Barrois de la communauté d'agglomération Bar-le-Duc Sud Meuse, et est la ville centre de l'aire d'attraction de Bar-le-Duc, de son unité urbaine, de son bassin d'emploi et de son bassin de vie.

## Géographie

### Localisation
Bar-le-Duc se situe dans le Grand Est de la France, au sud-ouest du département de la Meuse — dont elle est le chef-lieu — en région Grand Est. La commune s'étend dans la vallée de l'Ornain et sur ses versants, le long d'un axe sud-est/nord-ouest, et déborde sur le plateau du Barrois, dont elle est la capitale historique. Entre les anciennes régions Lorraine et Champagne, elle est au cœur de ce qui est appelé la Lorraine champenoise.
À vol d'oiseau, la commune est située à mi-chemin entre Paris (207 km) et Strasbourg (191 km). Dans la région, elle est distante de 74 km de Nancy (Meurthe-et-Moselle), de 83 km de Metz (Moselle) et de 115 km d'Épinal (Vosges). Elle se trouve à 47 km au sud de Verdun et à 31 km à l'ouest de Commercy, les deux autres plus grandes villes et sous-préfectures du département de la Meuse. Elle est plus proche de Saint-Dizier (22 km), sous-préfecture du département voisin, la Haute-Marne, en Champagne-Ardenne.
La frontière belge se situe à 90 km, celle du Luxembourg à 100 km, celle d'Allemagne à 120 km, et celle de Suisse à 200 km. Bar-le-Duc est finalement plus proche de certaines grandes villes européennes que d'autres villes françaises au sud ou à l'ouest du pays.

### Communes limitrophes
Les communes limitrophes sont  Behonne, Combles-en-Barrois, Fains-Véel, Longeville-en-Barrois, Montplonne, Naives-Rosières, Resson et Savonnières-devant-Bar.
| Fains-Véel         | Behonne    | Naives-Rosières        |
| Fains-Véel         | Bar-le-Duc | Resson                 |
| Combles-en-Barrois | Montplonne | Savonnières-devant-Bar |

### Géologie et relief

Carte géologique de la Lorraine.

La superficie de la commune est de 2 362 ha, son altitude varie de 175 m à 327 m.
Le département de la Meuse se situe dans la partie orientale du bassin parisien ; il est constitué d'un socle rocheux d’âge mésozoïque (jurassique et crétacé). Bar-le-Duc se trouve sur un sol constitué de calcaires du Barrois datant du Tithonien. La couche de calcaire s'étend sur une surface de 1 200 km2 à l'ouest du département, et totalise une épaisseur de 95 m à 110 m au sud du département. On y note également une faible épaisseur d'alluvions anciennes dans la vallée de l'Ornain.
Les calcaires lithographiques ont été exploités dans différents sites autour de Bar-le-Duc et Ligny-en-Barrois tels que les carrières de Tannois et de Givrauval. Suffisamment durs, ils ont servi à la construction de maisons dans le passé.
Dans les années 1980, quelques forages d'exploration pétrolière ont été réalisés autour de la ville, notamment dans les communes de Fains-Véel et Culey, qui ont mis en évidence des traces de gaz mais n'ont conduit à aucune exploitation. Des essais de production, sans succès, ont été faits dans la forêt domaniale du Haut-Juré, où les forages ont atteint les couches du Trias inférieur,.

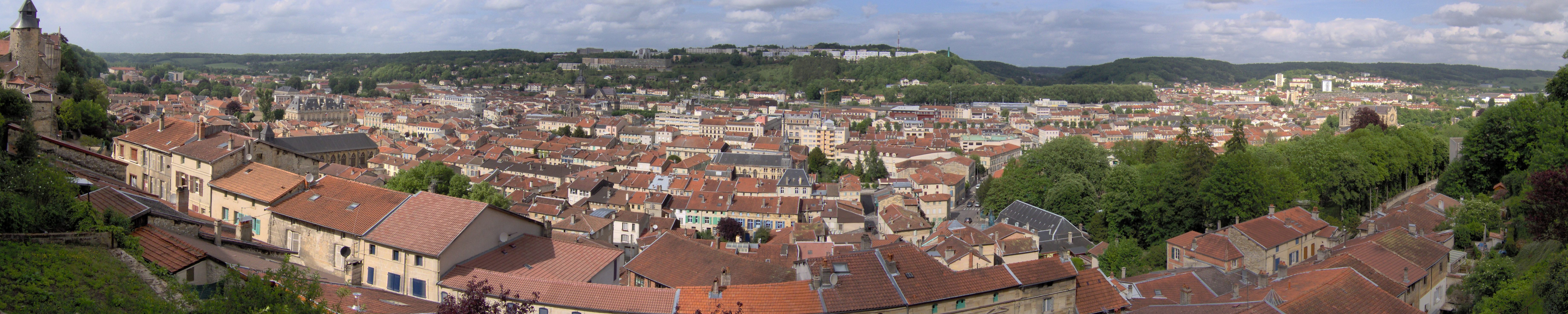
Panorama de Bar-le-Duc : vue sur la ville basse et la côte Sainte-Catherine depuis la ville haute.

### Hydrographie

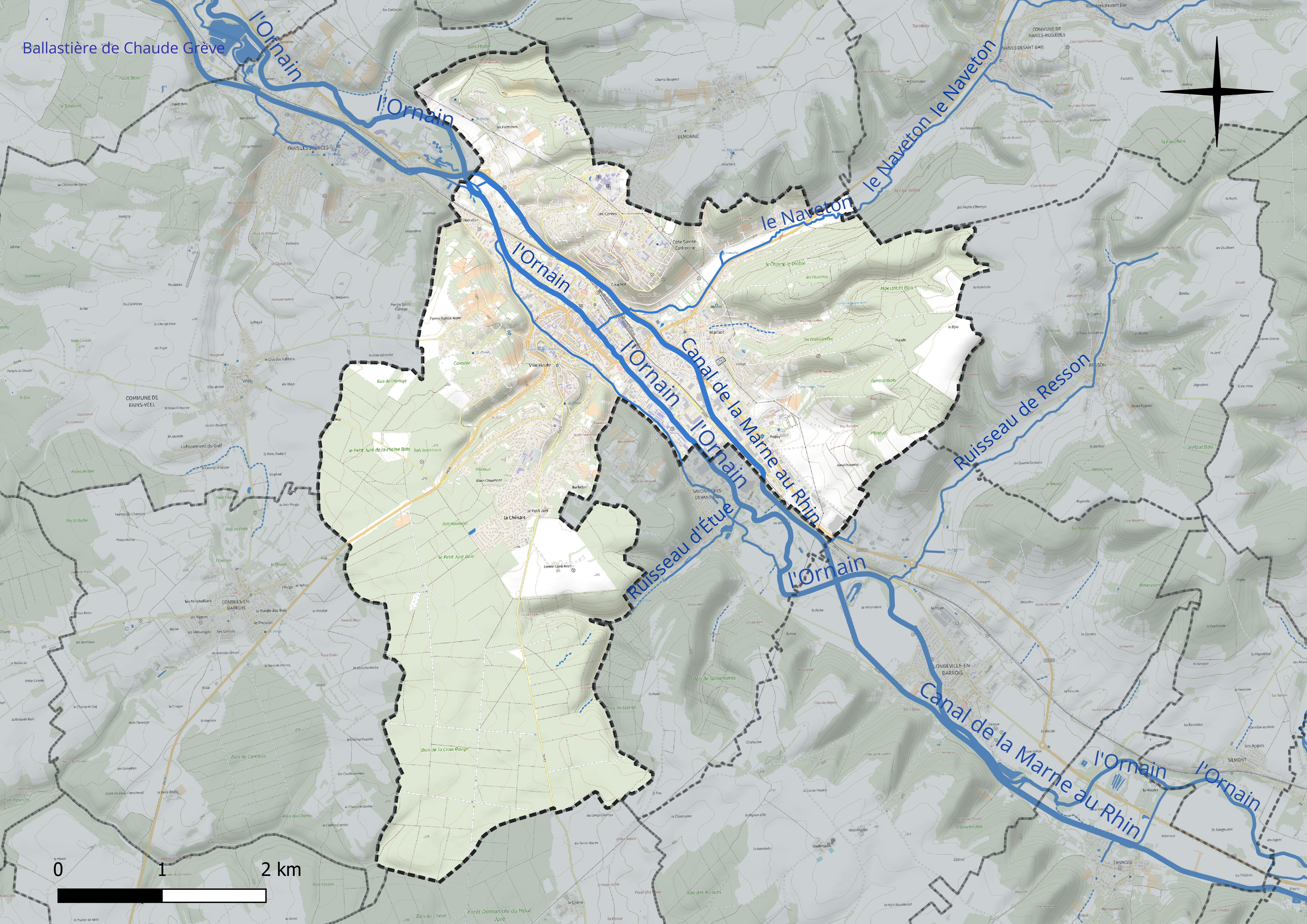
Réseau hydrographique de Bar-le-Duc.

Bar-le-Duc s'est construite sur les berges de l'Ornain, qui traverse la ville d'est en ouest. Pas moins de sept ponts enjambent la rivière. Cette dernière prend sa source de deux autres cours d'eau, l'Ognon et la Maldite, au sud de Gondrecourt-le-Château (Meuse), et se jette dans la Saulx à Étrepy (Marne). Le débit de la rivière, mesuré à Val-d'Ornain à 8 km en aval de Bar-le-Duc, est de 10,90 m3/s en moyenne sur l'année, variant de 2,47 m3/s en août à 22,70 m3/s en janvier.
La commune est traversée par un deuxième grand cours d'eau, cette fois-ci artificiel. À partir de 1838, le canal de la Marne au Rhin est creusé parallèlement à l'Ornain. Long de 312 km, il relie — comme son nom l'indique — la Marne (à Vitry-le-François) au Rhin (à Strasbourg). Il emprunte plusieurs écluses et ponts-levis mécanisés lors de sa traversée de la ville : le pont-canal de Chantereines au-dessus de l'Ornain (PK 45,03), l'écluse de Bar-le-Duc (PK 46,34), le pont-levis de Marbot (PK 47,45), la combinaison du pont-levis de Popey et de l'écluse de Marbot (PK 47,88), et l'écluse de Popey (PK 48,65). Un port de plaisance est situé dans la ville, au point kilométrique (PK 47), à proximité du centre-ville.
La création du canal des usines, une dérivation de l'Ornain, a lieu au Moyen Âge vers le VIe siècle. Il permet de réguler le débit de l'Ornain et d'alimenter en eau les fossés des fortifications du quartier du Bourg. Le cours d'eau est nommé canal des moulins à cause des moulins construits sur ses berges. Les nombreuses tanneries et filatures qui viendront s'installer par la suite finiront par lui donner le nom de canal des usines.
Le Naveton est un petit cours d'eau qui prend sa source au nord de Bar-le-Duc, dans la commune de Naives-Rosières. Il traverse la ville du nord au sud pour se jeter dans l'Ornain. Le trop-plein du canal de la Marne au Rhin se déverse dans le Naveton.

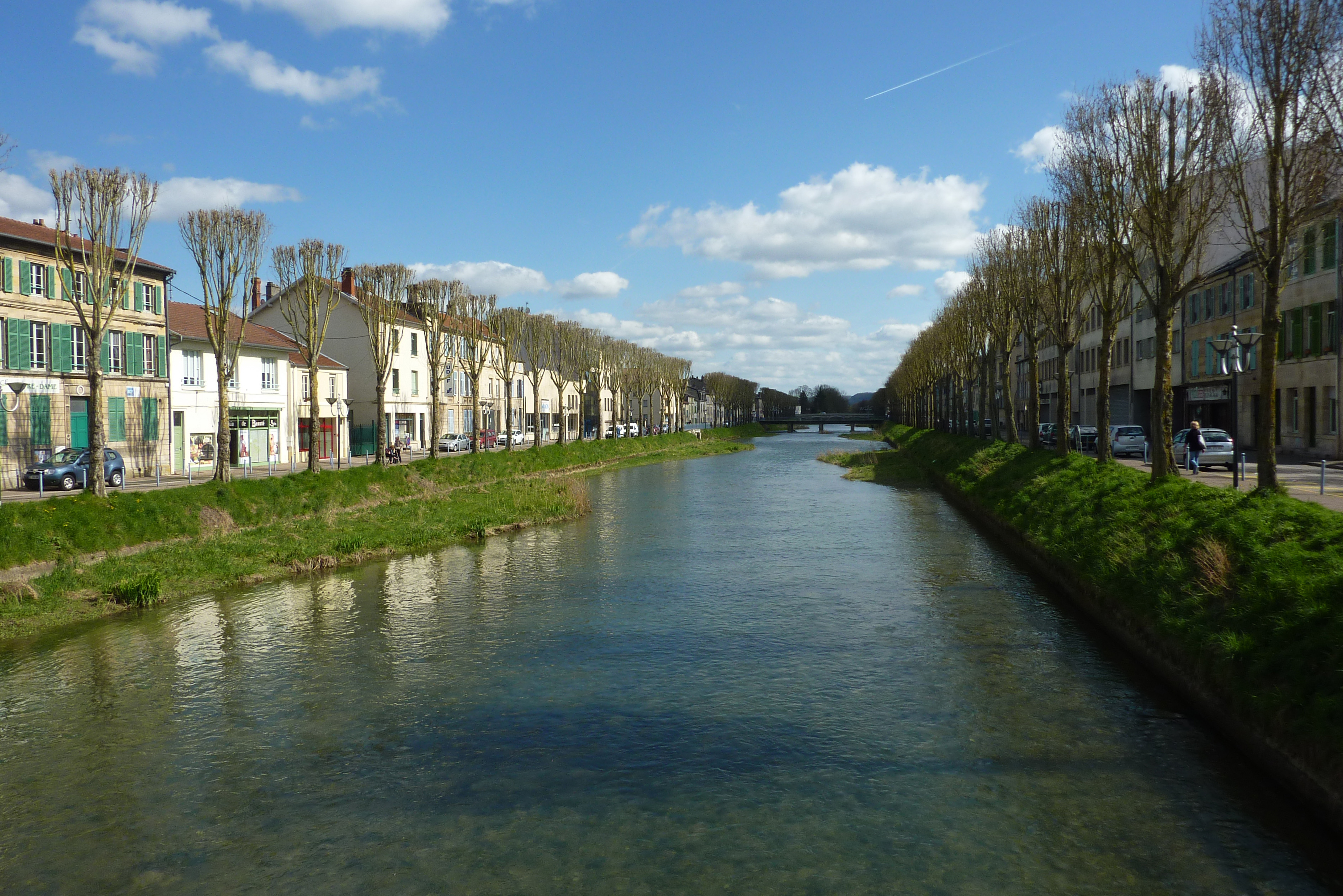
L'Ornain au niveau du centre-ville de Bar-le-Duc.
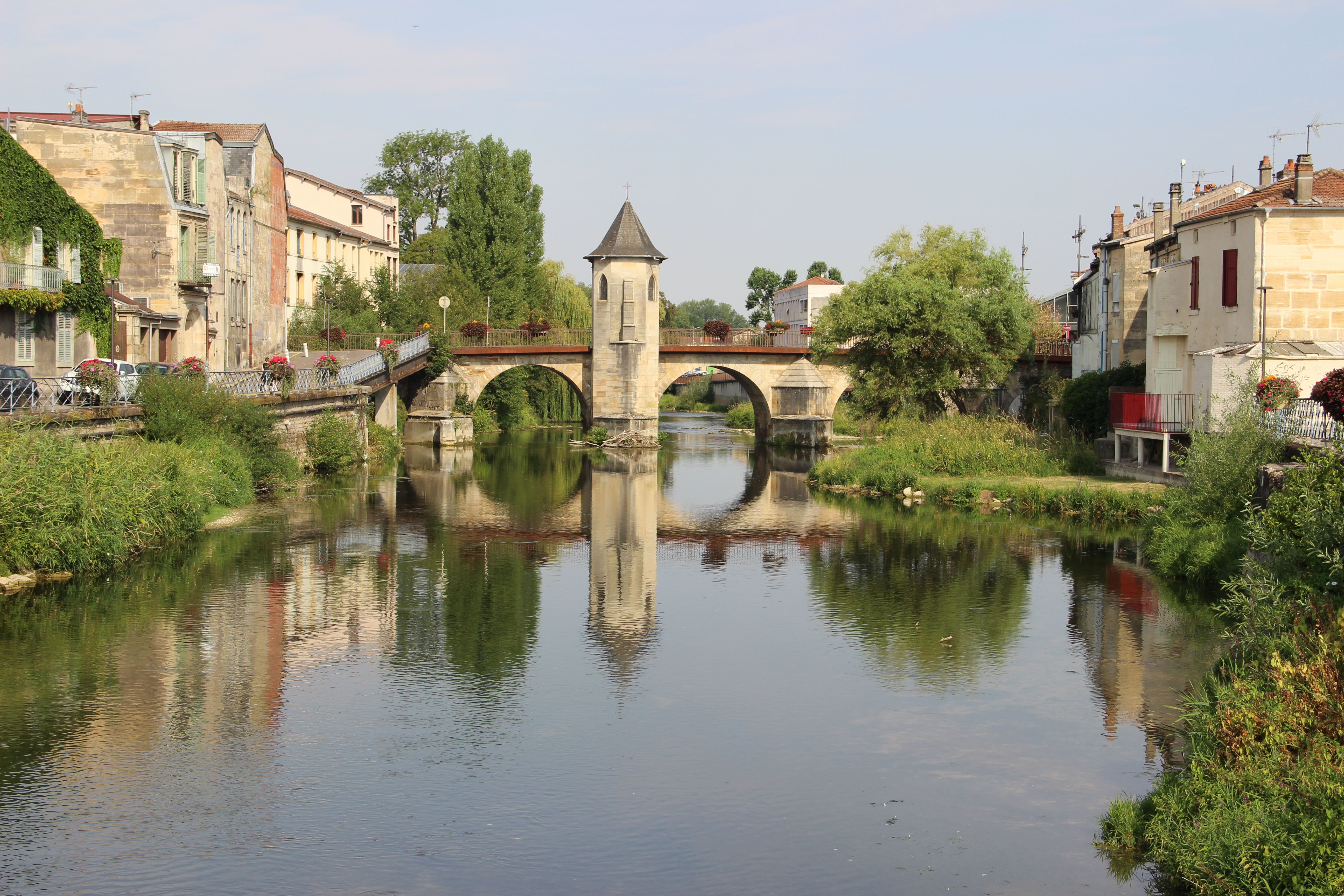
Le pont Notre-Dame traversant l'Ornain.
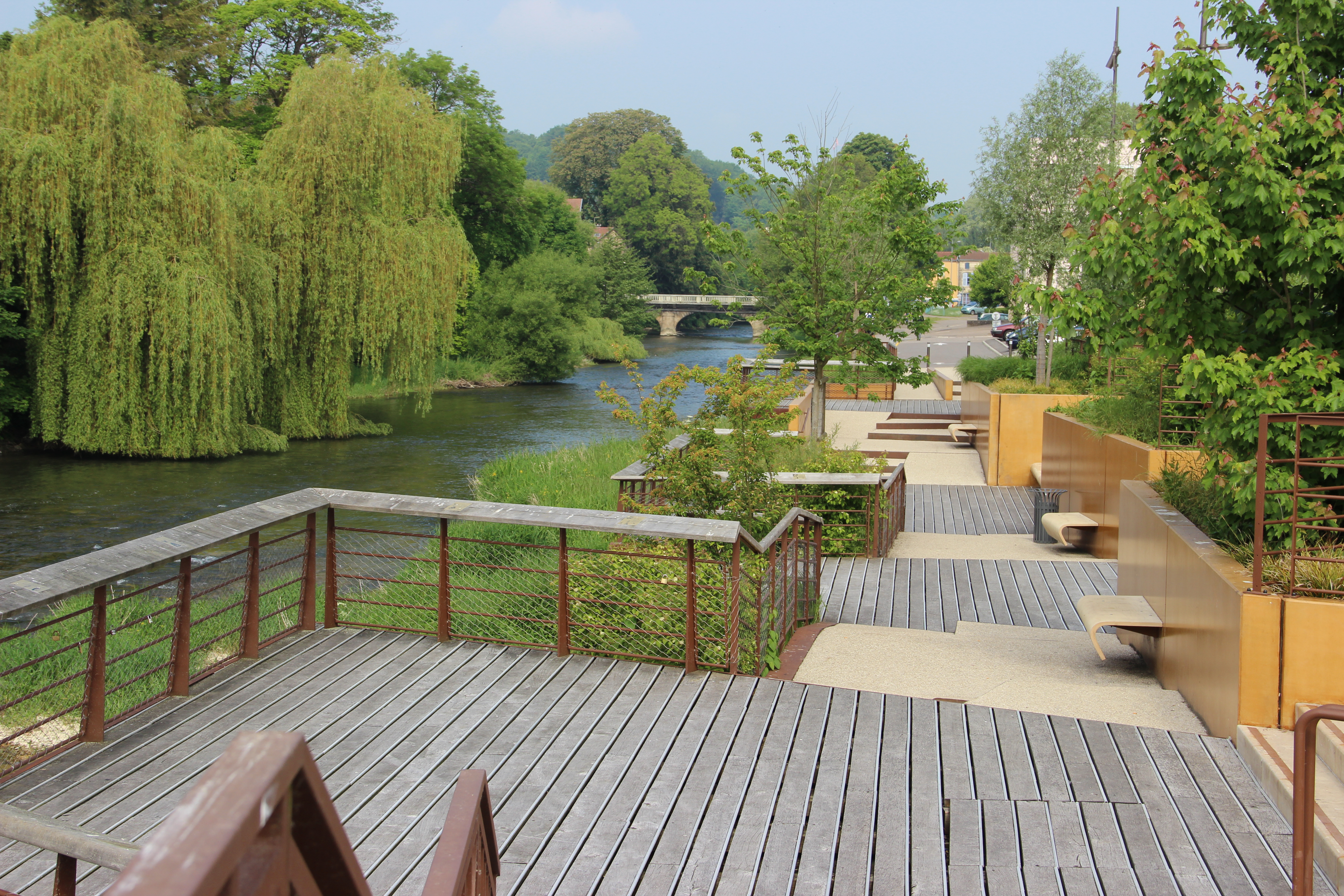
Terrasses de Griesheim surplombant l'Ornain.
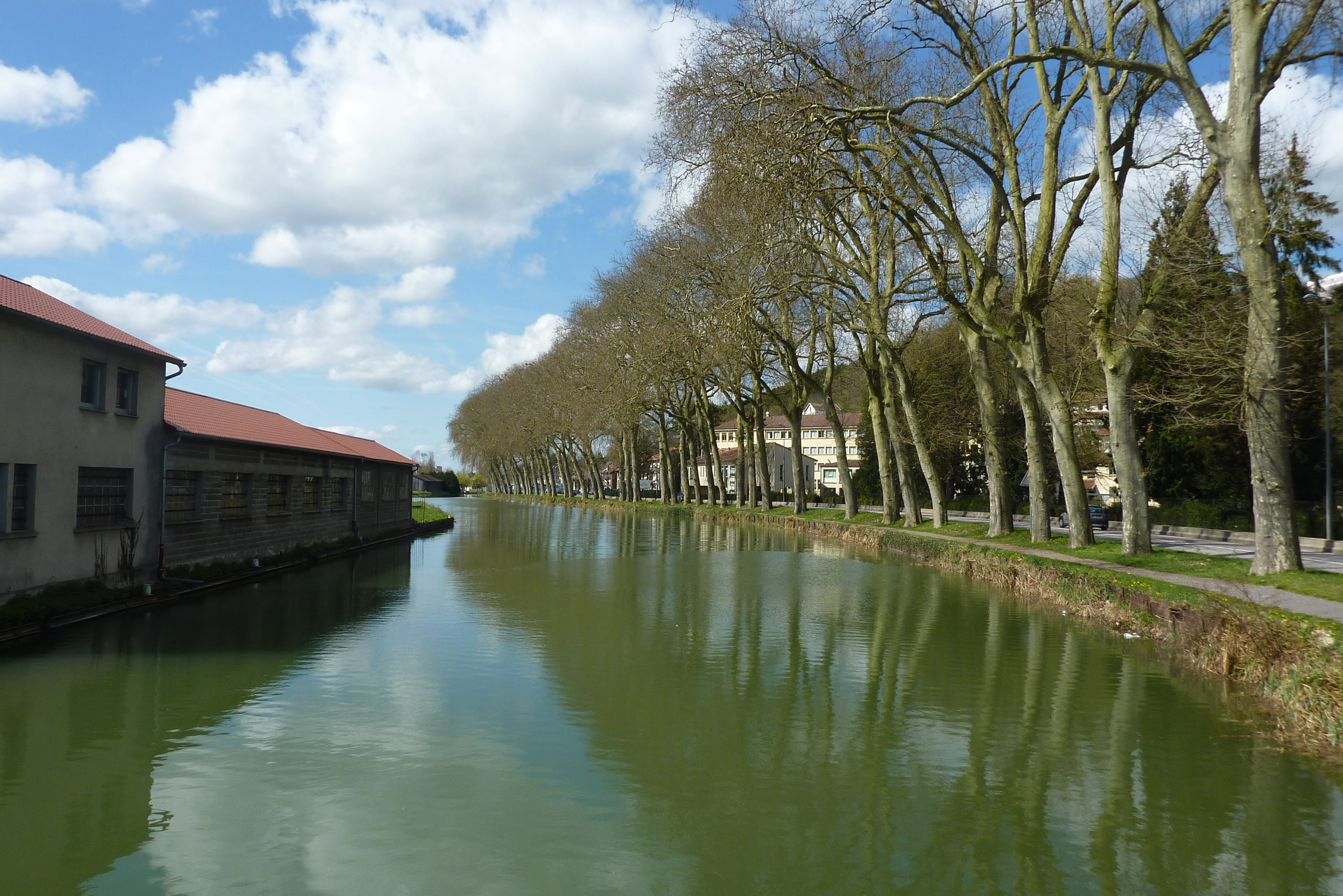
Canal de la Marne au Rhin depuis le pont-levis de Marbot.
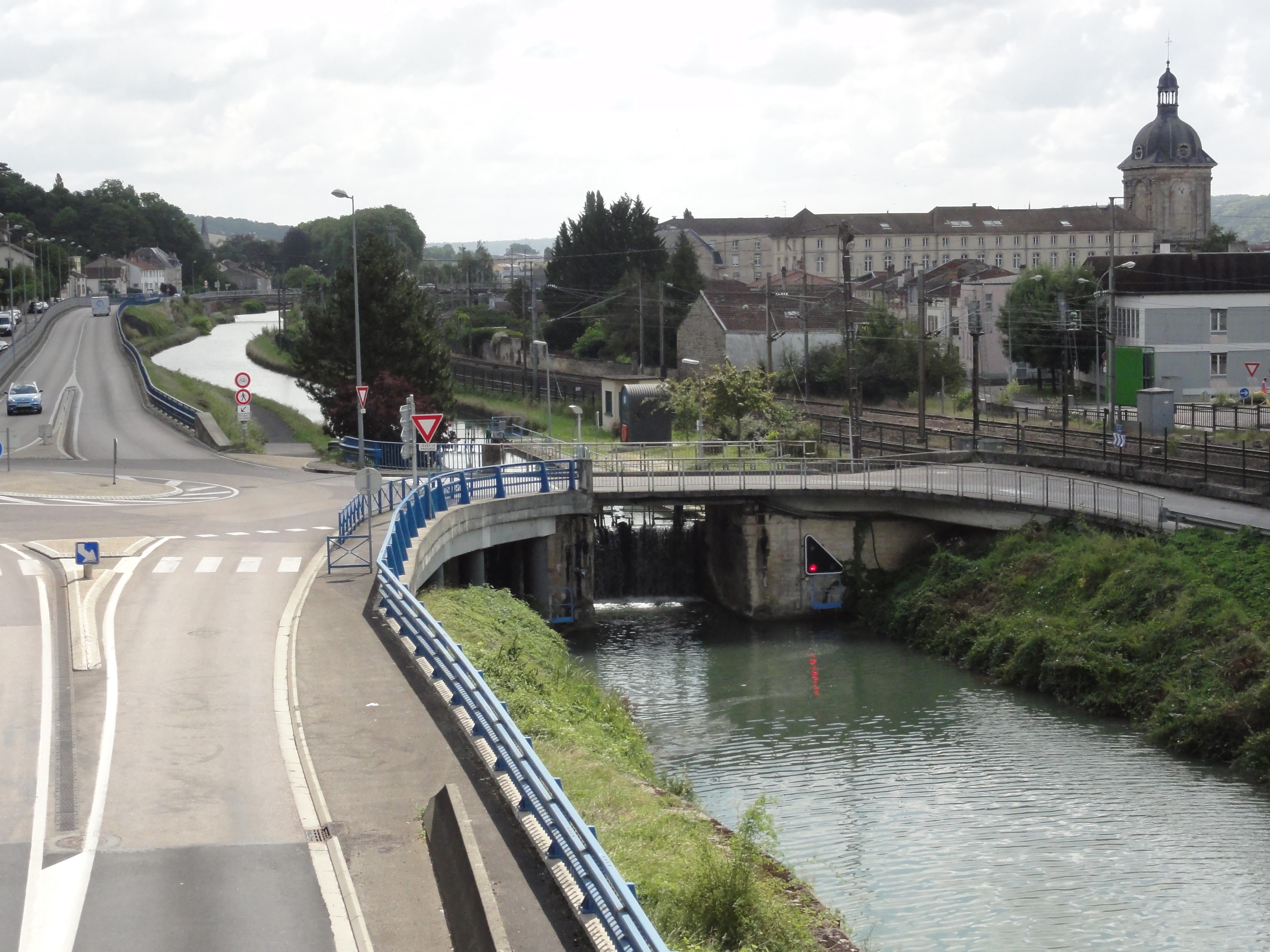
Canal de la Marne au Rhin avec son écluse.
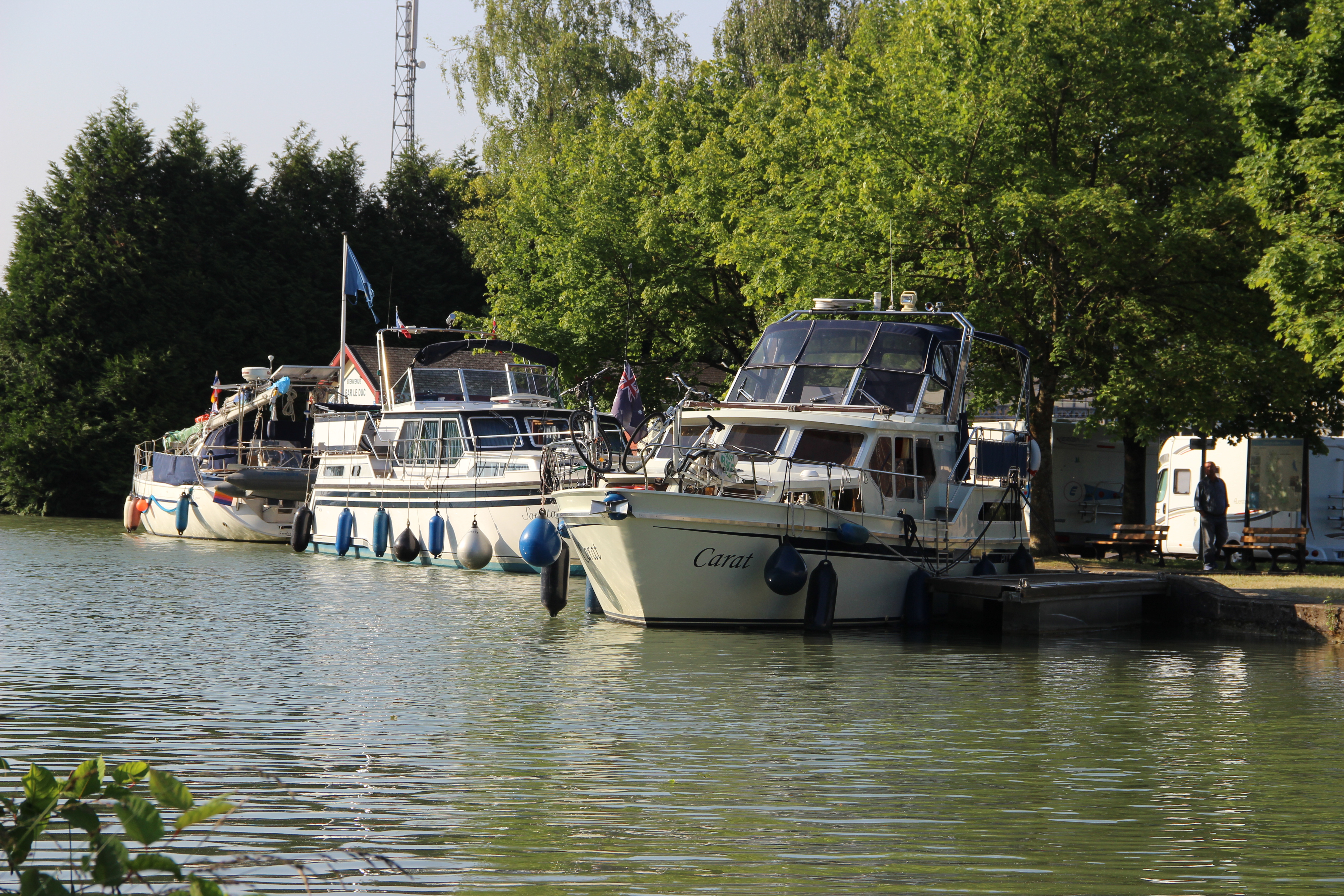
Port de plaisance sur le canal.
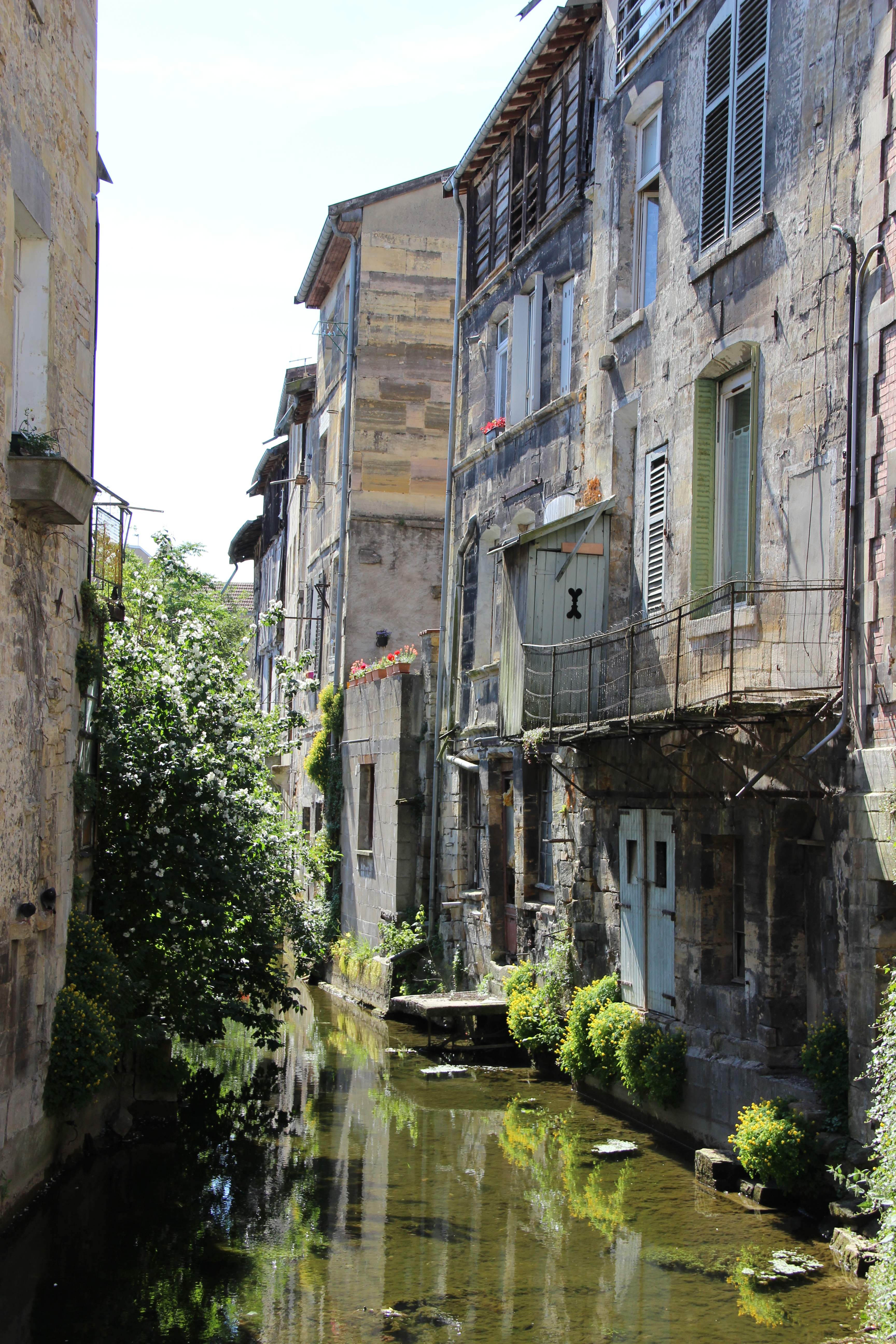
Canal des usines dans le quartier du Bourg.

### Climat
Le climat de Bar-le-Duc est le même que celui de la Meuse et de la Lorraine. Il s'agit d'un climat océanique dégradé (Cfb d'après la classification de Köppen) à tendance continentale, qui se caractérise par un été souvent chaud et orageux et un hiver parfois assez rigoureux. Ce climat est favorable à une régularisation des précipitations en toutes saisons et à une augmentation de l'amplitude thermique entre saisons. Les intersaisons ne sont pas très marquées, le printemps est souvent marqué par un temps sec et des gelées tardives. Le Barrois est plus humide que le reste du département et de la région. Ce phénomène s'explique par le fait que le plateau du Barrois est le premier relief que rencontrent les vents d'ouest après le creux du bassin parisien, c'est l'effet de foehn.
Les données climatiques de Bar-le-Duc viennent de la station météo la plus proche, celle de Saint-Dizier à 22 km. Le record de chaleur est de 40,4 °C le 12 août 2003, lors de la canicule de l'été 2003, et le record de froid est de −22,5 °C le 14 février 1956. Durant la période 1981/2010, la température moyenne annuelle est de 10,9 °C, et les précipitations annuelles sont de 844,8 mm.
| Ville             | Ensoleillement · (h/an) | Pluie · (mm/an) | Neige · (j/an) | Orage · (j/an) | Brouillard · (j/an) |
| ----------------- | ----------------------- | --------------- | -------------- | -------------- | ------------------- |
| Médiane nationale | 1 852                   | 835             | 16             | 25             | 50                  |
| Saint-Dizier      | 1682                    | 826             | 24             | 25             | 54                  |
| Paris             | 1 717                   | 634             | 13             | 20             | 26                  |
| Nice              | 2 760                   | 791             | 1              | 28             | 2                   |
| Strasbourg        | 1 747                   | 636             | 26             | 28             | 69                  |
| Brest             | 1 555                   | 1 230           | 6              | 12             | 78                  |
| Bordeaux          | 2 070                   | 987             | 3              | 32             | 78                  |

| Mois                              | jan. | fév. | mars  | avril | mai   | juin | jui. | août  | sep.  | oct.  | nov. | déc. | année   |
| --------------------------------- | ---- | ---- | ----- | ----- | ----- | ---- | ---- | ----- | ----- | ----- | ---- | ---- | ------- |
| Température minimale moyenne (°C) | 0,3  | 0,3  | 2,8   | 4,9   | 9,1   | 12   | 14,1 | 13,7  | 10,6  | 7,7   | 3,6  | 1,3  | 6,7     |
| Température moyenne (°C)          | 3,1  | 4    | 7     | 9,6   | 14    | 16,9 | 19,3 | 19,1  | 15,5  | 11,4  | 6,4  | 4,2  | 10,9    |
| Température maximale moyenne (°C) | 6,1  | 7,6  | 11,7  | 15,4  | 19,7  | 22,8 | 25,5 | 25,1  | 20,8  | 16    | 10   | 6,6  | 15,7    |
| Ensoleillement (h)                | 66,4 | 80,3 | 136,8 | 174,2 | 210,7 | 220  | 228  | 220,5 | 166,3 | 117,7 | 58,4 | 47,6 | 1 726,9 |
| Précipitations (mm)               | 71,8 | 60,5 | 66,2  | 60,2  | 72,4  | 65,9 | 70,4 | 68,8  | 74,2  | 78,6  | 69,5 | 85,2 | 843,7   |

## Urbanisme

### Typologie
Au 1er janvier 2024, Bar-le-Duc est catégorisée centre urbain intermédiaire, selon la nouvelle grille communale de densité à sept niveaux définie par l'Insee en 2022.
Elle appartient à l'unité urbaine de Bar-le-Duc, une agglomération intra-départementale regroupant quatre communes, dont elle est ville-centre,,. Par ailleurs la commune fait partie de l'aire d'attraction de Bar-le-Duc, dont elle est la commune-centre,. Cette aire, qui regroupe 86 communes, est catégorisée dans les aires de 50 000 à moins de 200 000 habitants,.

### Occupation des sols

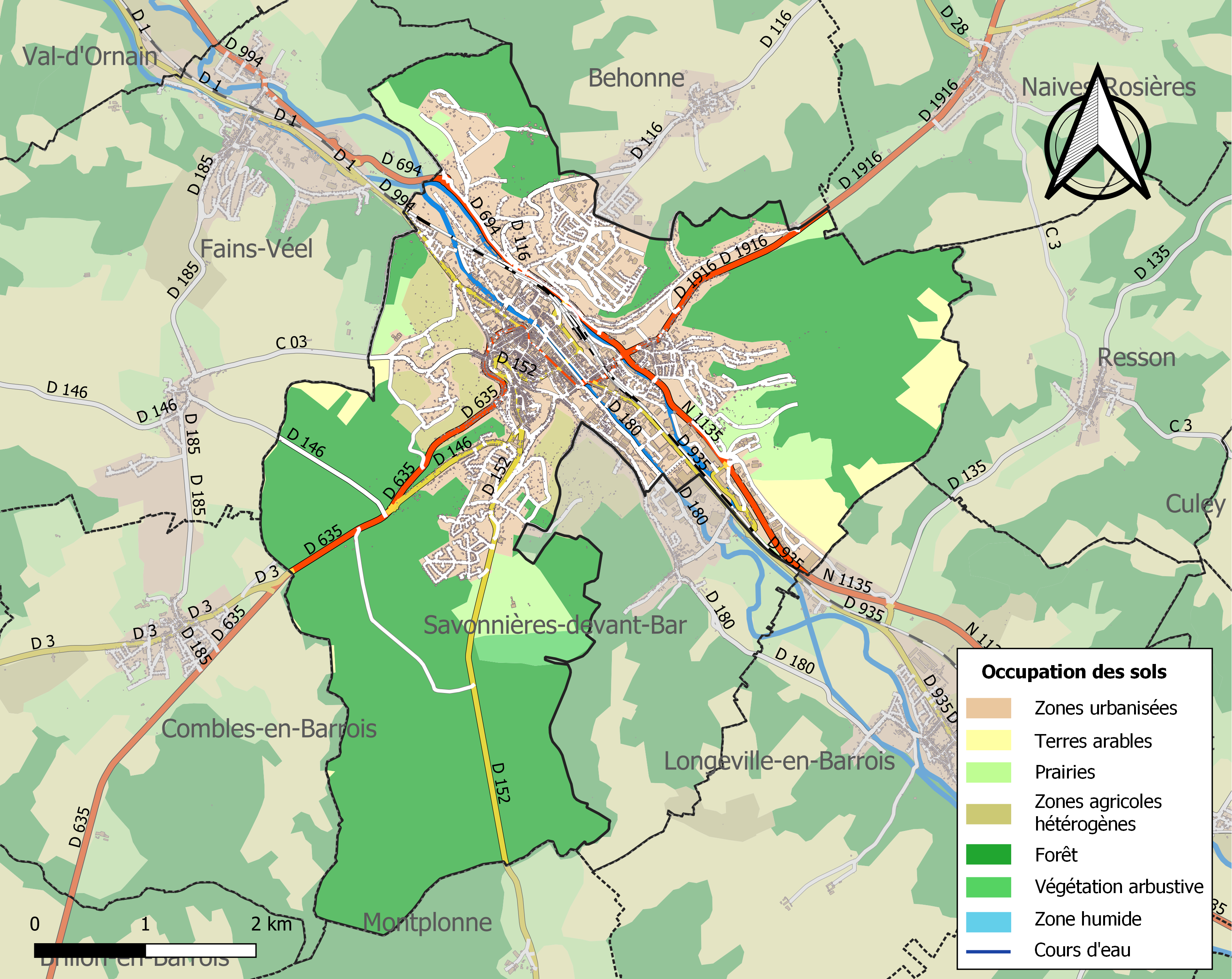
Carte des infrastructures et de l'occupation des sols de la commune en 2018 (CLC).

L'occupation des sols de la commune, telle qu'elle ressort de la base de données européenne d’occupation biophysique des sols Corine Land Cover (CLC), est marquée par l'importance des forêts et milieux semi-naturels (55,3 % en 2018), en diminution par rapport à 1990 (57,4 %). La répartition détaillée en 2018 est la suivante : forêts (54,2 %), zones urbanisées (24,1 %), prairies (6,3 %), terres arables (4,2 %), zones industrielles ou commerciales et réseaux de communication (4,1 %), zones agricoles hétérogènes (3,8 %), espaces verts artificialisés, non agricoles (2,2 %), milieux à végétation arbustive et/ou herbacée (1,1 %). L'évolution de l’occupation des sols de la commune et de ses infrastructures peut être observée sur les différentes représentations cartographiques du territoire : la carte de Cassini (XVIIIe siècle), la carte d'état-major (1820-1866) et les cartes ou photos aériennes de l'IGN pour la période actuelle (1950 à aujourd'hui).

### Morphologie urbaine

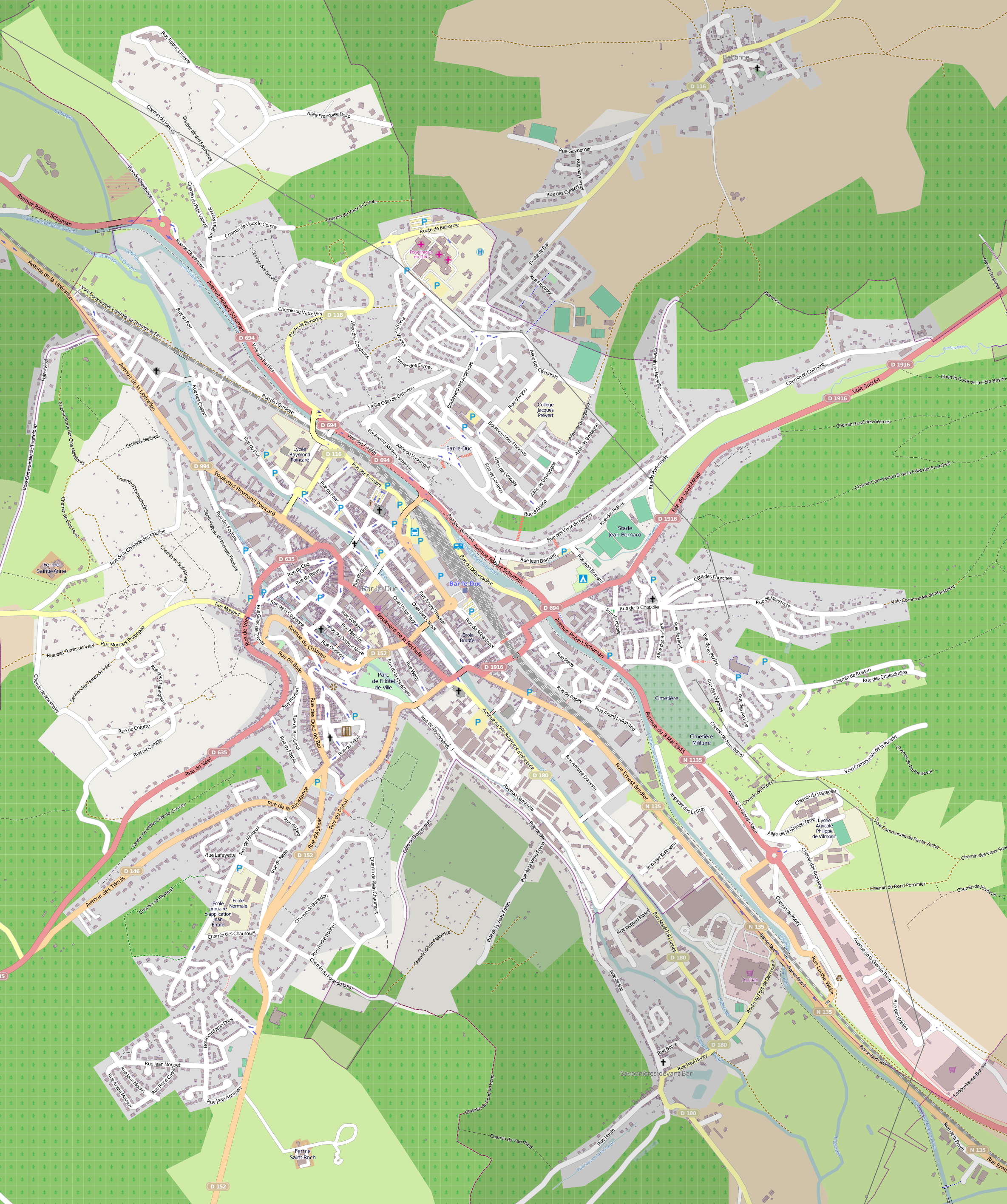
Plan de Bar-le-Duc (avril 2015).

En raison de sa situation géographique, au fond d'une vallée, Bar-le-Duc est organisée en trois grands pôles.
La Ville Basse se trouve au fond de la vallée, sur les berges de l'Ornain. Elle est composée de plusieurs quartiers construits à différentes époques. Le quartier Notre-Dame, rive droite, est la partie la plus ancienne de la ville, le berceau de la ville du Ier siècle. Au bord de la rivière, il s'organise autour de l'église éponyme et de son ancien prieuré. Le quartier de Couchot y est accolé au nord. De l'autre côté de la rivière, le quartier du Bourg, situé au pied du versant gauche de la vallée, est constitué de petites rues qui s'entrecroisent. Le centre-ville est organisé autour de son artère principale, le boulevard de la Rochelle, construit parallèlement à l'Ornain. Le quartier de Marbot, situé à l'est, sur le versant droit de la vallée, est composé de pavillons individuels et de quelques tours d'immeubles. Au XIXe siècle, la ville basse s'étend le long de la rivière : le quartier de la Libération en aval, au nord-ouest, le quartier de la gare et les zones industrielles et commerciales en amont, au sud-est. La ville ne peut désormais plus se développer dans ce sens, étant arrivée aux limites de son territoire.
La Ville Haute se trouve sur les hauteurs du versant gauche de la vallée, au sud. Le quartier naît avec la construction du château fort au Xe siècle sur l'éperon rocheux dominant la ville. Les habitants viennent s'installer au sud du château et forment le quartier Renaissance. Ce désormais cœur historique de la ville est constitué de beaux hôtels particuliers aux façades de style Renaissance. À partir des années 1970, la ville s'étend encore plus au sud avec la construction de nouveaux lotissements de pavillons individuels : les quartiers du Petit Juré et de la Chênaie.
Le quartier prioritaire de la Côte Sainte-Catherine se trouve sur les hauteurs du versant droit, au nord. C'est le secteur le plus récent de la ville, construit à partir des années 1960, et composé de pavillons individuels et de barres et tours d'immeubles HLM. À partir des années 1990, le nouveau quartier de la Fédération apparaît à l'ouest de la Côte Sainte-Catherine.

### Habitat et logement
En 2021, le nombre total de logements dans la commune était de 9 487, alors qu'il était de 9 319 en 2016 et de 9 297 en 2011.
Parmi ces logements, 81,3 % étaient des résidences principales, 2,3 % des résidences secondaires et 16,4 % des logements vacants. Ces logements étaient pour 37,3 % d'entre eux des maisons individuelles et pour 60,5 % des appartements.
Le tableau ci-dessous présente la typologie des logements à Bar-le-Duc en 2021 en comparaison avec celle de la Meuse et de la France entière. Une caractéristique marquante du parc de logements est ainsi la faible proportion des résidences secondaires et logements occasionnels (2,3 %) par rapport au département (4,8 %) et à la France entière (9,7 %).
| Typologie                                               | Bar-le-Duc | Meuse | France entière |
| ------------------------------------------------------- | ---------- | ----- | -------------- |
| Résidences principales (en %)                           | 81,3       | 83,2  | 82,2           |
| Résidences secondaires et logements occasionnels (en %) | 2,3        | 4,8   | 9,7            |
| Logements vacants (en %)                                | 16,4       | 12    | 8,1            |

### Projets d'aménagement
| Large rue avec des voitures stationnées de chaque côté, encadrée d'immeubles. · Vue sur une rue bordée d'arbres et d'immeubles. Fleurs au premier plan, et église au fond. |

Depuis 2009, la municipalité a lancé un projet de requalification du centre-ville de Bar-le-Duc, visant à le rendre plus dynamique et attractif. La première phase concerne le quartier Notre-Dame sur la rive droite de l'Ornain, les trois suivantes le centre-ville de la rive gauche et notamment le boulevard de la Rochelle, artère principale de la commune. Les travaux consistent à refaire l'eau et l’assainissement puis la voirie en pavés. Les travaux se terminent fin 2014. En avril 2015, de nouveaux travaux sont lancés rue et place des Minimes, à proximité de la zone des premiers travaux, pour garder une cohérence esthétique.
En février 2012, la municipalité a entamé des travaux pour rapprocher la gare routière (réseau RITM) de la gare SNCF et ainsi créer une gare multimodale. Les 14 mois de travaux d'un coût de 3 079 000 € ont vu la construction de quais avec abribus, la création d'un nouveau parking, et la rénovation complète du parvis devant la gare SNCF.
En 2015, un projet d'écoquartier est lancé avec une fin des travaux prévue en 2018. Situé en centre-ville, derrière l'église Saint-Jean, à la place du Hall des brasseries, l'ensemble pourrait accueillir un nouveau multiplexe cinéma. Pour remplacer le Hall des brasseries détruit, un projet de salle polyvalente d'une capacité de 1 000 à 1 500 personnes est à l'étude sur une autre parcelle de la ville.

### Voies de communication et transports

Plan des voies de communication autour de la commune.

#### Réseau routier
Bar-le-Duc se trouve à l'écart des grands axes routiers du département. Les deux axes routiers majeurs traversant la Meuse d'est en ouest sont : l'autoroute A4 (A 4, E 50) à 47 km au nord, à Verdun ; et la route nationale 4 (RN 4), à 14 km au sud-est, à Ligny-en-Barrois.
La commune se trouve au croisement de plusieurs routes la reliant aux grands axes routiers et aux pôles urbains environnant :
- à l'est, la route nationale 135 (RN 135) permet de rejoindre Ligny-en-Barrois à 14 km, où passe la route nationale 4 (RN 4) reliant Paris à Strasbourg via Nancy ;
- à l'ouest, la route départementale 994 (RD 994), nommée « La Grande Romanie », rejoint Reims à 99 km en suivant l'ancienne voie romaine Reims-Metz. Elle permet également de prendre l'autoroute A4 (A4, E50), nommée « autoroute de l'Est », reliant Paris à Strasbourg via Reims et Metz, au niveau de la sortie 28 à Saint-Étienne-au-Temple (Marne) ;
- au nord, la route départementale 1916 (RD 1916), plus connue sous le nom de « Voie sacrée », relie Bar-le-Duc à Verdun, deuxième ville de Meuse. Longue de 56 km, elle fut l'artère logistique de la bataille de Verdun de 1916, pendant la Première Guerre mondiale ;
- au sud, la route départementale 635 (RD 635) permet de rejoindre Saint-Dizier, sous-préfecture de la Haute-Marne, à 24 km.

En décembre 2014, un projet de contournement de la RN 135 et de la commune de Velaines est en cours de financement. Cette 2 × 2 voies doit rejoindre la RN 4 (Paris - Strasbourg) à Ligny-en-Barrois, avec l'espoir du désenclavement de la vallée de l’Ornain et du développement économique du pays Barrois.

#### Réseau ferroviaire

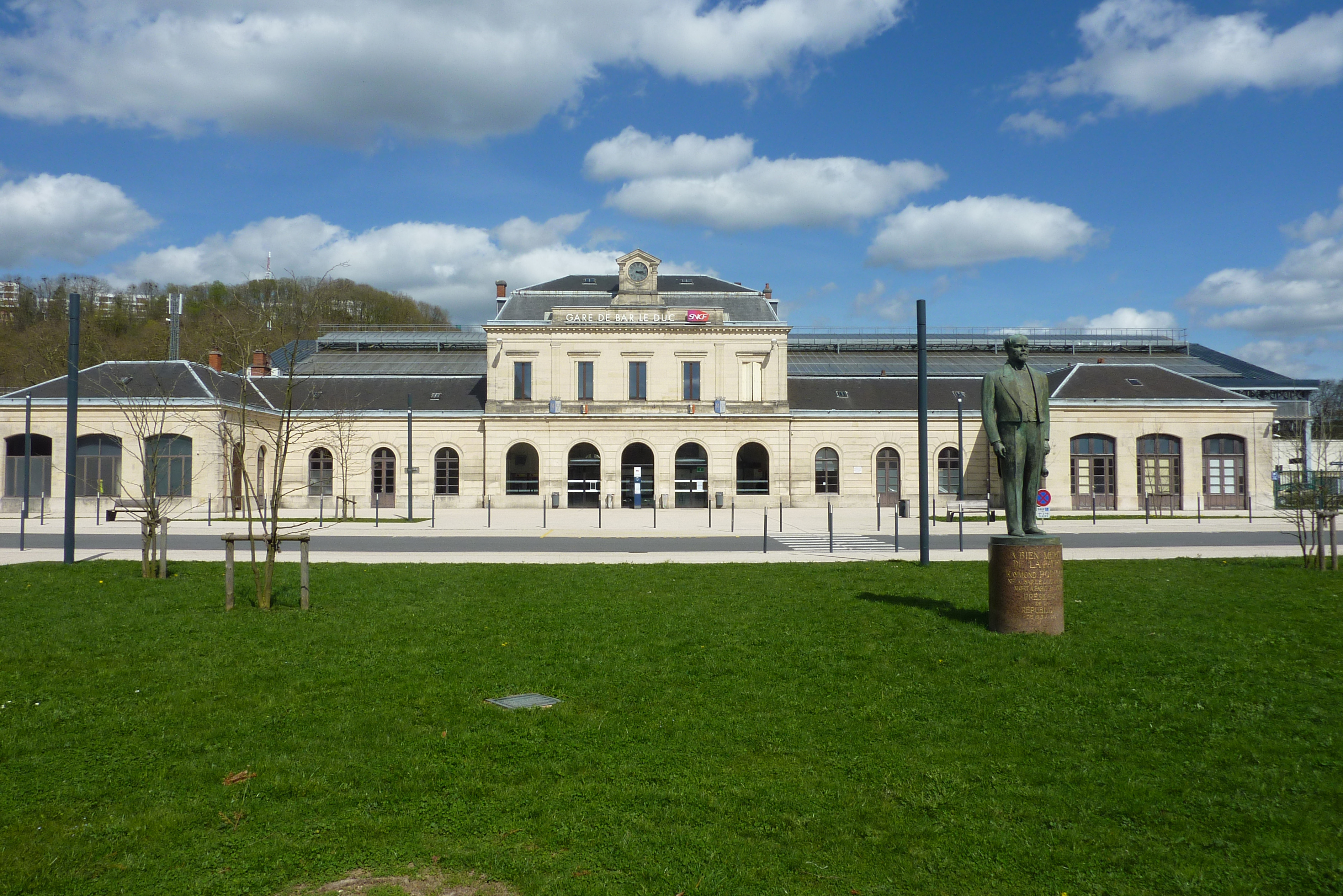
Gare de Bar-le-Duc avec la statue de Raymond Poincaré en premier plan.

La gare de Bar-le-Duc, située près du centre ville, fait partie de la ligne de Paris-Est à Strasbourg-Ville, l'une des principales lignes du réseau ferroviaire français dans l'Est de la France. Elle est desservie par le TER Lorraine, permettant de rejoindre Metz (ligne 28) ou Nancy (ligne 29) en moins d'une heure. Le TER Vallée de la Marne permet de rejoindre Paris via Vitry-le-François, Châlons-en-Champagne, Épernay et Château-Thierry, en 2 h 20.
La LGV Est européenne est mise en service en 2007. Les TGV relient alors la préfecture meusienne à Paris en 1 h 40 environ, via Champagne-Ardenne TGV, Châlons-en-Champagne et Vitry-le-François. Cependant, la mise en place du TGV a entraîné la réduction du nombre de dessertes de la gare de Bar-le-Duc au profit de la nouvelle gare de Meuse TGV, située à 30 km. Des navettes ont été mises en place par le conseil départemental de la Meuse pour rejoindre la nouvelle gare TGV, d'où l'on peut rejoindre Paris en 1 h et Strasbourg en 1 h 40.

#### Transports urbains
Depuis 1982, le réseau TUB (transports urbains du Barrois) dessert en transports en commun la ville de Bar-le-Duc, puis celles adjacentes de Fains-Véel et Savonnières-devant-Bar. En 2014, à la suite de la création de la communauté d'agglomération Bar-le-Duc Sud Meuse, le réseau est étendu à toutes les communes de la nouvelle intercommunalité. Le réseau, géré par Transdev, est constitué de quatre lignes régulières qui s'articulent autour de la ligne principale Bar-le-Duc - Ligny-en-Barrois (ligne 1). De plus, il existe neuf lignes scolaires, ainsi qu'un service de transport sur réservation pour les communes non desservies par les lignes régulières.
- Ligne 1 : Libération (Bar-le-Duc) - Aouisses (Ligny-en-Barrois)
- Ligne 2 : Petit Juré - Rochelle - Auchan (Bar-le-Duc)
- Ligne 3 : Centre Hospitalier - Rochelle - Grande Terre (Bar-le-Duc)
- Ligne 4 : Domaine du Golf (Fains-Véel) - Allende - Rochelle (Bar-le-Duc)

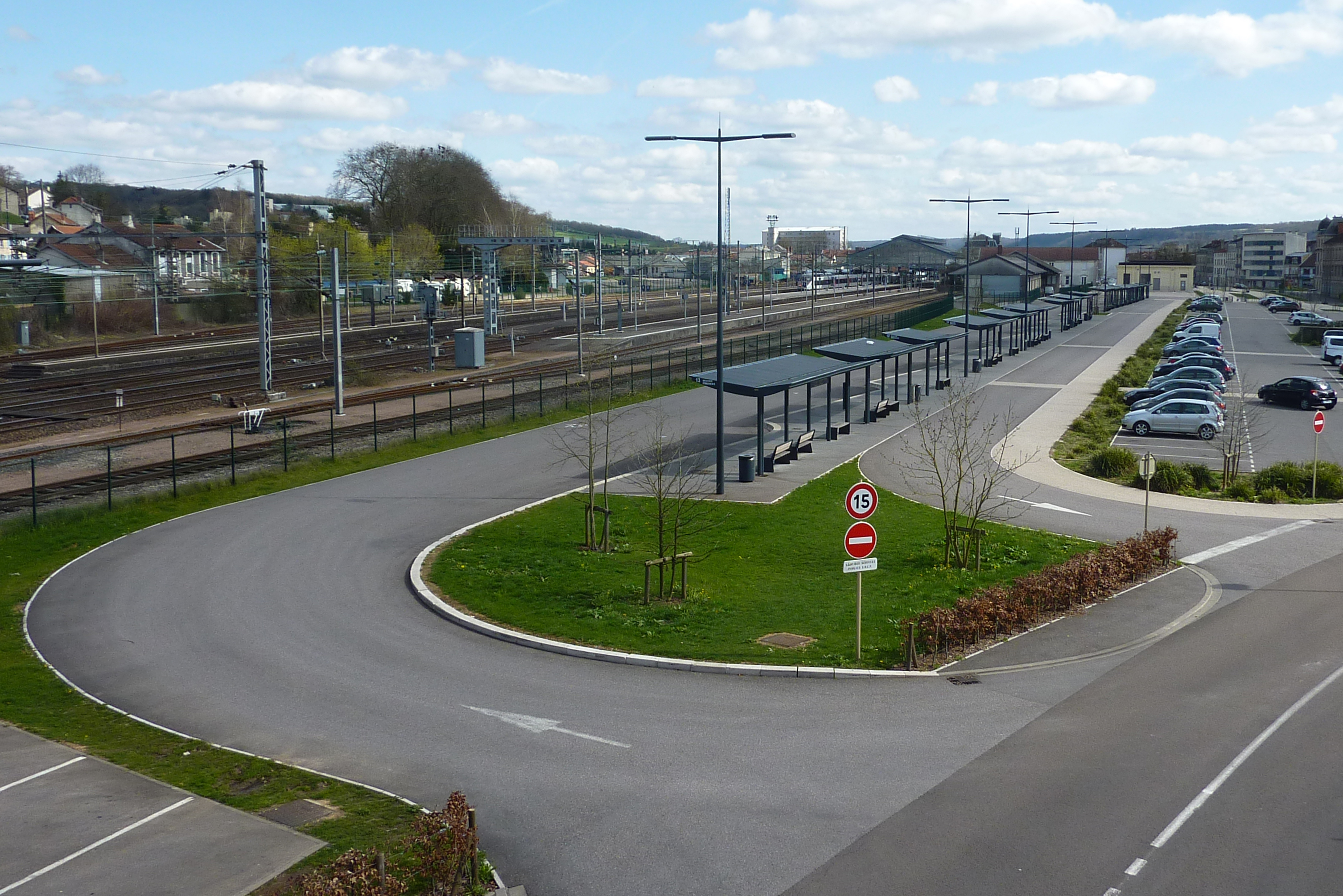
Gare routière du réseau RITM.

Le réseau intermodal des transports de la Meuse (RITM), financé par le conseil départemental de la Meuse, exploite plusieurs lignes reliant Bar-le-Duc aux autres grandes villes du département et de celui voisin de la Marne. Le réseau gère également le ramassage scolaire et possède un service de transport à la demande,.
- Ligne 2 : Bar-le-Duc - Verdun (1 h)
- Ligne 18 : Bar-le-Duc - Gondrecourt-le-Château (1 h 10)
- Ligne 19 : Bar-le-Duc - Saint-Dizier (35 min)
- Ligne 63 : Bar-le-Duc - Sermaize-les-Bains (40 min)

#### Autres moyens de transport
L'aérodrome le plus proche est celui de Bar-le-Duc - Les Hauts-de-Chée, situé sur la commune des Hauts-de-Chée à 13 km au nord de Bar-le-Duc. Il est utilisé par l'Aéroclub Sud-Meusien pour la pratique d’activités de loisirs et de tourisme (survol du Pays Barrois, du quartier Renaissance de Bar-le-Duc…). L'aéroport régional le plus proche est celui de Metz-Nancy-Lorraine, située à 90 km. Pour partir vers des destinations internationales, il faut se rendre à Paris dans les aéroports Roissy-Charles-de-Gaulle ou Paris-Orly.
Pour la randonnée pédestre, le sentier de grande randonnée 14 (GR 14) qui relie Paris à Malmedy (Belgique), traverse la commune. Il est orienté sur un axe ouest/est de Paris à Bar-le-Duc, puis sur un axe sud/nord de Bar-le-Duc à Malmedy. Le GR 714 relie la préfecture meusienne à Lignéville (au sud de Vittel dans les Vosges) et crée ainsi une liaison entre le GR 14 et le GR 7 (ballon d'Alsace - Andorre-la-Vieille).
Un chemin de fer touristique s'est implanté sur l'ancienne ligne d'intérêt local de Bar-le-Duc à Verdun en forêt de Massonge parallèlement au GR 14, le train qui entrera en service commercial en 2019 sera tracté par une authentique locomotive à vapeur du réseau du Meusien, en attendant une activité vélorail a vu le jour en juillet 2017 pour permettre aux visiteur de découvrir les premiers kilomètres de la ligne.

### Énergie
Les deux centrales nucléaires les plus proches sont celles de Cattenom (104 km) et Nogent-sur-Seine (125 km).
En 2015, aucune éolienne ne se trouve sur le territoire de la commune, mais de nombreux parcs éoliens sont situés au nord de la ville, entre 8 et 15 km. Plus d'une cinquantaine d'éoliennes, mises en service entre 2006 et 2011, développent une puissance totale de 109,85 MW,,,,,.

### Risques naturels et technologiques
La commune est sujette à plusieurs risques naturels. Une vingtaine de cavités souterraines existent sous la ville, ce qui engendre un risque d'effondrement. L'exploitation souterraine de la pierre de Savonnières en Perthois, commune située à une quinzaine de km de Bar-le-Duc, a laissé 173 km de galeries sur 83 hectares. La commune a également été victime des tempêtes de fin décembre 1999 en Europe.
Située au bord de l'eau et au fond d'une vallée, la ville peut subir des inondations de plaine (Ornain) et des inondations par crue torrentielle (Naveton) ou par ruissellement, ce qui a amené la création d'un plan de prévention du risque inondation. La ville a d’ailleurs subi plusieurs inondations dans le passé. Le 15 juin 1930, le Naveton déborde et fait 150 sinistrés et 3 morts. Les 14 et 15 août 1972, le Naveton est en crue exceptionnelle et provoque la mort de 2 personnes. La gare SNCF se retrouve inondée et le trafic ferroviaire est interrompu pendant trois heures. À cette occasion, le débit de l'Ornain monte à 83 m3/s, et le dispositif ORSEC doit être déclenché. D'autres inondations ont eu lieu comme celles à répétition de 1910.
En plus des risques naturels, la ville est exposée à des risques liés aux activités humaines. En raison des conflits qui ont eu lieu dans la région durant les deux guerres mondiales, des engins explosifs peuvent être retrouvés dans le sol. Entre 2009 et 2013, 190 tonnes d'explosifs sont ramassées dans la Meuse. En septembre 2012, un obus est découvert dans le canal des usines, sous l'église Saint-Antoine. De plus, le transport de matières dangereuses (TMD) à travers la ville présente un risque, notamment le transport du gaz par le canal de la Marne au Rhin.

## Toponymie
Le premier nom de la commune est Caturices, comme l'atteste la table de Peutinger du IIIe siècle. Elle devient Caturiges sur l'itinéraire d'Antonin du IVe siècle, du gaulois catu (combat) et riges (rois).
En 922, la commune change complètement de nom en Barrum, du gaulois barro (sommet ou extrémité boisée).
Le nom de la localité est attesté sous les formes Barrivilla-ad-Ornam (932) ; Barrivilla-super-Ornam (955) ; Apud Bar-castrum (XIe siècle) ; Barri-villa (1030) ; Bair (XIe) ; Castellanus Barri (1177) ; Barrovilla (1189) ; Barrum (XIIe siècle) ; Bar-lou-Duc (1242) ; Bar-le-Duc (1252) ; M. Barri-Ducis (XIVe) ; Bar (1355) ; Barrodux, de Barroduce (1402) ; Barriville, Bar-la-Ville (XVe) ; Barreville (1549) ; Barr (1572) ; Banis Barum (1707) ; Barro-Ducum (1749) ; Bar-sur-Ornain (1790).

Du gaulois barro, « sommet »: la ville est sur un éperon rocheux. Selon certaines sources, ce nouveau nom aurait été donné par Frédéric Ier parce que la ville, située aux frontières de France et de Lorraine, servait de « barrière » aux Lorrains contre les Champenois. Pour d'autres sources, ce sont les habitants du pays qui cherchaient refuge dans la ville qui lui donnèrent son nom, cette dernière leur servant de « barrière » contre les barbares. Selon encore d'autres opinions, la ville doit son nom à un poisson, le barbeau, très commun dans l’Ornain, s'appuyant sur les armoiries de la ville (deux poissons).

En 1242, un accord de paix entre le duc de Bar et l'évêque de Verdun fait mention de Bar-lou-Duc. Dix ans plus tard, en 1252, un traité entre les comtes de Luxembourg et de Bar mentionne la ville pour la première fois sous le nom de Bar-le-Duc. En 1354, Robert Ier, comte de Bar, devient gendre du roi de France et est fait duc, d’où le nom de la ville.
À la suite de la Révolution de 1789, elle prend le nom plus républicain de Bar-sur-Ornain d'octobre 1792 à juillet 1814. En 1814, elle devient définitivement Bar-le-Duc.

## Histoire

### Préhistoire
Bar-le-Duc se situe sur une voie de communication naturelle empruntée dès la préhistoire. La vallée de l’Ornain est parcourue par des groupes de chasseurs cueilleurs durant la Préhistoire. C’est à quelques kilomètres en aval de Bar-le-Duc, à Vassincourt, qu’a été découvert le plus ancien site archéologique du département : un campement datant de 300 000 ans (Paléolithique inférieur et moyen) avec traces de foyer et restes d’animaux chassés (cheval, cerf, auroch, éléphant, mammouth et rhinocéros laineux). La vallée de l’Ornain permet la liaison entre deux espaces géographiques distincts et aux ressources complémentaires : la plaine de champagne à l’Ouest et le plateau lorrain à l’Est.

### Antiquité
La voie romaine attestée à Bar-le-Duc reprend vraisemblablement le tracé d’une piste gauloise plus ancienne. Du moins, c’est ce que suggèrent les traces d’occupation datant de l’âge du bronze mais aussi du premier et deuxième Age du fer (950-50 av. J.-C.), retrouvées sur les communes périphériques (armes et objets de parure). Toutefois, ce n’est qu’au Ier siècle que se structure une petite agglomération sur la rive gauche de l’Ornain, au niveau de l’actuel quartier Notre-Dame. Cette première agglomération est connue sous le nom de « Caturices » ou « Caturiges ».
Elle est mentionnée dans des documents d’époque gallo-romaine, comme étant une station ou relais routier établi sur la voie Reims Toul, par Nasium (Naix-aux-Forges). Le nom de la localité est d’origine celtique : la racine « catu, gatu » désigne la guerre, la bataille et le suffixe « rix » évoque le qualificatif du roi, du chef. Caturiges pourrait donc être associée à la localité d’un chef de guerre. Mais nous n’avons aucune preuve archéologique sur cette éventuelle fonction militaire. L’utilisation du site de la ville haute, qui offre un promontoire défensif de premier ordre, n’est attestée qu’à l’époque médiévale.

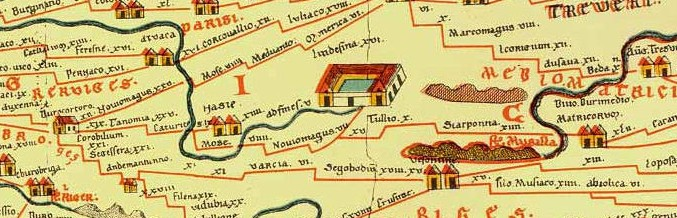
Caturiges (Bar-le-Duc) apparaît sur la Table de Peutinger.

Caturiges est mentionnée sur la table de Peutinger, une ancienne carte romaine où figurent les routes et les villes principales de l'Empire romain, et sur l'itinéraire d'Antonin, un guide de voyage de la Rome antique.
L'agglomération se trouvait au niveau de l'actuel quartier Notre-Dame, et la rue des Romains est un vestige de l'ancienne voie romaine. Les travaux d'aménagement dans ce secteur, et notamment le chantier de construction de la première usine à gaz au milieu du XIXe siècle, ont révélé des vestiges et mobiliers antiques.
L’état des connaissances a été réalisé et publié par Franck Mourot. En 1886, L. Maxe-Werly a établi la première synthèse sur l’agglomération et a dressé un historique des recherches en partie emprunté à C.-F. Denis (C.-F. Denis, s.d.b, ms.678, f° 45). Jusqu’au XIXe siècle, les recherches ont été dominées par les problèmes de localisation de Caturiges. À partir de 1843, date des travaux du canal de la Marne au Rhin, de premières découvertes significatives ont permis de démontrer “ l’Antiquité de la ville de Bar ” puis d’étudier l’agglomération gallo-romaine. La station routière de Caturiges, placée sur la voie de Reims à Metz par Nasium et Toul, est indiquée dans l’itinéraire d'Antonin et dans la Table de Peutinger. Les premières mentions de découvertes archéologiques datent de la fin du XVIe siècle. Toutefois, comme l’a montré C.-F. Denis, puis L. Maxe-Werly, ce n’est qu’au milieu du XVIIIe siècle que Caturiges est identifiée à Bar-le-Duc. En effet, cette station est successivement assimilée à un village de Champagne, à Châtrices, près de Sainte-Menehould, puis à Saint-Dizier.
Cette erreur, issue du positionnement de la station ad fines à Fains, est corrigée en 1760, époque à laquelle D’Anville puis le père Wastelain proposent une nouvelle localisation à Bar-le-Duc. Cette hypothèse, étayée par les distances des itinéraires antiques, est alors admise par la Commission de la topographie des Gaules et la plupart des chercheurs. Il faut cependant attendre plus d’un siècle pour que l’unanimité des chercheurs régionaux accepte la nouvelle localisation. En 1844, E. Bégin, dans sa synthèse sur Metz depuis dix huit siècles, ne fait toujours pas mention de la localité. De son côté, C.-F. Denis l’avait déjà depuis longtemps adopté.
Les découvertes faites lors du creusement du canal de la Marne au Rhin en 1843 (L. Maxe-Werly, 1886, p. 142-143) et la publication du testament d’Adalgysel en 1846 qui mentionne la ville au VIIe siècle (Clouët, 1846b) donnèrent les preuves tant attendues par C.-F. Denis. Les premières données archéologiques furent complétées essentiellement par des observations faites lors de la construction de la ligne de chemin de fer en 1850 et de l’établissement de l’usine à gaz en 1872 (L. Maxe-Werly, 1886, p. 143). En 1886, L. Maxe-Werly établit la première synthèse (L. Maxe-Werly, 1886). Il faut ensuite attendre 1965 pour que de nouvelles découvertes soient réalisées dans le cadre de sauvetages à l’emplacement de l’usine à gaz (A. Liéger, 1965, p. 220) et sur la Côte Sainte Catherine (Gallia, 1966, p. 282-283). Depuis 1997 (Bilan scientifique 1997, p. 41) des diagnostics et fouilles archéologiques préventives permettent de compléter l'état des connaissances au gré des projets d'aménagement urbains. Les constructions et requalifications de places et voiries sont en effet l'occasion de mieux comprendre l'histoire des différents quartiers.

### Moyen Âge: Le comté puis le duché de Bar
Au début du Moyen Âge, la ville semble gagner en importance. À la suite du déclin de l'ancienne cité antique de Nasium, un développement de la bourgade de Caturiges est attesté par la numismatique. En effet, une monnaie frappée à Nasium au VIIe siècle indique que le vicus, c’est-à-dire le village, de Nasium se situe dans le Pagus du Barrois (Barrois dérive de « barro » : hauteur, sommet). Caturiges qui frappe aussi monnaie, devient alors le centre politique et économique du Barrois (Pagus Barrensis). C’est vraisemblablement durant l’époque carolingienne que l’ancienne ville gauloise perd son nom au profit de celui de son territoire. La première attestation écrite de la nouvelle localité date du Xe siècle, sous la forme « Barrum », puis « Barri villa ad Ornam » (en 932).
Le développement de l'agglomérationconnaît un nouvel élan au milieu du Xe siècle. Vers 951/970 — Les dates diffèrent selon les sources —, Frédéric Ier, duc de Haute-Lorraine, cherchant à protéger son territoire des champenois, fait construire un château en rive gauche, sur l'éperon rocheux dominant la vallée d'une cinquantaine de mètres. L'éperon, comme la ville, sont d'ailleurs usurpés au diocèse de Toul, que Frédéric Ier dédommage avec d'autres terres,. Le château est primitif, constitué de quatre hautes tours et d'une double enceinte, mais il ne cesse d'être perfectionné tout au long du Moyen Âge. Par sa situation et son rôle défensif, Bar est la principale citadelle lorraine sur la route de France, et ce jusqu'au XVIe siècle.
Trois générations plus tard, en 1033, Frédéric III meurt sans enfants, et le duché de Haute-Lorraine est partagé entre ses deux sœurs, Béatrice et Sophie, mais aucune d'entre elles ne peut prétendre au titre, réservé à un homme. Elles sont alors élevées par leur tante maternelle, l'impératrice Gisèle de Souabe (995-1043). Béatrice, mariée en 1037 au marquis de Toscane Boniface III, est la mère de Mathilde, comtesse de Toscane, qui joua un rôle important dans la querelle des Investitures opposant le Saint-Siège au Saint-Empire romain germanique. Quant à Sophie, qui a hérité de Bar et Saint-Mihiel, elle épouse en 1038 Louis de Mousson, comte de Montbéliard, qui devient le premier comte de Bar. Devenue veuve vers 1070, elle gouverne le nouveau comté de Bar avec beaucoup de sagesse et de fermeté. Elle fonde le prieuré Notre-Dame, dont l'église Notre-Dame est le vestige, et contribue à l'essor du Bourg. À partir du XIIIe siècle, le nom de Bar-le-Duc fait son apparition afin de la différencier des communes de Bar-sur-Seine et Bar-sur-Aube, toutes deux en Champagne.
Les successeurs de Sophie agrandissent leur territoire en une principauté importante, aux dépens de leurs voisins, profitant de leur implantation à la frontière de la France et de l'Empire allemand, et de la faiblesse des deux souverains. Les comtes de Bar, qui participent en outre aux Croisades, sont vus comme les plus habiles et les plus ambitieux en Lorraine, et le comté est considéré comme un alleu, c'est-à-dire une terre indépendante dont les comtes sont pleinement souverains. Au début du XIIIe siècle, ces derniers fixent leur cour au château de Bar-le-Duc, aux dépens de Mousson et de Saint-Mihiel.
L’expansion géographique et l'essor économique vont profiter à la ville. La bourgeoisie s'enrichit de la culture de la vigne, du tissage du drap, du travail de la peau et de la fabrication d'armes. La morphologie urbaine de la cité en est affectée, avec la création de deux nouveaux quartiers. Un quartier fortifié en amont du château, l'actuelle Ville Haute, voit le jour sous l'impulsion du comte Henri II. Il est majoritairement peuplé de nobles, religieux et autres privilégiés, et se voit octroyer le privilège du commerce de l'alimentation, au grand dam de la Ville Basse. Le deuxième nouveau quartier s'installe contre le Bourg, et est nommé la Neuve-Ville. Initialement non fortifié, le quartier se voit emmuré au XIVe siècle pendant la Guerre de Cent Ans. Des moulins s'installent le long de la dérivation de l'Ornain, dans le quartier du Bourg, et sont utilisés pour diverses activités économiques (forges, tanneries…). De nouveaux faubourgs, Véel et Marbot, apparaissent en dehors des limites de la ville, et de nombreux édifices religieux sont construits : la collégiale Saint-Maxe, la collégiale Saint-Pierre (actuelle église Saint-Étienne) et le couvent des Augustins (l'église Saint-Antoine en est le seul vestige).
Du XIe au XIIIe siècle, les comtes de Bar ont bénéficié de deux facteurs favorables : la situation de la principauté entre la France et le Saint-Empire, et l'absence de problèmes dans la succession. Mais à partir du XIVe siècle, cela va changer. Devant l'essor de la puissance française, le comte de Bar Henri III, gendre du roi d'Angleterre Édouard Ier, prend part à une alliance contre le roi de France Philippe le Bel. Vaincu, il est fait prisonnier pendant plus de deux ans. En 1301, il est relâché mais doit signer le traité de Bruges, dans lequel il se reconnaît vassal du roi de France pour toutes ses terres à l'ouest de la Meuse. Ces terres constituent désormais le Barrois mouvant.
En 1354, le comté est élevé en duché, et Robert Ier prend le titre de duc de Bar, mais le contexte n'est plus au développement, une partie du Barrois étant désormais sous tutelle de la France. La présence française est d'ailleurs bien visible. De 1475 à 1483, les troupes du roi de France Louis XI occupent le château de Bar-le-Duc, et le souverain fait réparer les fortifications sous prétexte que le duc de Bourgogne Charles le Téméraire pourrait pénétrer la Champagne avec son armée via le Barrois.
En 1420, le duc de Bar René d'Anjou est marié à Isabelle de Lorraine, fille du duc de Lorraine Charles II, avec dans l'idée l'union des deux duchés. Soixante ans plus tard, en 1480, René II recueille son héritage et les deux duchés, de Bar et de Lorraine, sont unis. Chaque duché conserve sa propre administration mais sont désormais sous l'autorité d'un même duc. Pour Bar, qui rivalisait jusque-là avec Nancy, c'est un coup d'arrêt, les futurs ducs privilégiant Nancy.

### Temps modernes

#### XVIesiècle: Une cité Renaissance

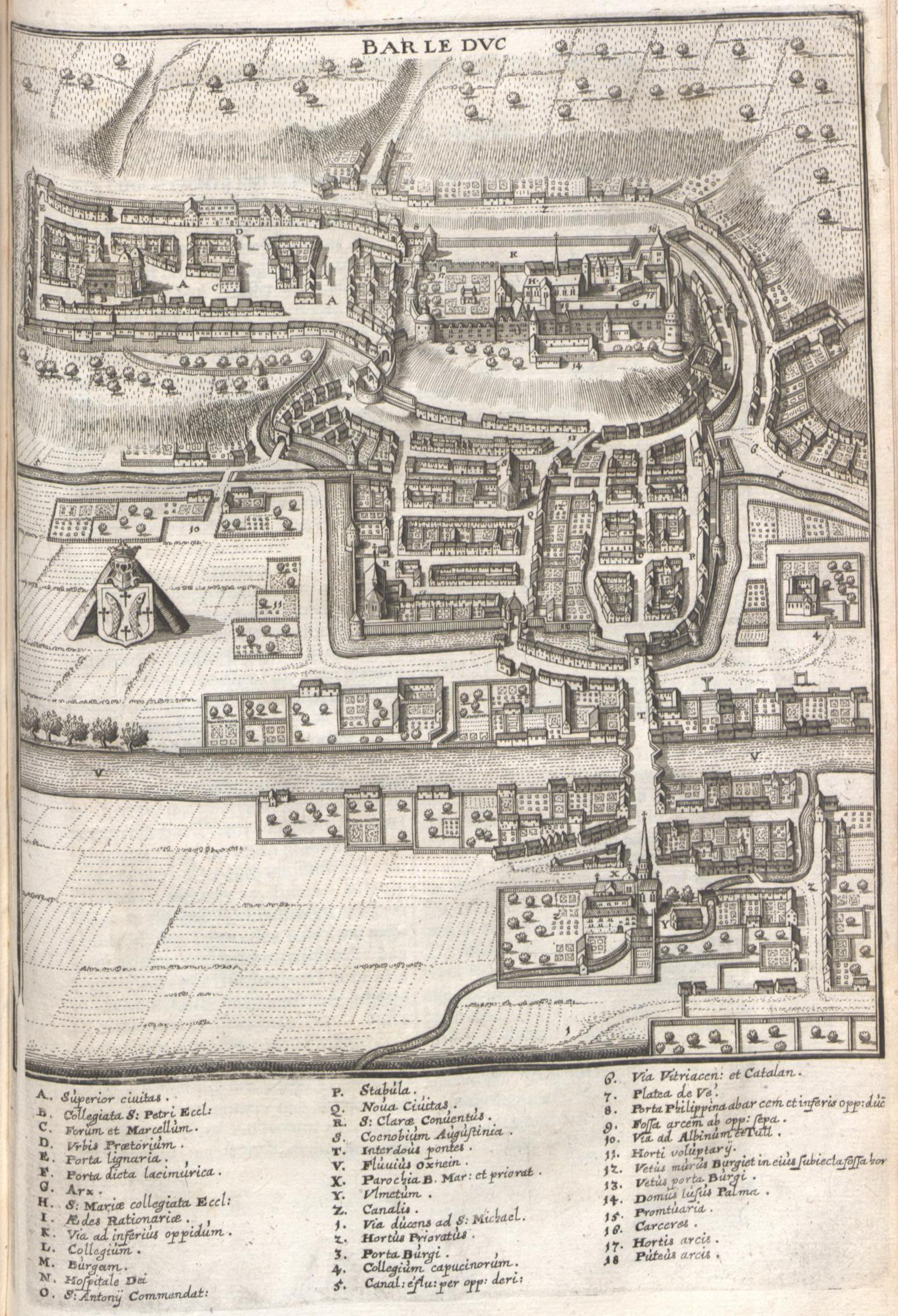
En 1645 par Martin Zeiller.

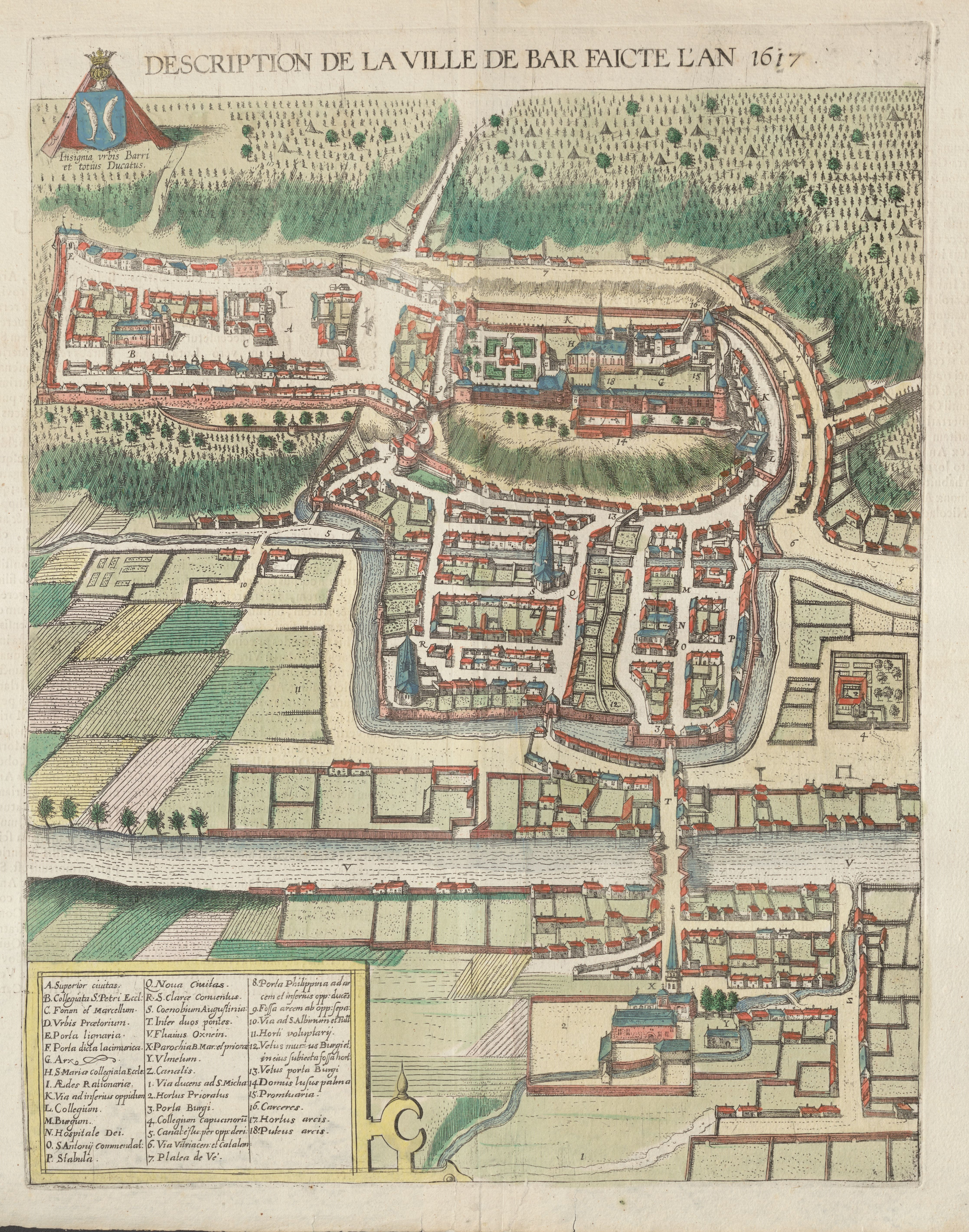
Bar-le-Duc en 1617

Le principat de René II de Lorraine ouvre en 1480 la plus brillante période de l'histoire de la cité. Elle durera près d'un siècle et demi. Bar-le-Duc bénéficie d'une conjoncture économique favorable dans cette période de la Renaissance, confortée par l'habile politique des ducs Antoine le Bon et Charles III dans un contexte de conflits entre la France et le Saint-Empire. Une véritable fièvre constructrice s'empare de la cité, aussi bien à la Ville Haute qu'à la Ville Basse. La femme de René II, Philippe de Gueldre, trace un jardin à l'italienne près du château. Charles III fait construire un nouveau château dans la cour intérieure du château fort, le Neuf-Castel, où la Chambre des comptes du duché vient s'installer. Le collège Gilles de Trèves est construit à partir de 1573 pour éduquer les jeunes de la ville. La ville s'enrichit de beaux hôtels Renaissance, et les maisons en torchis et à encorbellement sont reconstruites en pierre de taille.
Même si les ducs résident peu à Bar-le-Duc, le château est le théâtre de fêtes somptueuses et des tournois sont organisés sur la place Saint-Pierre à l'occasion d'évènements spéciaux, comme les baptêmes, les mariages et les visites royales ou princières. En 1555, Charles III reçoit son beau-frère le roi de France François II et sa femme Marie Stuart, reine d’Écosse. Cette dernière aurait particulièrement apprécié la confiture de groseilles épépinées à la plume d'oie, spécialité de Bar-le-Duc. En 1564, le baptême d'Henri II, fils et héritier de Charles III, est l'occasion de grandes célébrations en présence du roi Charles IX et de la reine-mère Catherine de Médicis.

#### DuXVIIeauXVIIIesiècle: La perte de son indépendance

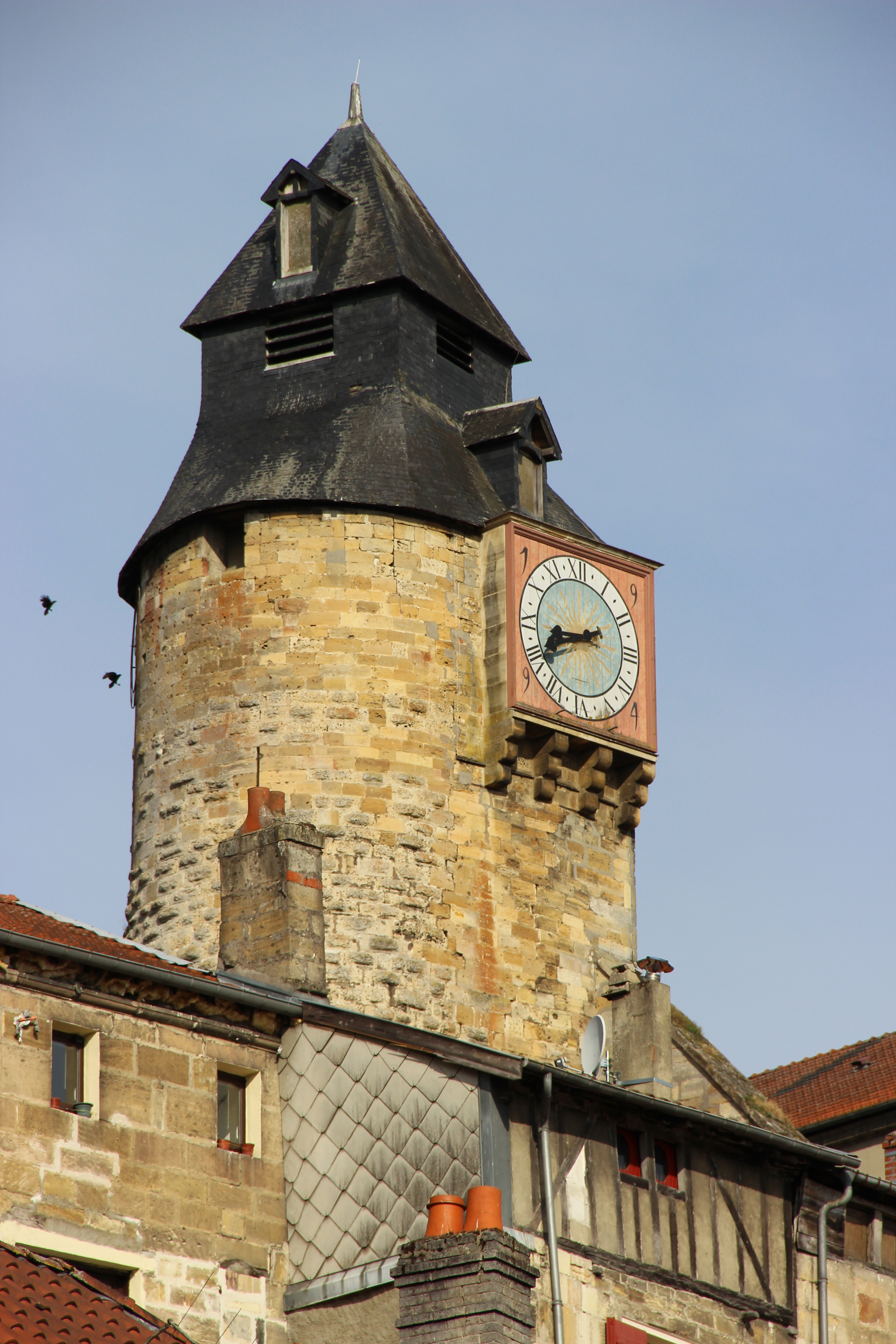
La Tour de l'Horloge, l'un des rares vestiges des fortifications du château.

Le XVIIe siècle est une période sombre pour Bar-le-Duc qui subit les conséquences désastreuses de la guerre de Trente Ans (1618-1648) : pillage, occupation par les troupes, famines et épidémies (notamment de peste en 1636), s'ajoutent à une politique financière désastreuse du duc Henri II. Mais c'est surtout la position anti-française du duc Charles IV qui cause du tort à la cité. En 1632, le roi de France Louis XIII vient en personne prendre possession de la ville, à l'initiative du cardinal Richelieu. L'agglomération restera occupée jusqu'en 1661, changeant quatre fois de maître pendant la Fronde (1648-1653) et subissant un siège de l'armée royale menée par le cardinal Mazarin en décembre 1652,.
Finalement, en 1670, lassé des intrigues ducales, le roi Louis XIV ordonne le démantèlement des fortifications du château et de la ville. Ne sont conservés que le château-neuf, inoffensif, la Tour de l'Horloge, parce qu'elle donne l'heure, et la Tour Heyblot. Les murailles subsistent autour de la ville, mais, sans tours, n'ont plus aucune fonction militaire. Elles servent désormais à contrôler les accès à des fins fiscales et à protéger la population des épidémies. Des troupes françaises resteront dans la ville jusqu'en 1697.
En 1697, le traité de Ryswick rend le duché à Léopold Ier, petit-fils de Charles IV, mais l'influence française reste forte. En 1737, le duc François III, fils de Léopold Ier, accepte de céder son duché à l'ancien roi de Pologne Stanislas Leszczynski, sur ordre du roi de France Louis XV,. Un gouverneur siègera désormais à Bar-le-Duc, tel le prince Charles-Juste de Beauvau-Craon.
Sous les règnes de ces ducs, Bar-le-Duc connaît une nouvelle ère prospère. Trois grands boulevards sont tracés en dehors des remparts : la rue de Clouyères (actuel boulevard Raymond-Poincaré), la rue (actuel boulevard) de la Rochelle, et l'avenue des Tilleuls. Les portes de la ville sont élargies et remaniées dans le style de l'époque. Des habitants construisent de nouvelles demeures, comme l'hôtel de Salm ou l'hôtel Désandroins, d'autres refont leurs façades. Le vignoble, notamment celui de la côte Sainte-Catherine, connaît une période faste, le pinot de Bar s'exportant vers le Luxembourg et l'actuelle Belgique. L'activité cotonnière se développe également.
À la mort de Stanislas Leszczynski en 1766, les duchés de Lorraine et de Bar sont définitivement rattachés à la France. C'est un nouveau coup dur pour Bar-le-Duc, puisque la grande route Paris-Nancy voit son trajet modifié, passant désormais par Saint-Dizier et Ligny-en-Barrois et non plus par la capitale du Barrois.

### Révolution française et Empire

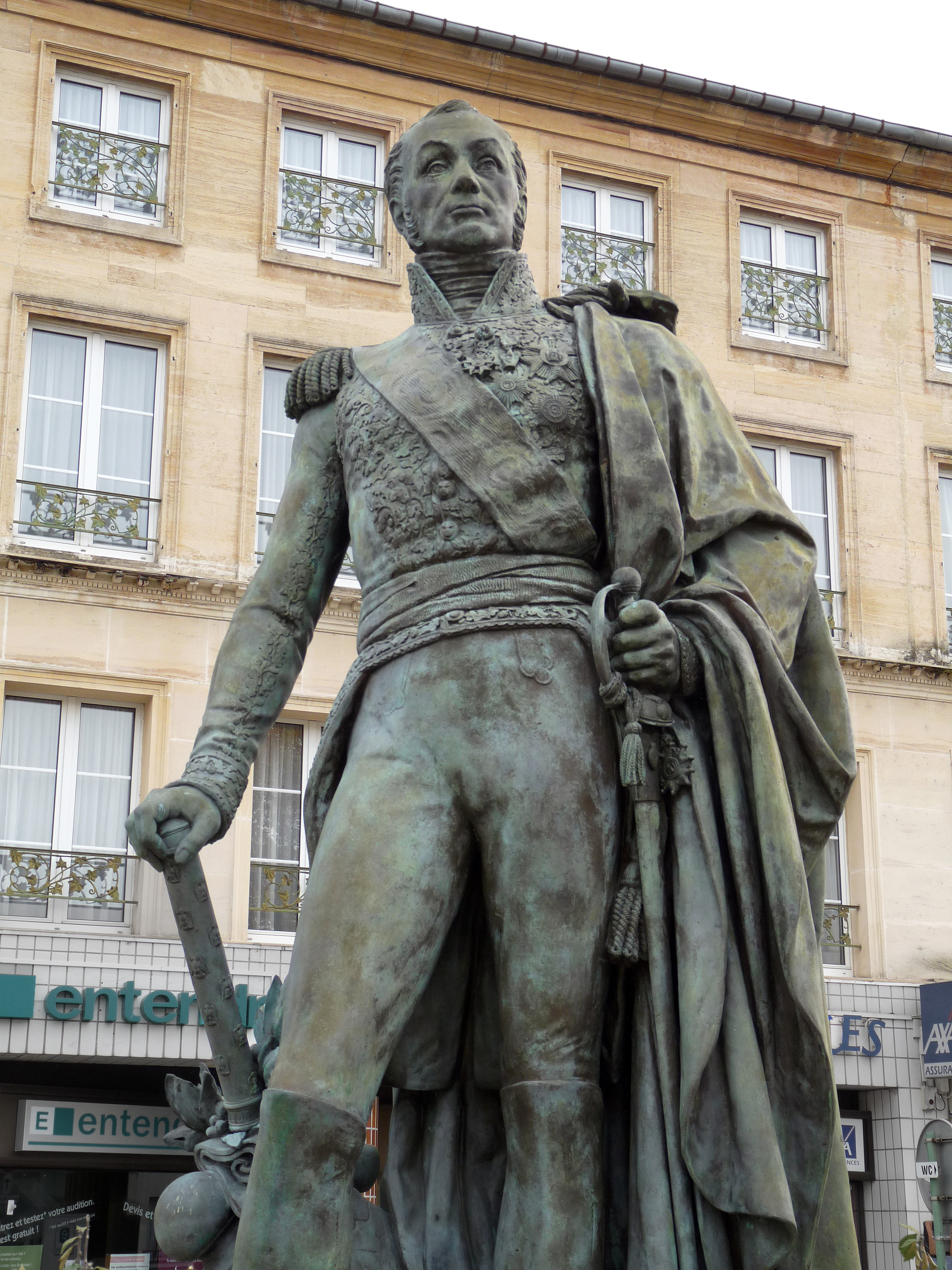
Statue du maréchal Oudinot, duc de Reggio, sur la place homonyme.

Sous la Révolution française, Bar-le-Duc, comme la plupart des villes françaises, connaît une vie politique tumultueuse, en particulier de 1789 à 1795. De nombreux changements ont lieu. Premièrement, d'octobre 1792 à juillet 1814, la ville prend le nom de Bar-sur-Ornain, plus républicain. Elle devient également le chef-lieu du nouveau département du Barrois (futur département de la Meuse), au grand dam de ses rivales Saint-Mihiel et Verdun. Deuxièmement, l'abolition des privilèges du 4 août 1789 est traduit en une mesure symbolique : l'hôtel de ville est transféré de la Ville Haute à la Ville Basse. Jusque-là, le quartier de la Ville Haute avait conservé la puissance politique, administrative, judiciaire et commerciale. Troisièmement, la ville est laïcisée, ce qui se traduit par la disparition des sept communautés religieuses présentes depuis le Moyen Âge. Le couvent des Carmes est transformé en prison, celui des Minimes en marché couvert, le jardin du couvent des religieuses de la congrégation de Notre-Dame devient la place Reggio, première place publique en Ville Basse,.
Sous le Consulat (1799-1804), la fonction administrative de la ville est renforcée avec la nomination du premier préfet de la Meuse par le Premier Consul Napoléon Bonaparte en 1800. L'hôtel de préfecture est installé dans l'ancien couvent des Antonistes en Ville Basse,.
Le Premier Empire (1804-1814) va mettre en lumière trois militaires barisiens au service de Napoléon : Nicolas-Charles Oudinot, premier duc de Reggio et maréchal d'Empire, Rémy Joseph Isidore Exelmans, général puis maréchal de France et Florentin Ficatier, général de brigade puis baron d'Empire,,. Oudinot se fait construire en Ville Basse un bel hôtel particulier avec parc et jardins, qui abrite depuis sa mort l'hôtel de ville.
Sous l'Empire, la ville connaît des changements architecturaux : les quais de l'Ornain sont aménagés et plantés d'arbres, les portes des anciennes fortifications sont détruites, l'hospice-hôpital de la rue du Bourg est fermé, une halle au grain et un nouveau pont sur l'Ornain sont construits.

### Époque contemporaine

#### XIXesiècle

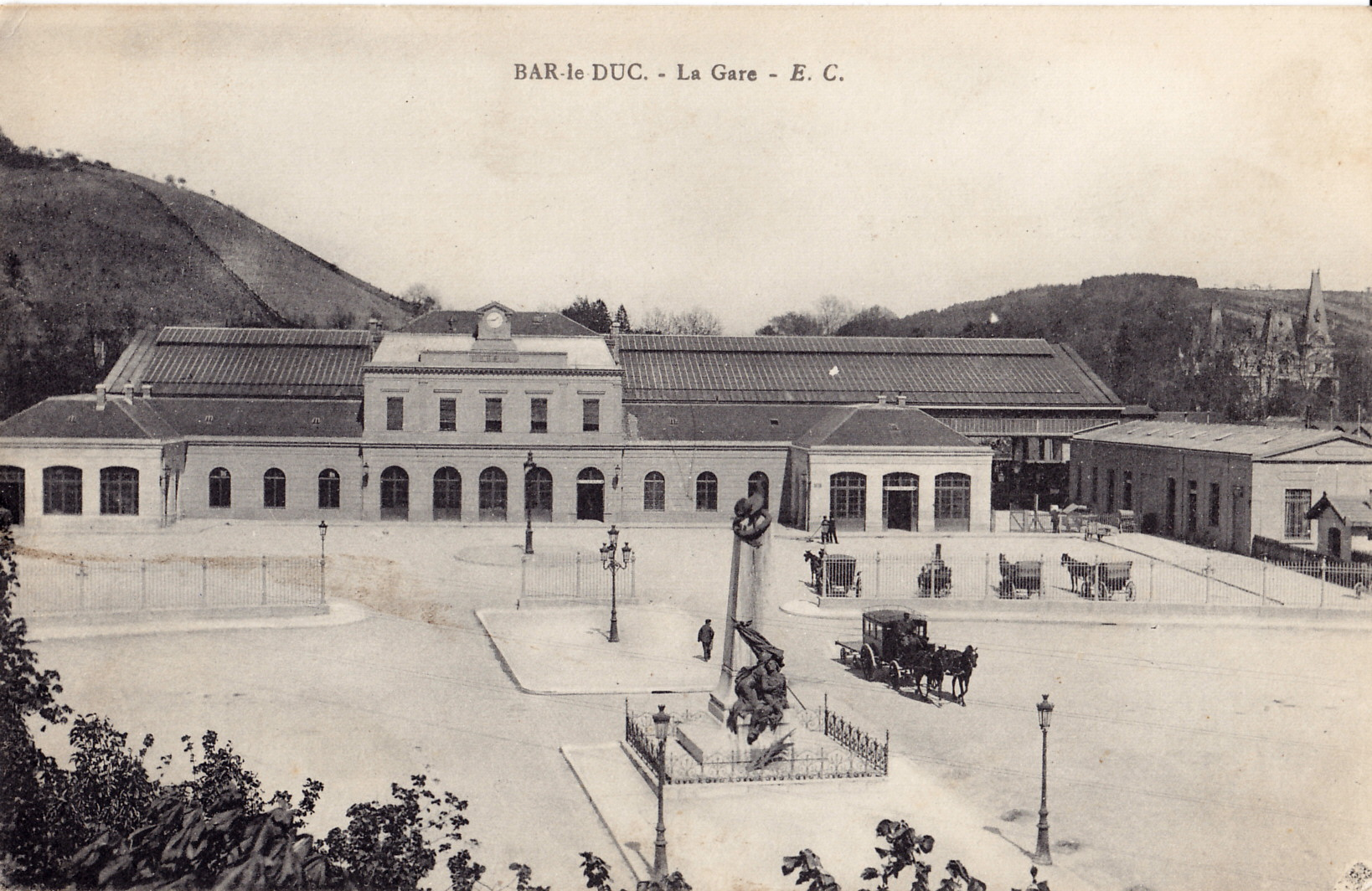
Carte postale de la gare de Bar-le-Duc en 1916.

À la suite des défaites napoléoniennes, Bar-le-Duc connaît plusieurs occupations militaires. De janvier à avril 1814, elle est occupée par les troupes prussiennes ; puis, après les Cent-Jours (1815), par les troupes russes jusque 1818,.

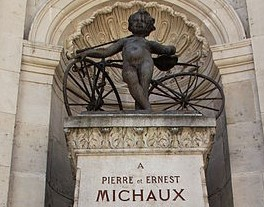
Monument dédié à Pierre et Ernest Michaud.

La ville reste à l'écart de la révolution industrielle qui transforme les autres villes de Lorraine, mais connaît malgré tout un certain développement économique. L'industrie textile, puis la métallurgie et la brasserie se développent, et de nouveaux axes de transport et de communication passent par la cité : le canal de la Marne au Rhin en 1845, puis le chemin de fer Paris-Strasbourg en 1851. La population passe de 9 600 habitants en 1804 à 17 000 en 1911. En 1861, le Barisien Pierre Michaux et son fils Ernest inventent le vélocipède à pédales : la michaudine.
Cet essor se ressent sur l'urbanisme, et de nombreuses constructions voient le jour : le théâtre de la Comédie et le café des Oiseaux en 1852, le lycée impérial en 1857 (actuel lycée Raymond-Poincaré), la Caisse d'épargne, l'église Saint-Jean à partir de 1876, et le château Varin-Bernier de 1903 à 1905 (renommé depuis château de Marbeaumont). Le couvent des Dominicaines, à la Ville Haute, s'agrandit d'une chapelle et d'une statue de la Vierge dominant la ville. Un nouvel hôtel de préfecture est construit, et l'aménagement de l'avenue du Château facilite l'accès à la Ville Haute.
Après la défaite française dans la guerre franco-allemande de 1870, la ville est de nouveau occupée jusqu'au 23 juillet 1873. Devenue ville frontière avec l'Empire allemand, elle abrite à partir de 1880 une garnison importante de 2 000 hommes.

#### Première Guerre mondiale

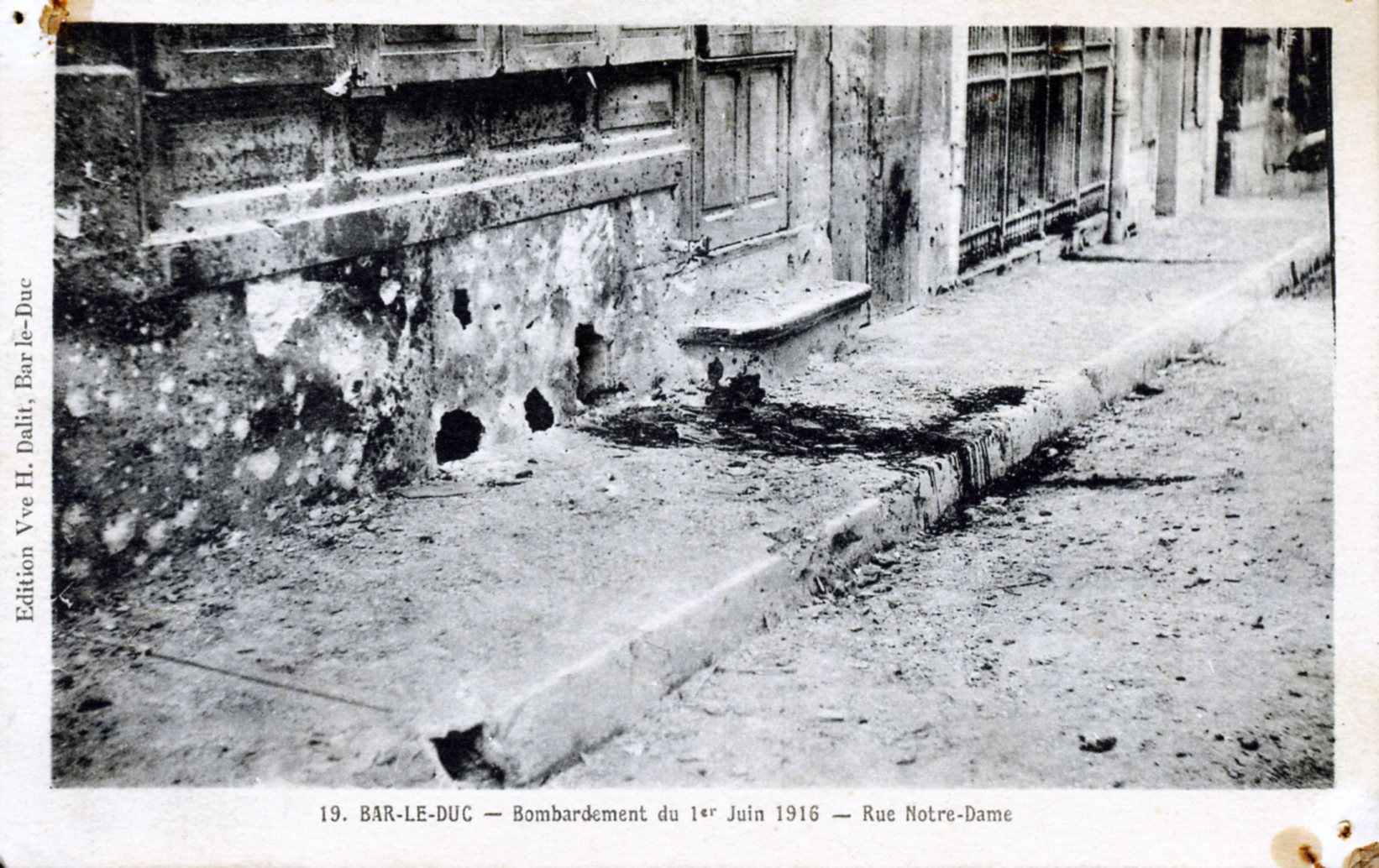
Bombardement de la rue Notre-Dame le 1er juin 1916.

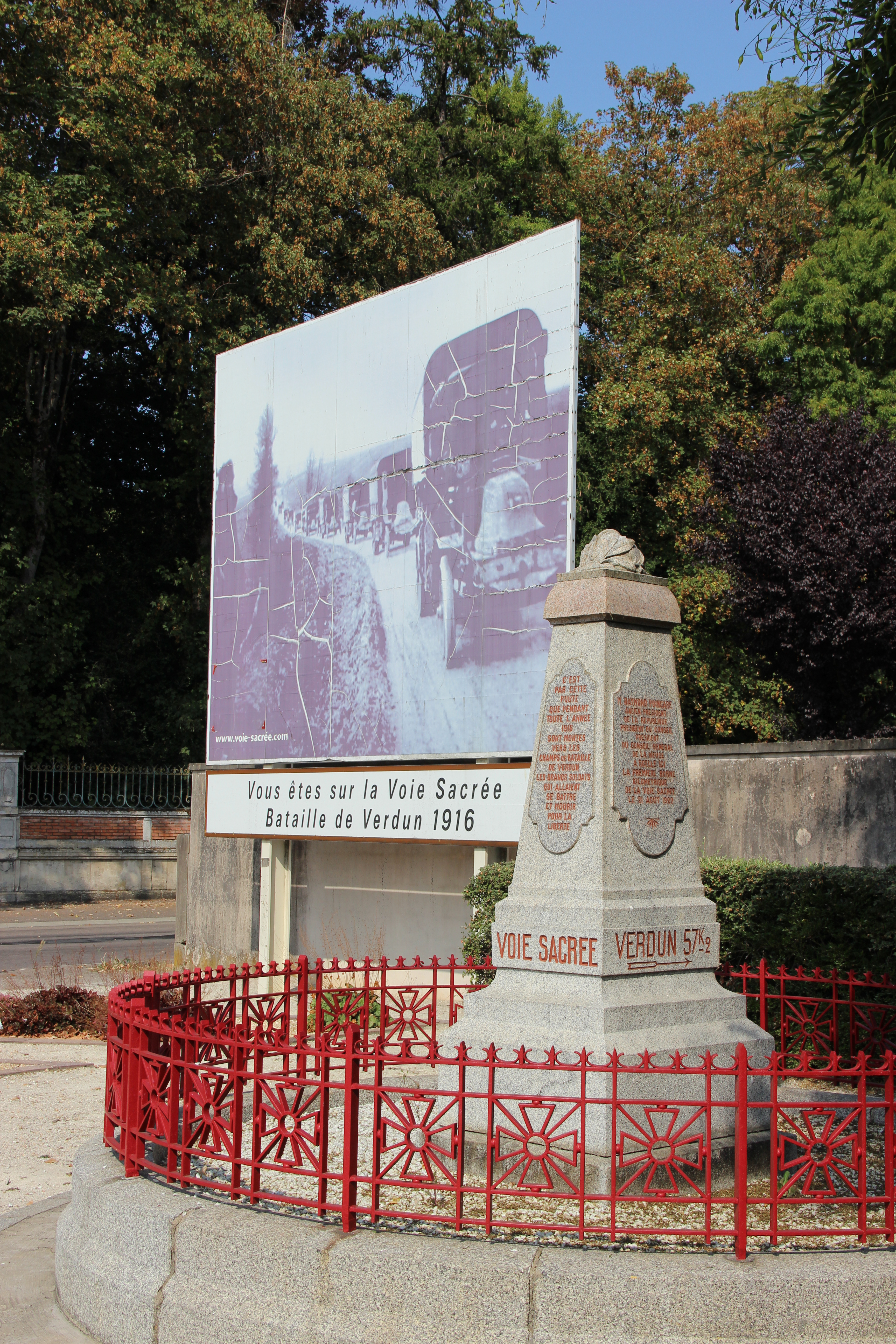
Mémorial du kilomètre zéro de la Voie sacrée à Bar-le-Duc.

Bar-le-Duc est peu touchée par les combats de la Première Guerre mondiale (1914-1918). Elle échappe à l'occupation ennemie au début de la guerre, alors que les Allemands se dirigent vers elle en septembre 1914. Ces derniers, arrivés au niveau de Revigny-sur-Ornain, sont contraints de se replier au-delà de Clermont-en-Argonne par la bataille de la Marne. Située non loin de la ligne de front, elle va quand même subir de 1915 à la fin de la guerre quelques bombardements. Près de 600 bombes font 80 morts civils et militaires, et 70 immeubles sont gravement endommagés en Ville Basse. Les dégâts ne sont cependant en rien comparables à ceux de Verdun ou des autres villages du front, dont certains ont été complètement rasés. La préservation de la ville est alors attribuée à Notre-Dame du Guet.
Placée en arrière des lignes, la ville joue un rôle stratégique important. Elle sert de point de départ pour le ravitaillement de la ville de Verdun lors de la bataille homonyme de 1916. Troupes, vivres et matériel empruntent le chemin de fer local « Le Meusien » (appelé également « Le Varinot » du nom de son constructeur Charles Varinot), et des milliers d'hommes et de camions circulent sans interruption sur la route reliant Bar à Verdun. Cette dernière se verra attribuée le nom de « Voie sacrée » par l'écrivain et homme politique Maurice Barrès dès avril 1916, en référence à l'antique Via Sacra romaine menant au triomphe.
Le monument aux morts est érigé en Ville Basse, et une nécropole nationale de plusieurs milliers de tombes voit le jour. En 1920, la ville est décorée de la croix de guerre 1914-1918 en présence du député de la Meuse André Maginot et du président de la République Raymond Poincaré, enfant de la ville.
Pendant l'entre-deux-guerres (1919-1939), la vie barisienne ne connaît pas de grands changements. Les usines de moulage de la fonte emploient plus de 400 salariés, deux brasseries tournent toujours (les Brasseries de la Meuse et de la Croix de Lorraine) mais aucune nouvelle entreprise ne vient s'installer. La population est quasi stable, passant de 16 261 habitants en 1921 à 16 725 en 1936.

#### Seconde Guerre mondiale
Quelques mois après le début de la Seconde Guerre mondiale (1939-1945), les combats se rapprochent de plus en plus de Bar-le-Duc. Le 12 juin 1940, durant la bataille de France, la Luftwaffe bombarde le dépôt de la SNCF et le boulevard de la Rochelle. Les habitants s'enfuient, et lorsque le 15 juin l'ennemi prend possession de la ville, celle-ci est pratiquement vide. Bar-le-Duc, comme le reste du département, se retrouve dans la zone interdite, là où le régime est le plus strict, sous contrôle de la Feldkommandantur, la Feldgendarmerie et la Gestapo.
Malgré les risques, la résistance est très active, portant aide aux évadés et aux pilotes alliés abattus. Peu de gens soutiennent l'action du maréchal Pétain. Les défaites allemandes successives et le succès du débarquement de Normandie en juin 1944 vont pousser les Allemands aux pires exactions. Dans la semaine qui précède la libération, 18 hommes sont exécutés dans le quartier de la Fédération et dans les villages environnant. À quelques kilomètres, le massacre de la vallée de la Saulx du 29 août 1944 fait 86 victimes. Enfin, le 31 août 1944 à 18 h, la Troisième armée des États-Unis (Third United States Army) entre en ville et libère Bar-le-Duc.

#### De l'après-guerre auXXIesiècle

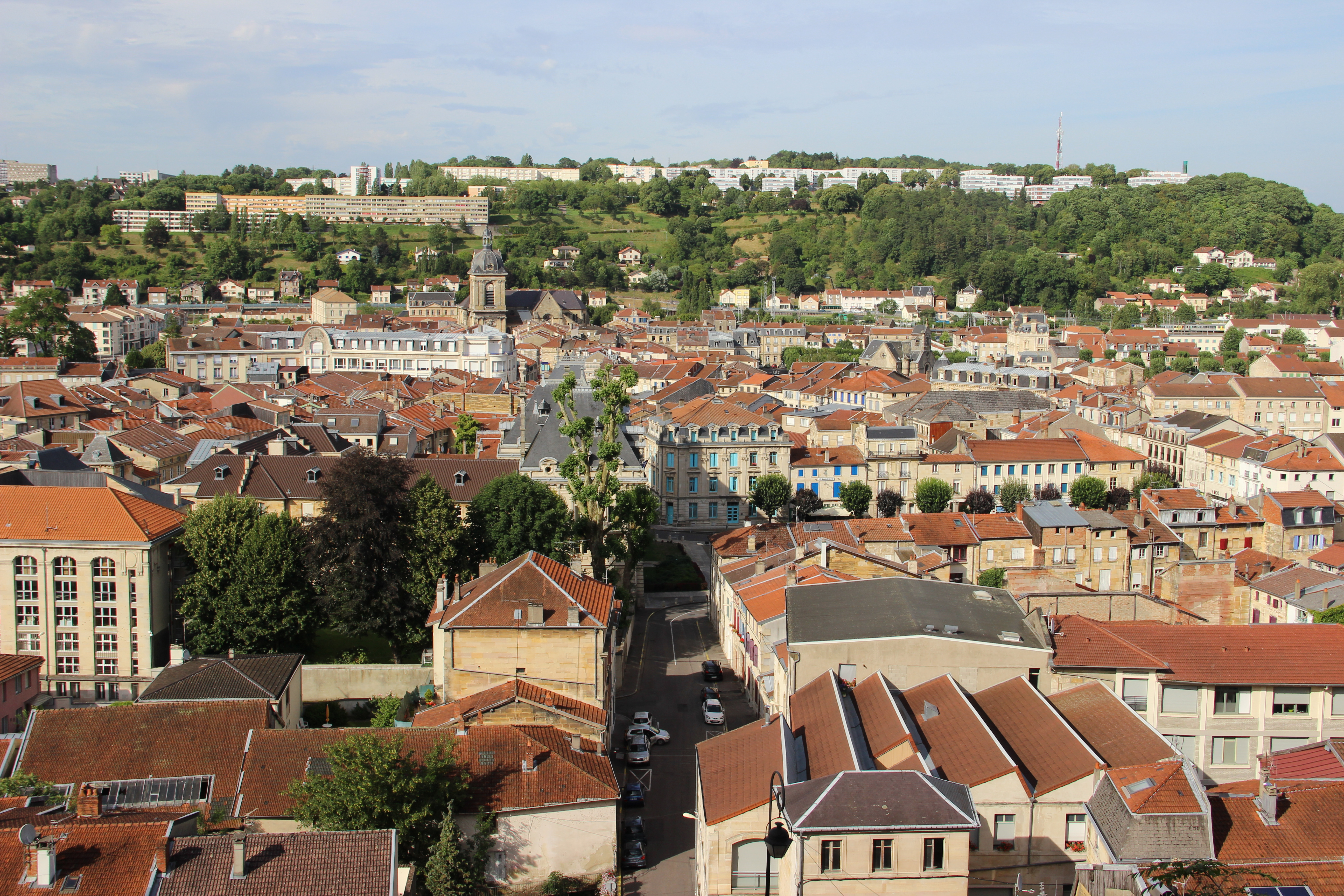
Immeubles de la Côte Sainte-Catherine au fond, surplombant la Ville Basse en 2016.

Dans les années 1960, un programme de réhabilitation s'amorce, au cours duquel est notamment aménagé le secteur de la Côte Sainte-Catherine, situé sur le versant droit de la vallée, à l'opposé de la Ville Haute. Le projet, dirigé par l'urbaniste Lanfranco Virgili, consiste en la construction sur 70 hectares de pavillons individuels, de tours d'immeubles, mais aussi d'écoles, collèges, commerces et parcs publics. Il s'agit alors de résoudre la crise du logement, et d'assurer une réserve foncière pour les années à venir. L'expansion de la ville crée de nouveaux quartiers, comme celui de la Libération. Dans les années 1970, la ville s'étend au sud de la Ville Haute avec la construction de nouveaux lotissements de pavillons individuels : les quartiers du Petit Juré et de la Chênaie. Dans les années 1990, le quartier de la Fédération apparaît à l'ouest de la Côte Sainte-Catherine.
À partir des années 1970, Bar-le-Duc entame la restauration de la vieille ville. Par conséquent, en 1973, la Ville Haute et le château sont classés « secteur sauvegardé », et des visites et des animations sont mises en place pour faire redécouvrir aux Barisiens ce quartier,. Au printemps 2003, la ville reçoit le label « Ville d'art et d'histoire » du ministère de la Culture. Ce label est attribué aux villes qui valorisent et animent leur patrimoine, et garantit la compétence des guides conférenciers et la qualité de leurs actions. La commune fait également partie du réseau « Les Plus Beaux Détours de France ».
Les différentes municipalités espèrent que cette mise en valeur du patrimoine liée à d'autres projets économiques visant à désenclaver le territoire, finira par mettre un terme au surnom de la ville : la « Belle Endormie »,.

## Politique et administration

### Rattachements administratifs et électoraux

#### Rattachements administratifs

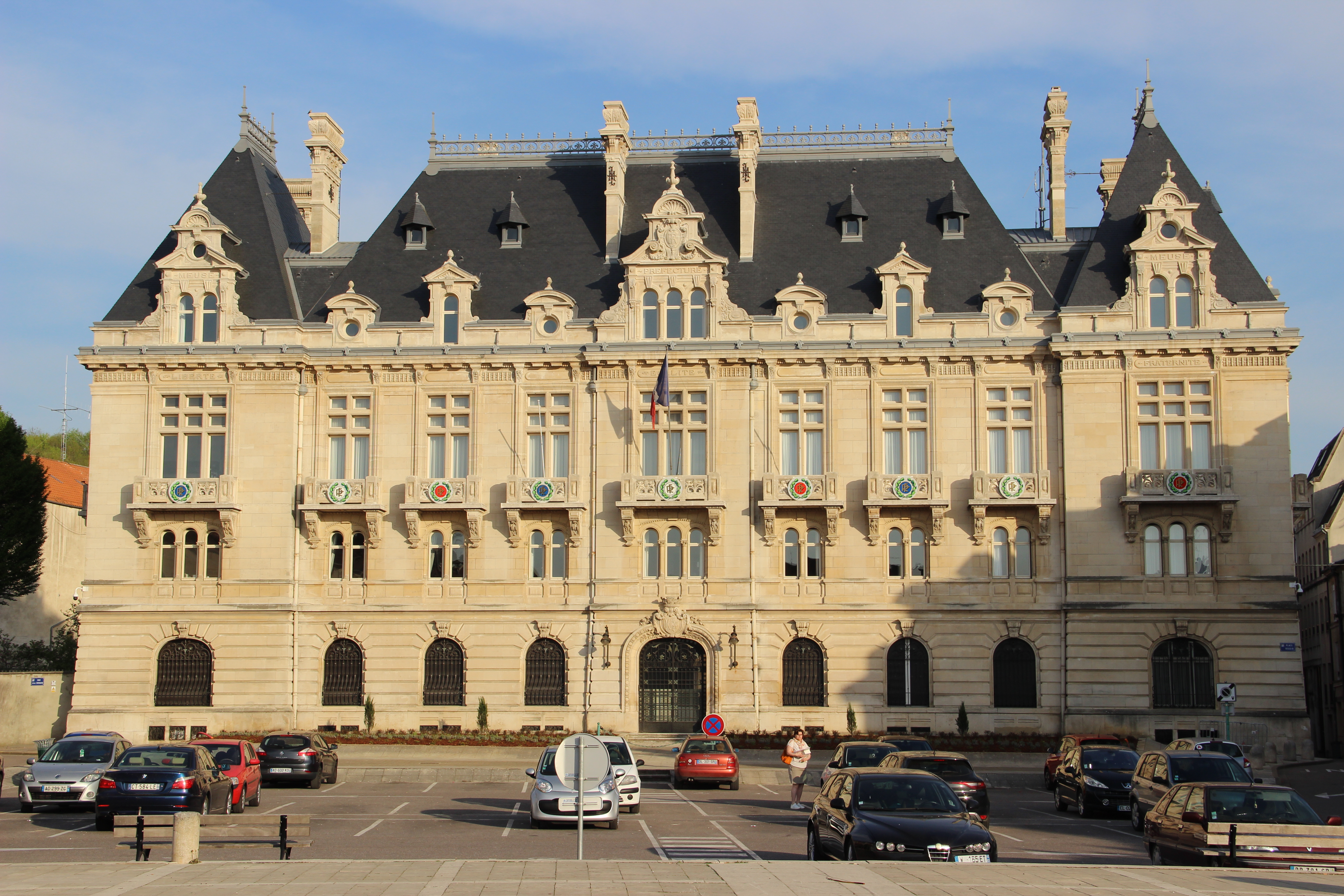
Hôtel de préfecture de la Meuse.

La ville est depuis la Révolution française la préfecture de la Meuse, ainsi que le chef-lieu de son arrondissement de Bar-le-Duc.
Elle était de 1793 à 1973 le chef-lieu du canton de Bar-le-Duc, année où celui-ci est scindé, et la ville répartie entre les cantons de Bar-le-Duc-Nord et de Bar-le-Duc-Sud. Dans le cadre du redécoupage cantonal de 2014 en France, cette circonscription administrative territoriale a disparu, et le canton n'est plus qu'une circonscription électorale.

#### Rattachements électoraux
Pour les élections départementales, la commune est depuis 2014 le bureau centralisateur de deux cantons, celui de Bar-le-Duc-1, comprenant la partie de la ville située sur la rive gauche de l'Ornain et celui de Bar-le-Duc-2, comprenant les quartiers de la ville situés en rive droite,.
Pour l'élection des députés, elle fait partie de la première circonscription de la Meuse.

### Intercommunalité
Bar-le-Duc était le siège de la communauté de communes de Bar-le-Duc, un établissement public de coopération intercommunale (EPCI) à fiscalité propre créé en 2002 et auquel la commune avait transféré un certain nombre de ses compétences, dans les conditions déterminées par le code général des collectivités territoriales.
Conformément aux prescriptions de la loi de réforme des collectivités territoriales du 16 décembre 2010, qui a prévu le renforcement et la simplification des intercommunalités et la constitution de structures intercommunales de grande taille, celle-ci a fusionné avec la communauté de communes du Centre Ornain pour former, le 1er janvier 2013, la communauté d'agglomération Bar-le-Duc Sud Meuse, dont Bar-le-Duc est le siège.
La ville est également le siège du Pays Barrois, auquel est membre l'intercommunalité de Bar-le-Duc depuis 2005, avec cinq autres EPCI (Haute Saulx, Pays de Revigny-sur-Ornain, Saulx et Perthois, Triaucourt Vaubecourt et Val d'Ornois). Ce pays est un syndicat mixte devenu pôle d'équilibre territorial et rural (PETR) à la suite de la loi MAPTAM de janvier 2014.

### Tendances politiques et résultats
Bar-le-Duc se trouve historiquement plus à gauche, ce qui se confirme dans les résultats des élections présidentielles. Cependant, depuis les années 2000, la droite sort vainqueur de toutes les autres élections sauf les municipales, où c'est l'alternance qui s'impose depuis 1995.

#### Élections présidentielles
À l'élection présidentielle de 1995, Lionel Jospin (PS) obtient 52,19 % des suffrages barisiens, mais c'est Jacques Chirac (RPR) qui est élu par les Français à 52,64 %.
En 2002, le président sortant Jacques Chirac (UMP) arrive en tête avec 83,66 % des voix face à Jean-Marie Le Pen (FN). Il faut cependant noter qu'au premier tour c'est Lionel Jospin (PS) qui avait été choisi à 18,42 % par les barisiens, au coude à coude avec Jacques Chirac à 18,38 %.
En 2007, Ségolène Royal (PS) obtient 51,03 % des suffrages barisiens, mais c'est Nicolas Sarkozy (UMP) qui est élu par les Français à 53,06 %.
En 2012, François Hollande (PS) remporte le scrutin barisien à 54,86 % face au président sortant, un score plus élevé que celui national de 51,64 %.
Lors du premier tour de l'élection présidentielle française de 2017, les quatre premiers candidats retenus par les électeurs de la commune sont Emmanuel Macron (25,03 % des suffrages exprimées), Marine Le Pen (21,56 %), Jean-Luc Mélenchon (18,31 %) et François Fillon (18,06 %). 
Au second tour, le candidat élu Emmanuel Macron obtient 4 422 voix (66,72 %) et Marine Le Pen 2 206 voix (33,26 %), lors d'un scrutin où 259,50 % des électeurs se sont abstenus.
Lors du premier tour de l'élection présidentielle française de 2022, les quatre premiers candidats retenus par les électeurs de la commune sont Emmanuel Macron (27,62 % des suffrages exprimées), Marine Le Pen (23,63 %), Jean-Luc Mélenchon (21,49 %) et Éric Zemmour (6,59 %).
Au second tour, le candidat élu Emmanuel Macron obtient 3 578 voix (57,42 %) et Marine Le Pen 2 653 voix (42,58 %), lors d'un scrutin où 30,26 % des électeurs se sont abstenus.

#### Élections municipales
Aux élections municipales de 1995, Bertrand Pancher (UDF) prend la mairie que les socialistes détenaient depuis 1970 grâce à Jean Bernard. Il la conserve en 2001 mais cède son fauteuil à son adjointe Martine Huraut (UMP) pour pouvoir devenir président du conseil général de la Meuse.
En 2008, Nelly Jacquet (PS) obtient la majorité absolue avec 51,85 % des suffrages, battant la maire sortante Martine Huraut (UMP).
Lors du second tour des élections municipales de 2014 dans la Meuse, la liste UDI menée par Bertrand Pancher obtient la majorité des suffrages exprimés, avec 3 128 voix (48,67 %, 25 conseillers municipaux élus dont 17 communautaires), devançant largement celles menées respectivement par :
- Nelly Jaquet, maire sortante (PS, 2 536 voix, 39,46 %, 6 conseillers municipaux élus dont 4 communautaires) ;
- Jean-Baptiste Gravier (FN, 762 voix, 11,85 %, 2 conseillers municipaux dont 1 communautaire).

Lors de ce scrutin, 37,79 % des électeurs se sont abstenus.
Lors du second tour des élections municipales de 2020 dans la Meuse, la liste DVD menée par la maire sortante Martine Joly — qui avait succédé à Bertrand Pancher, démissionnaire après sa réélection comme député — obtient la majorité des suffrages exprimés, avec 1 298 voix (38,44 %, 23 conseillers municipaux élus dont 15 communautaires), devançant de 150 voix celle DVG menée par Benoît Dejaiffe, qui a recueilli  1 148 voix (34,00 %, 6 conseillers municipaux élus dont 4 communautaires).
La troisième liste, DVC, manée par Pierre-Etienne Pichon, a elle obtenu 930 voix (27,54 %, 4 conseillers municipaux élus dont 3 communautaires), lors d'un scrutin marqué par la pandémie de Covid-19 en France où 64,59 % des électeurs se sont abstenus.

### Administration municipale
L'hôtel de ville est aménagé depuis 1869 dans l'ancien hôtel particulier du Maréchal Oudinot datant de 1803 sous le Premier Empire.
La population de la commune étant comprise entre 10 000 et 19 999 habitants, son conseil municipal est composé de 33 membres, dont le maire et ses adjoints.

### Liste des maires
Depuis la fin de la Seconde Guerre mondiale, huit personnes se sont succédé au poste de maire de Bar-le-Duc.
| Période           | Période                        | Identité         | Étiquette       | Qualité |
| ----------------- | ------------------------------ | ---------------- | --------------- | --- |
| 8 septembre 1944  | 7 février 1947                 | Jean Jeukens     | RPF             | |
| 7 février 1947    | 7 novembre 1949                | Georges Gallais  | RPF             | |
| 7 novembre 1949   | 7 mai 1953                     | Jean Jeukens     |                 | |
| 7 mai 1953        | 20 mars 1959                   | Jean Collot      |                 | |
| 20 mars 1959      | 27 septembre 1970              | Pierre Marizier  | DVD             | Conseiller général de Bar-le-Duc (1958 → 1973) |
| 27 septembre 1970 | 24 juin 1995                   | Jean Bernard,    | PS              | Professeur et militant syncal Député de la Meuse (1re circ.) (1973 → 1978, 1981 → 1986) Conseiller général de Bar-le-Duc-Nord (1973 → 1992) |
| 24 juin 1995      | mars 2001                      | Bertrand Pancher | UDF-PRV         | Directeur du développement Conseiller général du canton de Bar-le-Duc-Nord (1992-2004) Président du conseil général de la Meuse (2001 → 2004) Président de la CC de Bar-le-Duc (2002 → 2008) Démissionnaire pour être élu président du conseil général de la Meuse |
| 18 mars 2001      | 21 mars 2008                   | Martine Huraut   | UMP             | Conseillère régionale de Lorraine (2004 → 2010) |
| 21 mars 2008      | 4 avril 2014                   | Nelly Jaquet     | PS              | Conseillère régionale de Lorraine (2004 → ? ) Présidente de la CC de Bar-le-Duc (2008 → 2012) Présidente de la CA Bar-le-Duc Sud Meuse (2013 → 2014) Chevalière de l'Ordre national du Mérite                                                                      |
| 4 avril 2014      | juin 2017                      | Bertrand Pancher | UDI-PRV         | Directeur du développement Député de la Meuse (1re circ.) (2007 → 2024) Président de la CA Bar-le-Duc Sud Meuse (2014 → 2017) Démissionnaire à la suite de sa réélection comme député                                                                              |
| 29 juin 2017      | En cours (au 30 novembre 2023) | Martine Joly     | UDI-PRV puis MR | Inspectrice de l’Éducation Nationale Conseillère départementale de Bar-le-Duc-2 (2015 → ) Présidente de la CA Bar-le-Duc Sud Meuse (2017 → ) Réélue pour le mandat 2020-2026                                                                                       |

### Instances de démocratie participative
La commune est dotée d'un conseil municipal des jeunes composé de 33 membres qui se réunissent régulièrement. La mairie a également mis en place cinq comités de quartier (Centre-ville, Côte Sainte-Catherine, Libération, Marbot, Ville Haute), composés chacun d'au maximum 20 membres. Les comités se réunissent chacun au moins une fois par trimestre, puis tous ensemble lors d'une rencontre annuelle publique.

### Finances locales
En 2015, le budget global de la commune était de 25 459 000 €, dont 17 205 000 € de fonctionnement et 8 254 000 € d'investissement. Cela représentait 1 530 € par habitant, un nombre inférieur à la moyenne de la strate (1 801 € par habitant). Les dépenses s'élevaient à 18 777 000 €, réparties en 13 082 000 € de fonctionnement et 5 695 000 € d'investissement.
Le budget est resté relativement stable ces dernières années, variant de 24 220 000 € en 2000 à 25 459 000 € en 2015, avec un maximum de 30 342 000 € en 2007 et un minimum de 21 928 000 € en 2011.
La dette de la commune est de 4 197 000 € en 2015, soit 252 € par habitant, un nombre près de quatre fois inférieur à la moyenne de la strate (944 € par habitant). La dette a été quasiment divisée par deux en quinze ans, passant de 7 536 000 € en 2000 à 4 197 000 € en 2015, avec un minimum de 1 680 000 € en 2013.
La capacité d'autofinancement (CAF) de la commune est de 4 742 000 € en 2015, soit 285 € par habitant, un nombre supérieur à la moyenne de la strate (183 € par habitant). La CAF varie beaucoup d'année en année, avec un maximum de 4 742 000 € en 2015 et un minimum de 1 029 000 € en 2003.
|                      | 2000 | 2001 | 2002 | 2003 | 2004 | 2005 | 2006 | 2007 | 2008 | 2009 | 2010 | 2011 | 2012 | 2013 | 2014 | 2015 |
| -------------------- | ---- | ---- | ---- | ---- | ---- | ---- | ---- | ---- | ---- | ---- | ---- | ---- | ---- | ---- | ---- | ---- |
| Bar-le-Duc           | 164  | 242  | 101  | 57   | 174  | 209  | 110  | 230  | 172  | 180  | 179  | 216  | 140  | 230  | 203  | 285  |
| Moyenne de la strate | 175  | 153  | 143  | 160  | 160  | 157  | 160  | 153  | 149  | 159  | 183  | 201  | 192  | 180  | 164  | 183  |

En 2015, le taux de la taxe d'habitation est de 18,67 %, supérieur au taux moyen de la strate (15,98 %), celui de la taxe foncière sur le bâti est de 32,55 %, supérieur de plus de 10 points au taux moyen de la strate (22,48 %), et celui de la taxe foncière sur le non bâti est de 56,88 %, inférieur au taux moyen de la strate (59,11 %). Ces taux n'ont que légèrement évolué depuis 2009.

### Budget et fiscalité 2022

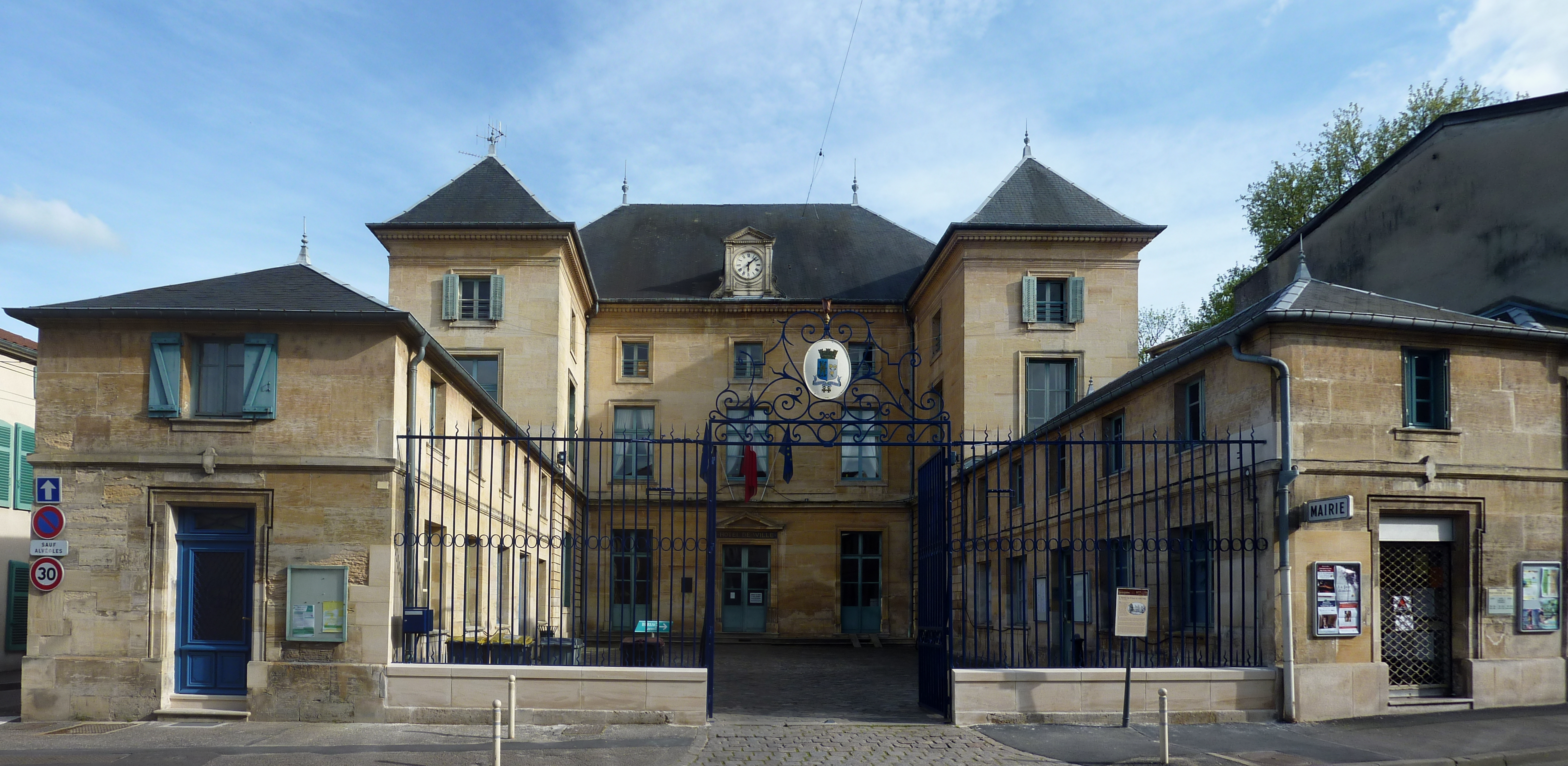
Hôtel de ville de Bar-le-Duc.

En 2022, le budget de la commune était constitué ainsi :
- total des produits de fonctionnement : 15 987 000 €, soit 1 050 € par habitant ;
- total des charges de fonctionnement : 13 951 000 €, soit 917 € par habitant ;
- total des ressources d'investissement : 4 237 000 €, soit 278 € par habitant ;
- total des emplois d'investissement : 7 860 000 €, soit 516 € par habitant ;
- endettement : 4 231 000 €, soit 278 € par habitant.

Avec les taux de fiscalité suivants :
- taxe d'habitation : 18,10 % ;
- taxe foncière sur les propriétés bâties : 56,11 % ;
- taxe foncière sur les propriétés non bâties : 55,13 % ;
- taxe additionnelle à la taxe foncière sur les propriétés non bâties : 0,00 % ;
- cotisation foncière des entreprises : 0,00 %.

Chiffres clés Revenus et pauvreté des ménages en 2020 : médiane en 2020 du revenu disponible, par unité de consommation : 20 870 €.

### Jumelages
Au 21 avril 2015, Bar-le-Duc est jumelée avec :
- Griesheim (Allemagne) depuis 1978 ;
- Wilkau-Haßlau (Allemagne) depuis 1994 ;

## Équipements et services publics

### Eau et déchets

#### Eau

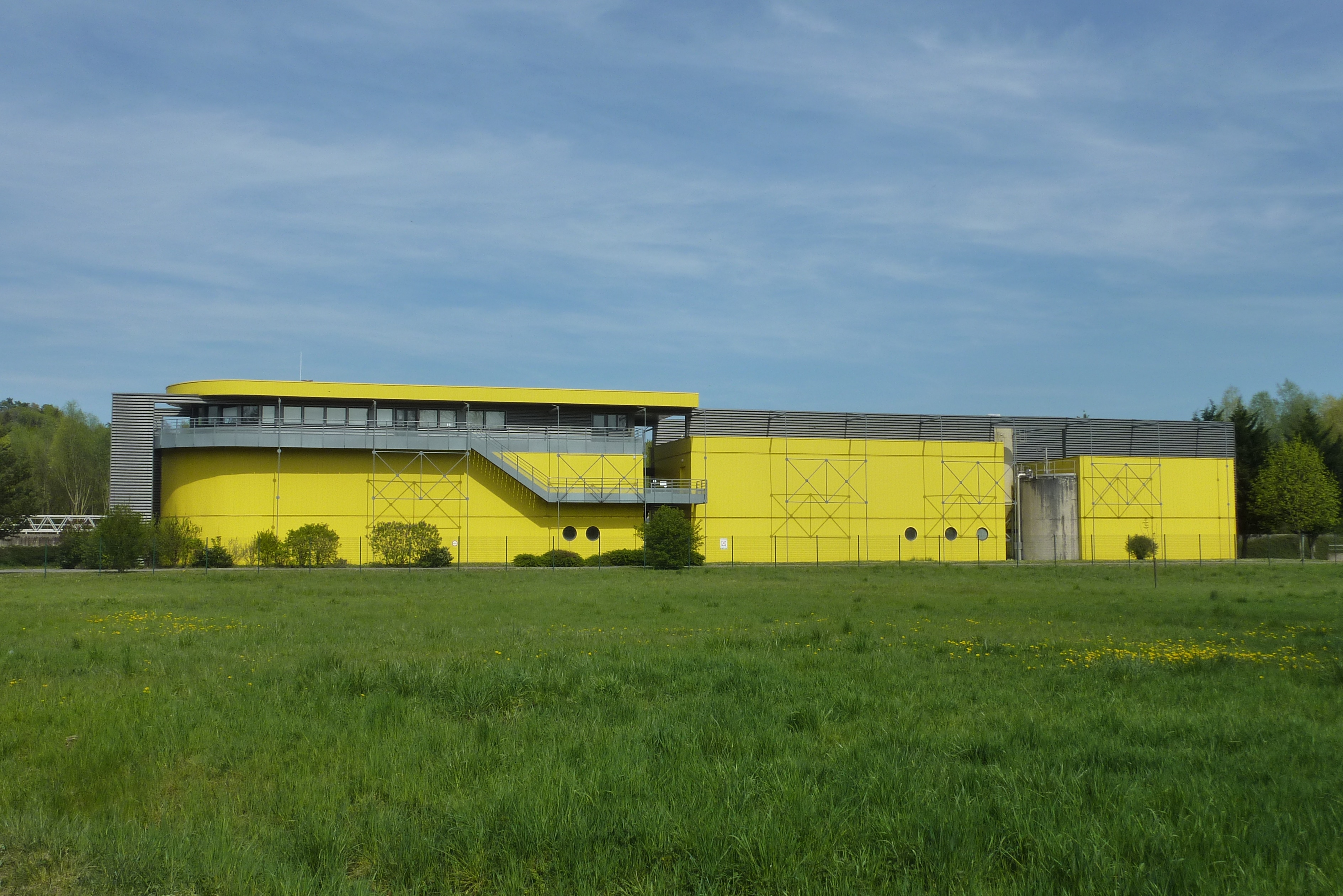
Station d'épuration de la communauté d'agglomération à Fains-Véel.

L'eau potable, gérée par la communauté d'agglomération, provient de trois captages d'eau : l'un de la source Mourot dans la commune voisine de Fains-Véel, et les deux autres de forages à Neuville-en-Verdunois, à 21 km au nord de Bar-le-Duc.
La ville dispose d'un assainissement collectif et d'une station d'épuration gérée par la communauté d'agglomération et située sur le territoire de Fains-Véel. Cette station a une capacité nominale de 35 000 équivalent-habitant (EH) et un débit de référence de 8 640 m3 par jour. En 2013, la station a eu une charge maximale en entrée de 25 905 EH, d'un débit entrant moyen de 6 639 m3 par jour et d'une production de boues de 711 T/an entièrement compostée.

#### Gestion des déchets
La gestion des déchets est assurée par la communauté d'agglomération. Le tri sélectif est instauré et le ramassage des ordures a lieu toutes les semaines. La commune possède également une déchetterie, et un ramassage des objets encombrants est organisé régulièrement.

### Enseignement

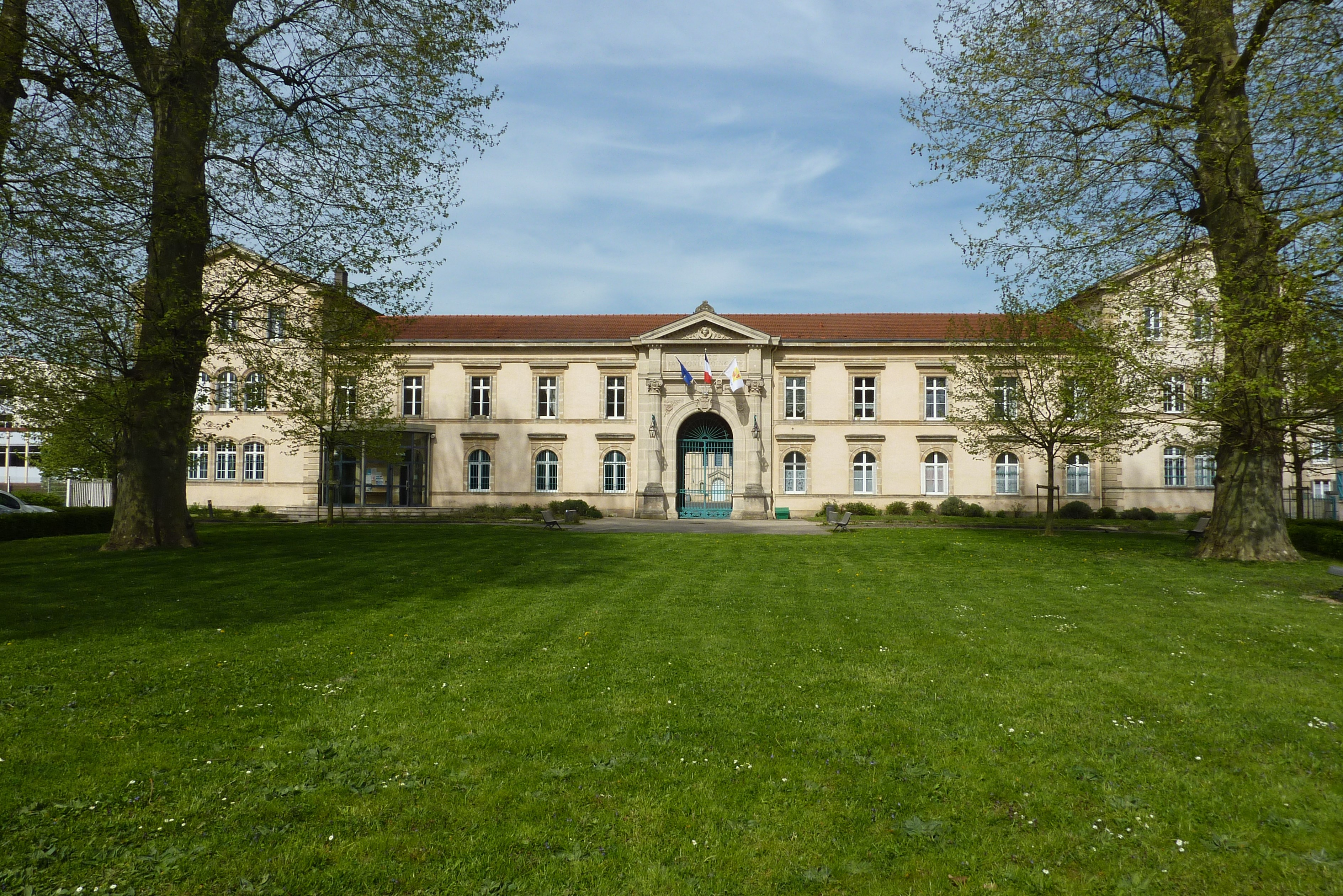
Partie impériale du lycée Raymond-Poincaré.

Bar-le-Duc se trouve dans l'académie de Nancy-Metz, sous la direction des services départementaux de l'Éducation nationale (DSDEN) de la Meuse, et est le centre de la circonscription de Bar-le-Duc,.
La ville gère neuf écoles, pouvant accueillir au total plus de 1 150 élèves. Il y a quatre écoles maternelles : Émile-Bugnon (~ 68 élèves) et Edmond-Laguerre (~ 70 élèves) en Ville Basse, Jean-Errard (~ 111 élèves) à la Ville Haute, et Jean-Cocteau (~ 123 élèves) à la Côte Sainte-Catherine. Il y a également quatre écoles élémentaires : Bugnon-Rostand (~ 96 élèves) et Edmond-Laguerre (~ 145 élèves) en Ville Basse, Jean-Errard (~ 201 élèves) à la Ville Haute, et Camille-Claudel (~ 198 élèves) à la Côte Sainte-Catherine. Il existe une seule école primaire : Gaston-Thiebaut (~ 139 élèves) en Ville Basse.
Le département gère trois collèges : les collèges André-Theuriet et Raymond-Poincaré en Ville Basse, et le collège Jacques-Prévert à la Côte Sainte-Catherine.
La région gère quatre lycées : le lycée général et technologique Raymond-Poincaré en Ville Basse, le lycée professionnel Ligier-Richier en Ville Basse, le lycée professionnel Émile-Zola à la Côte Sainte-Catherine, et le lycée agricole de la Meuse (site de Bar-le-Duc) en Ville Basse.
De plus, il existe trois établissements privés : l'école Bradfer-Saint-Jean-Baptiste (~ 308 élèves), le collège La Croix, et le lycée Saint-Louis.
Bar-le-Duc possède très peu d'établissements pour les études supérieures. Le centre d’études scientifiques supérieures (CESS) de Bar-le-Duc, une antenne de la faculté des sciences de l'ancienne université Nancy-I, a été fermé en 2010 à la suite de la baisse des effectifs. En compensation, une classe préparatoire universitaire scientifique (CPUS) a été ouverte au lycée Raymond-Poincaré. Elle permet de se préparer intensivement pendant l'année de terminale aux matières scientifiques, pour pouvoir intégrer directement la seconde année de l'Institut national polytechnique de Lorraine ou de la faculté des sciences et technologies de l'université de Lorraine.
La ville dispose d'une école supérieure du professorat et de l'éducation (ESPÉ), ex-IUFM, qui forme les enseignants du primaire et du secondaire, avec une option « éducation artistique et culturelle ».
Le centre hospitalier de Bar-le-Duc comporte deux centres de formation : l'Institut de formation en soins infirmiers (IFSI) et l'Institut de formation des aides-soignants (IFAS).

### Santé

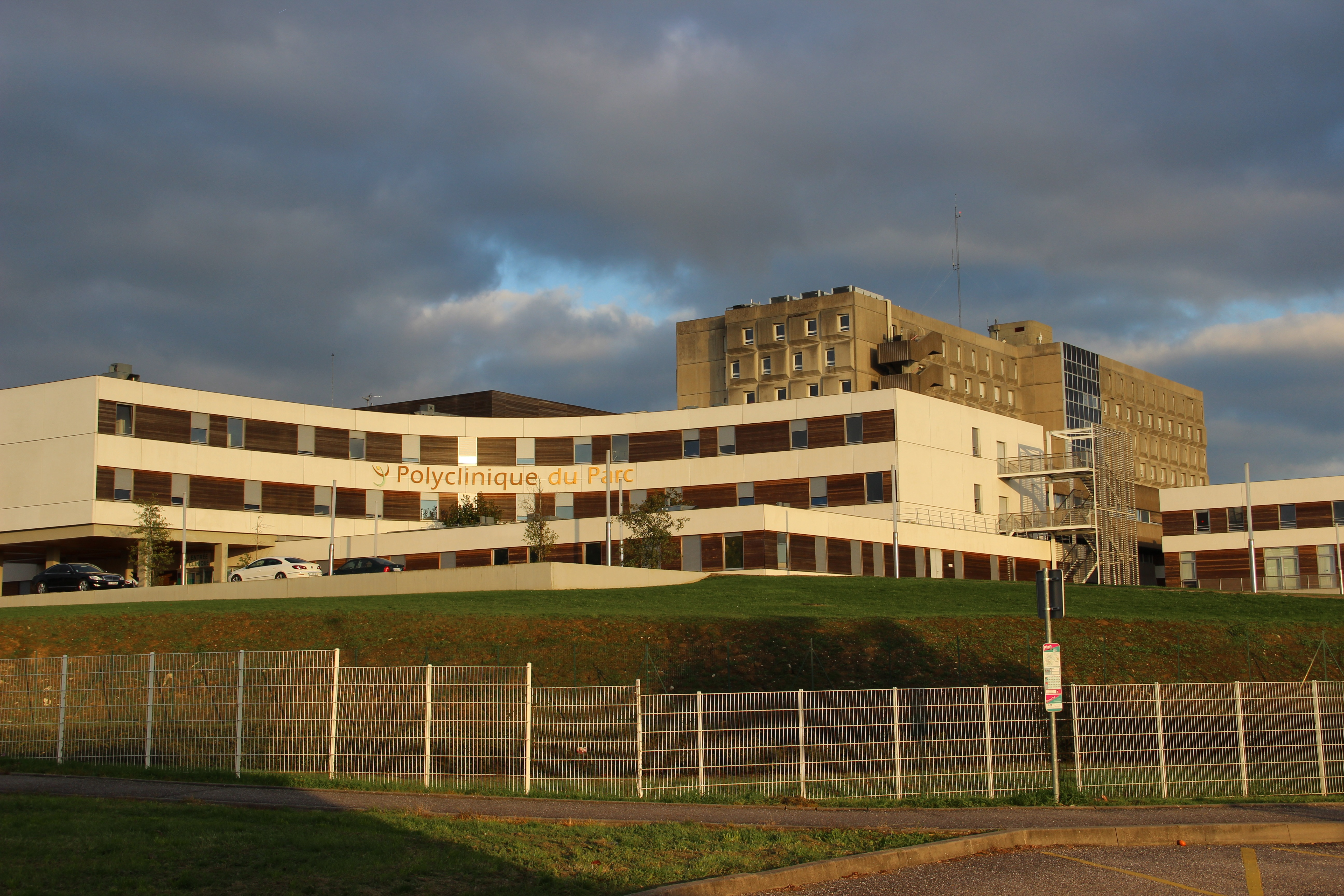
Pôle santé Sud Meusien : la polyclinique privée en premier plan, et le centre hospitalier public en arrière-plan.

En 2007, trois établissements hospitaliers se sont réunis pour former le pôle santé Sud Meusien, : le centre hospitalier (CH) de Bar-le-Duc (438 places), le centre hospitalier spécialisé (CHS) de Fains-Véel (207 places), et la polyclinique du Parc (75 lits). Cette complémentarité entre public et privé et la mutualisation des ressources engendrée permet au pôle santé d'offrir une plus large palette de soins : gynécologie, maternité, pédiatrie, cardiologie, diabétologie, chimiothérapie, médecine physique et de réadaptation, gériatrie, SMUR, psychiatrie et pédopsychiatrie,. Le centre hospitalier et la polyclinique ont également créé le groupement de coopération sanitaire (GCS) du Barrois qui gère le bloc opératoire de chirurgie, composé de huit salles d'opération, deux salles d'endoscopie et d'une salle de réveil de 12 places.
Le centre intercommunal d'action sociale (CIAS) gère trois établissements d'accueil pour les personnes âgées sur la commune : le foyer-logement Les Coquillottes, et l'EHPAD composé des deux maisons de retraite Blanpain et Couchot. De plus, il existe l'EHPAD privé Les Mélèzes, ainsi qu'un centre de soins Maison des Cépages situé au centre hospitalier.
La ville accueille de nombreux professionnels de santé : médecins généralistes, pharmaciens, chirurgiens-dentistes, ophtalmologistes, opticiens, kinésithérapeutes...

### Justice, sécurité, secours et défense

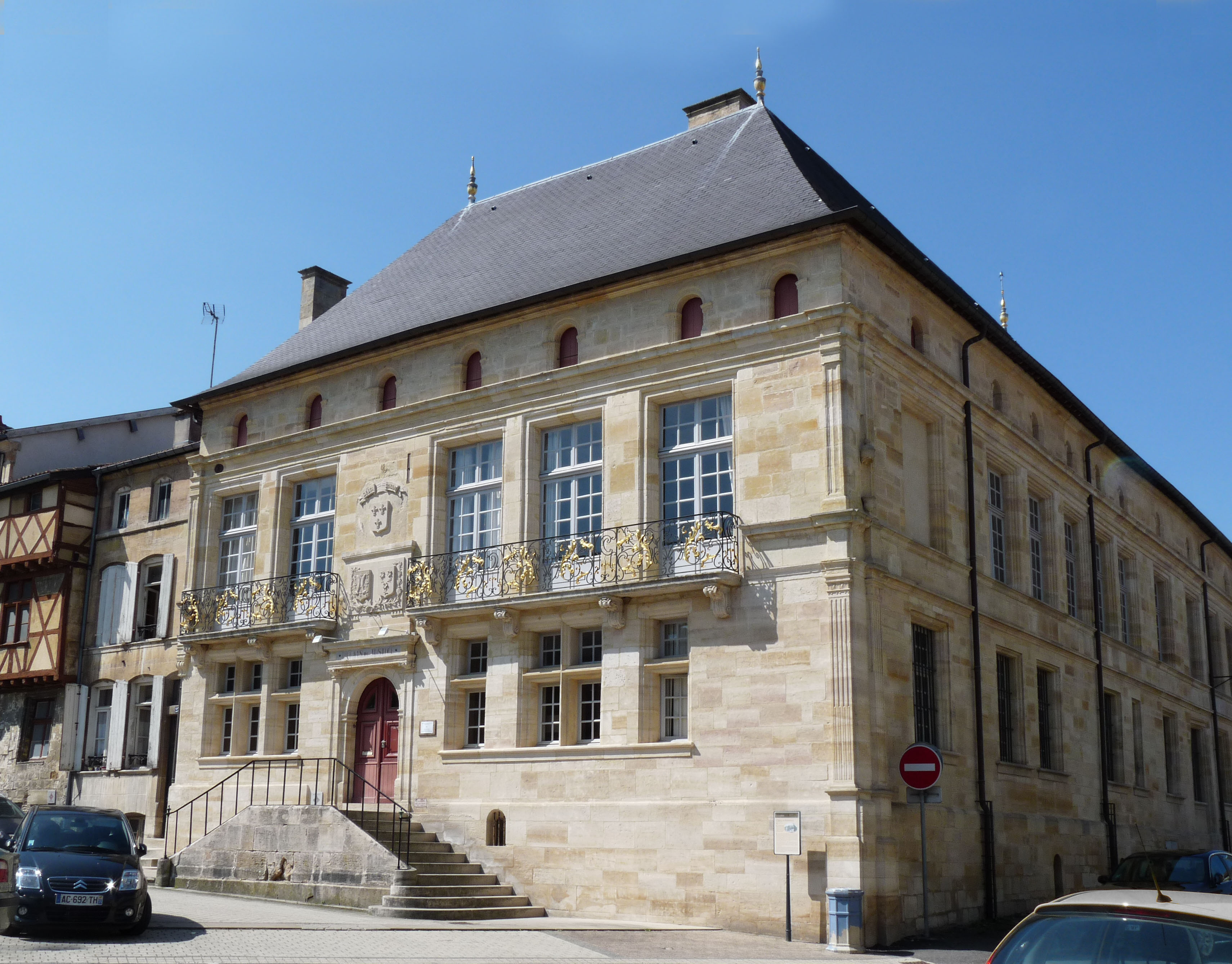
L'hôtel de Florainville qui abrite le palais de justice de Bar-le-Duc.

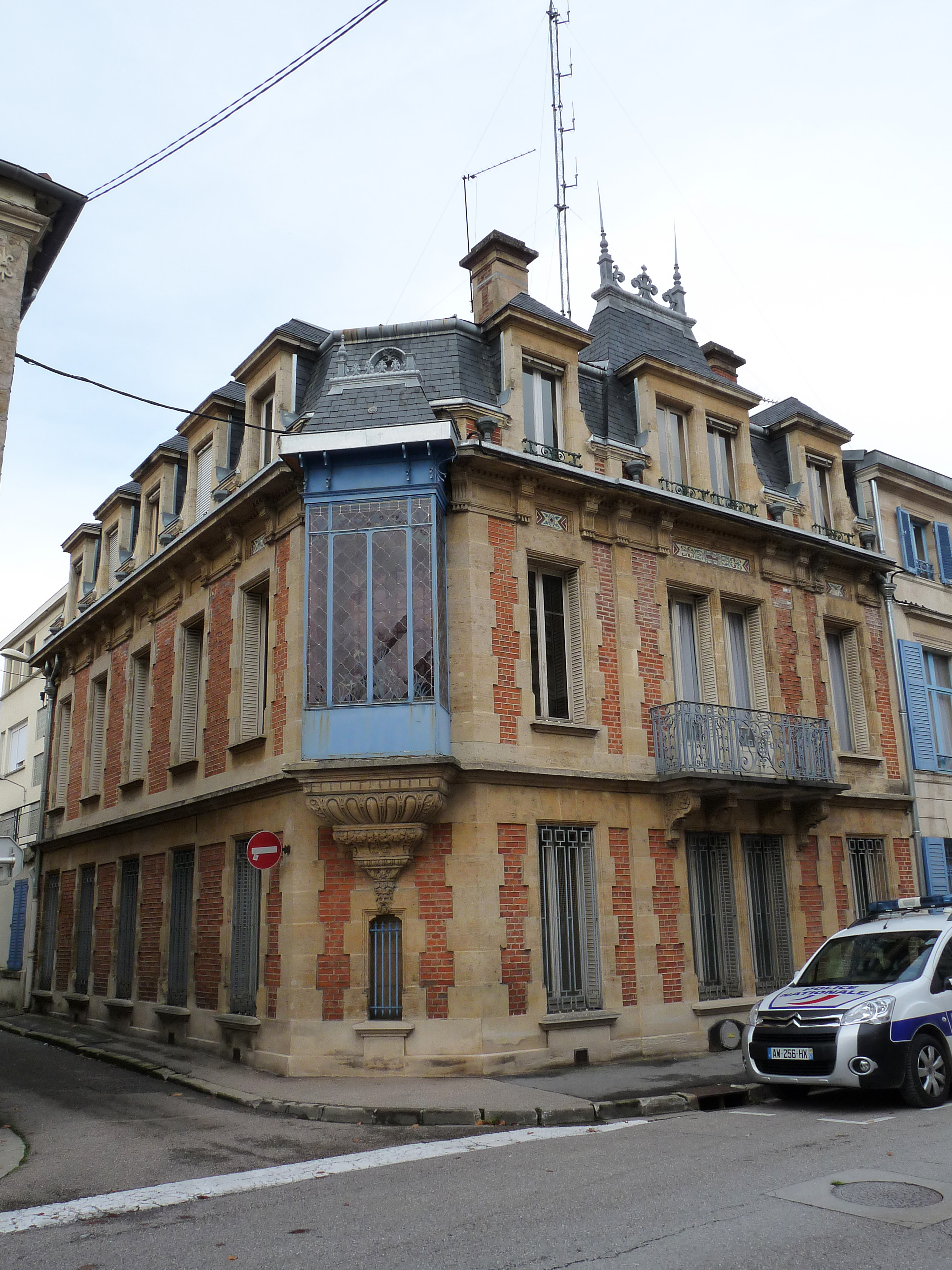
Commissariat de police.

Le palais de justice de Bar-le-Duc est situé dans l'hôtel de Florainville, en Ville Haute.
La commune relève du tribunal d'instance, de grande instance, de commerce et du conseil de prud'hommes de Bar-le-Duc. Elle est rattachée à la cour d'appel, au tribunal administratif et à la cour administrative d'appel de Nancy. Elle dépend également du tribunal pour enfants de Verdun et de la cour d'assises de la Meuse située à Bar-le-Duc.
La commune compte un commissariat de police nationale en centre ville, dans le quartier du Bourg, et une antenne subdivisionnaire dans le quartier de la Côte Sainte-Catherine, tous deux rattachés à la Direction départementale de la sécurité publique (DDSP) de la Meuse, dont le siège est situé dans la ville. L'agglomération possède également une police municipale, et une brigade de proximité de la Gendarmerie nationale.
Dans la zone de police de Bar-le-Duc (Bar-le-Duc, Savonnières-devant-Bar, Behonne, Fains-Véel, et Longeville-en-Barrois), il y a eu 1 070 crimes et délits qui ont été commis lors de l'année 2012. Le taux de criminalité est de 50,1 pour 1 000 habitants, supérieur de plus de 10 points aux moyennes départementale (32,43 ‰) et régionale (38,98 ‰), mais égal à celle nationale (50,06 ‰). La commune est équipée de dispositifs de vidéosurveillance, installés à la gare multimodale, sur les terrasses de Griesheim, et dans un tunnel piétonnier de la Côte Sainte Catherine.
Le centre de secours des pompiers de Bar-le-Duc, précédemment installé en centre-ville, possède désormais sa caserne dans la commune voisine de Fains-Véel. Il dépend du Service départemental d'incendie et de secours (SDIS) de la Meuse, dont le siège est dans la cité ducale. Le budget du SDIS est de 18,8 millions d'euros en 2015.
La commune est dotée d'une maison d'arrêt de 4 703 m2 avec une capacité d'accueil de 73 places. L'établissement, installé depuis la fin du XVIIIe siècle dans l'ancien couvent des Carmes, en Ville Haute, n'accueille que des hommes majeurs. Il dépend du Service pénitentiaire d'insertion et de probation (SPIP) de la Meuse, dont le siège est également dans la commune, et de la direction interrégionale des services pénitentiaires de Strasbourg.

## Population et société

### Démographie

Densité de population de l'aire urbaine de Bar-le-Duc.

Les habitants de la commune sont appelés les Barisiens.
Bar-le-Duc se trouve sur la diagonale du vide. En 2014, la commune comptait 15 668 habitants. La superficie de la commune étant de 23,62 km2, la densité s'élevait donc à 663 habitants par km2.
La ville forme avec les communes limitrophes de Behonne, Fains-Véel et Savonnières-devant-Bar, l'unité urbaine de Bar-le-Duc, qui rassemblait 19 289 habitants en 2013. D'une surface de 56,3 km2, la densité s'élevait à 343 habitants par km2.
Elle est également au cœur de l'aire urbaine de Bar-le-Duc, regroupant 42 communes et 33 638 habitants en 2013. D'une surface de 543,1 km2, la densité s'élevait à 62 habitants par km2.
La communauté d'agglomération Bar-le-Duc Sud Meuse (Meuse Grand Sud), dont fait partie Bar-le-Duc, rassemble 33 communes et 36 187 habitants en 2013. D'une surface de 400 km2, la densité s'élevait à 90,5 habitants par km2.

#### Évolution démographique
En 1793, la population de la commune est de 9 111 habitants. Elle double en 93 ans pour atteindre 18 860 habitants en 1886. La population diminue ensuite jusque 16 261 habitants en 1921, avec une grosse perte de 807 personnes entre 1911 et 1921 due à la Première Guerre mondiale. Le nombre d'habitants repart à la hausse pour atteindre 16 697 en 1936. Dix ans plus tard, après la Seconde Guerre mondiale, il ne reste plus que 15 460 habitants, soit une perte de 1 237 habitants. La population se remet à progresser pour atteindre 19 288 habitants en 1975. Depuis, elle est en baisse constante.

L'évolution du nombre d'habitants est connue à travers les recensements de la population effectués dans la commune depuis 1793. Pour les communes de plus de 10 000 habitants les recensements ont lieu chaque année à la suite d'une enquête par sondage auprès d'un échantillon d'adresses représentant 8 % de leurs logements, contrairement aux autres communes qui ont un recensement réel tous les cinq ans,.

En 2022, la commune comptait 14 615 habitants, en évolution de −3,98 % par rapport à 2016 (Meuse : −4,4 %, France hors Mayotte : +2,11 %).
| 1793  | 1800  | 1806  | 1821   | 1831   | 1836   | 1841   | 1846   | 1851   |
| ----- | ----- | ----- | ------ | ------ | ------ | ------ | ------ | ------ |
| 9 111 | 8 961 | 9 970 | 11 432 | 12 496 | 12 383 | 12 526 | 13 191 | 14 816 |

| 1856   | 1861   | 1866   | 1872   | 1876   | 1881   | 1886   | 1891   | 1896   |
| ------ | ------ | ------ | ------ | ------ | ------ | ------ | ------ | ------ |
| 13 835 | 14 922 | 15 334 | 15 175 | 16 728 | 17 485 | 18 860 | 18 761 | 18 249 |

| 1901   | 1906   | 1911   | 1921   | 1926   | 1931   | 1936   | 1946   | 1954   |
| ------ | ------ | ------ | ------ | ------ | ------ | ------ | ------ | ------ |
| 17 693 | 17 307 | 17 068 | 16 261 | 16 365 | 16 550 | 16 697 | 15 460 | 16 609 |

| 1962   | 1968   | 1975   | 1982   | 1990   | 1999   | 2006   | 2011   | 2016   |
| ------ | ------ | ------ | ------ | ------ | ------ | ------ | ------ | ------ |
| 18 346 | 19 159 | 19 288 | 18 471 | 17 545 | 16 944 | 16 041 | 15 895 | 15 221 |

| 2021   | 2022   | - | - | - | - | - | - | - |
| ------ | ------ | - | - | - | - | - | - | - |
| 14 668 | 14 615 | - | - | - | - | - | - | - |

#### Pyramide des âges
La population de la commune est relativement jeune.
En 2018, le taux de personnes d'un âge inférieur à 30 ans s'élève à 32,9 %, soit au-dessus de la moyenne départementale (32,4 %). À l'inverse, le taux de personnes d'âge supérieur à 60 ans est de 30,2 % la même année, alors qu'il est de 29,6 % au niveau départemental.
En 2018, la commune comptait 7 010 hommes pour 7 723 femmes, soit un taux de 52,42 % de femmes, légèrement supérieur au taux départemental (50,49 %).
Les pyramides des âges de la commune et du département s'établissent comme suit.
| Hommes | Classe d’âge | Femmes |
| ------ | ------------ | ------ |
| 1,0    | 90 ou +      | 3,1    |
| 7,1    | 75-89 ans    | 11,7   |
| 17,1   | 60-74 ans    | 20,0   |
| 21,2   | 45-59 ans    | 20,6   |
| 16,6   | 30-44 ans    | 15,5   |
| 20,2   | 15-29 ans    | 14,7   |
| 16,9   | 0-14 ans     | 14,4   |

| Hommes | Classe d’âge | Femmes |
| ------ | ------------ | ------ |
| 0,8    | 90 ou +      | 2,2    |
| 7,6    | 75-89 ans    | 11     |
| 20,2   | 60-74 ans    | 20,5   |
| 20,6   | 45-59 ans    | 20     |
| 17,4   | 30-44 ans    | 16,8   |
| 16,7   | 15-29 ans    | 13,6   |
| 16,8   | 0-14 ans     | 15,8   |

### Manifestations culturelles et festivités

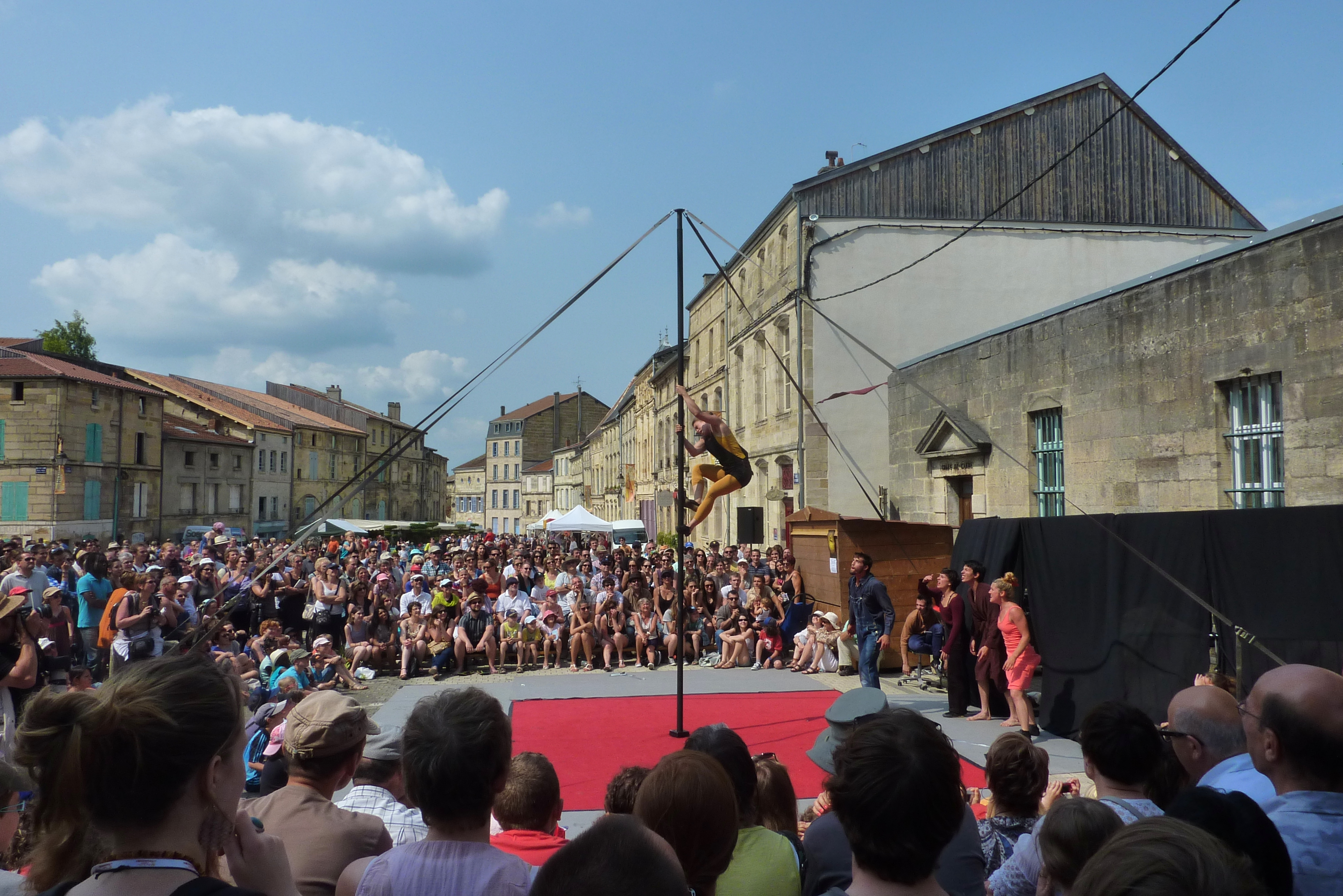
Spectacle de théâtre de rue au Festival RenaissanceS 2013.

Le Festival RenaissanceS est un festival des arts de la rue et de musique qui a lieu chaque année le premier week-end de juillet. Mélangeant théâtre de rue, cirque, danse et musique ancienne aux côtés d'un marché de l'artisanat et de la gastronomie, ce festival est devenu un évènement incontournable de la ville et de la région Lorraine. Les nombreuses compagnies françaises et étrangères envahissent pendant trois jours le quartier de la Ville Haute de Bar-le-Duc pour en animer le patrimoine Renaissance,,. En 2013, le festival a attiré 48 000 visiteurs.
Depuis 2010, l'association Be Real organise le Watts à Bar, festival de musiques actuelles dans le parc du Château de Marbeaumont. La 7e édition les 1er et 2 septembre 2017 a rassemblé 6 800 spectateurs sur les deux soirées avec notamment la venue du groupe de rock mythique Trust et du pape du Reggae africain Alpha Blondy.
De juillet à août de chaque année, la ville organise les Dimanches du Parc, une programmation musicale en plein air dans le kiosque à musique du parc de l'Hôtel de ville. Jusqu'à 800 Barisiens viennent écouter les concerts gratuits aux styles variés (jazz, rock, pop, chanson française...).
Tous les ans, à l'occasion d'un marché du terroir en été, la ville accueille depuis 1983 le championnat du monde d’épépinage de groseilles à la plume d’oie, héritage d'une tradition remontant au Moyen Âge.
Le festival Festi'Cuivres est un festival des musiques cuivrées (trompette, trombone, tuba, cor...) se déroulant chaque année sur une durée de trois semaines entre septembre et octobre. Les concerts sont donnés dans tout le sud meusien : Bar-le-Duc, Ligny-en-Barrois, Saint-Mihiel, Gondrecourt-le-Château, Void-Vacon... Créé par un groupe de professeurs de musique en 2002, il est organisé par les associations musicales ACDIM, APEAC et Graines de Sons, en collaboration avec les écoles de musique de Bar-le-Duc, Ligny-en-Barrois, Saint-Mihiel et du Val d'Ornois,.
De plus, chaque année, la ville organise des manifestations diverses. Le premier samedi de décembre a lieu la fête de Saint-Nicolas. Après un spectacle pour les enfants, le défilé des chars fait le tour de la ville jusqu'au parc de l'Hôtel de ville où un feu d'artifice est tiré. En été, les visites nocturnes de la Ville Haute mélangent découverte et spectacle.

### Sports

#### Équipements sportifs

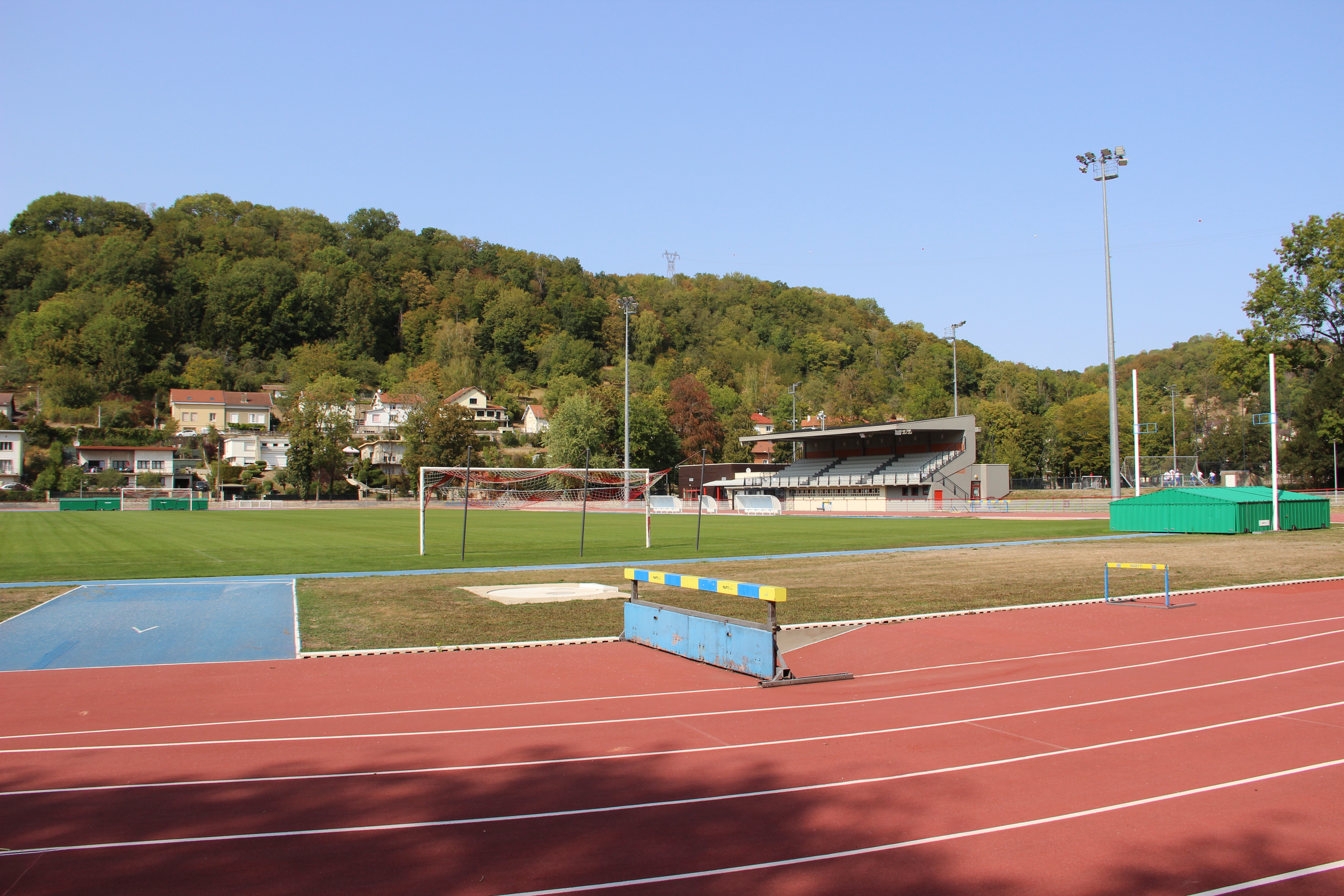
Piste d'athlétisme et terrain de football du stade Jean-Bernard.

La ville possède deux stades : le stade Jean-Bernard, anciennement stade Marbeaumont, dans le quartier de Marbot (deux terrains de football en herbe, un terrain stabilisé, une piste d'athlétisme, un stand de tir couvert (10 mètres), un court de tennis extérieur, et des terrains de jeux en macadam pour handball et basket-ball), et le stade de la Côte Sainte-Catherine dans le quartier homonyme (un terrain de football en herbe, un terrain stabilisé, un terrain de rugby, un terrain de volley-ball, trois courts de tennis couverts, un espace loisir foot et des terrains de jeux en macadam pour handball et basket-ball). De plus, il existe un espace multisports avec skatepark dans le quartier de la Libération.
Elle compte également quatre gymnases : le gymnase Bradfer en centre-ville (une salle d’évolution, une salle d’escrime, un dojo, un boulodrome couvert), le gymnase J.P.-Beugnot à la Ville Haute (une salle d’évolution, une salle de gymnastique, un espace multisports, un terrain de jeux en herbe), le gymnase de la Côte Sainte-Catherine dans le quartier homonyme (une salle d’évolution), et le gymnase de la Fédération dans le quartier homonyme (une salle d’évolution, un terrain de jeux en herbe pour foot et rugby, un stand de tir extérieur 25-50-100 m). De plus, il existe le centre social Marbot-Hinot (une salle d’évolution), l'espace Sainte-Catherine (une salle d’évolution et une salle de musculation), et un parcours de canoë-kayak sur l'Ornain.
Le centre nautique de la communauté d'agglomération Bar-le-Duc Sud Meuse se situe dans le quartier de Marbot. Il est composé d'un grand bassin de 25 mètres de longueur, d'un plus petit bassin de 90 cm de profondeur, et d'un bassin d'apprentissage peu profond pour les enfants. Il y a également un toboggan, un espace détente (hamam et sauna) avec une terrasse extérieure. Des activités d'aquagym et d'aquaéveil (pour les enfants) y sont organisées.
La commune voisine de Combles-en-Barrois, située à 6 km, possède un parcours de golf de 18 trous depuis 1993.
Un parcours de santé existe dans la forêt du Haut-Juré.

#### Activités

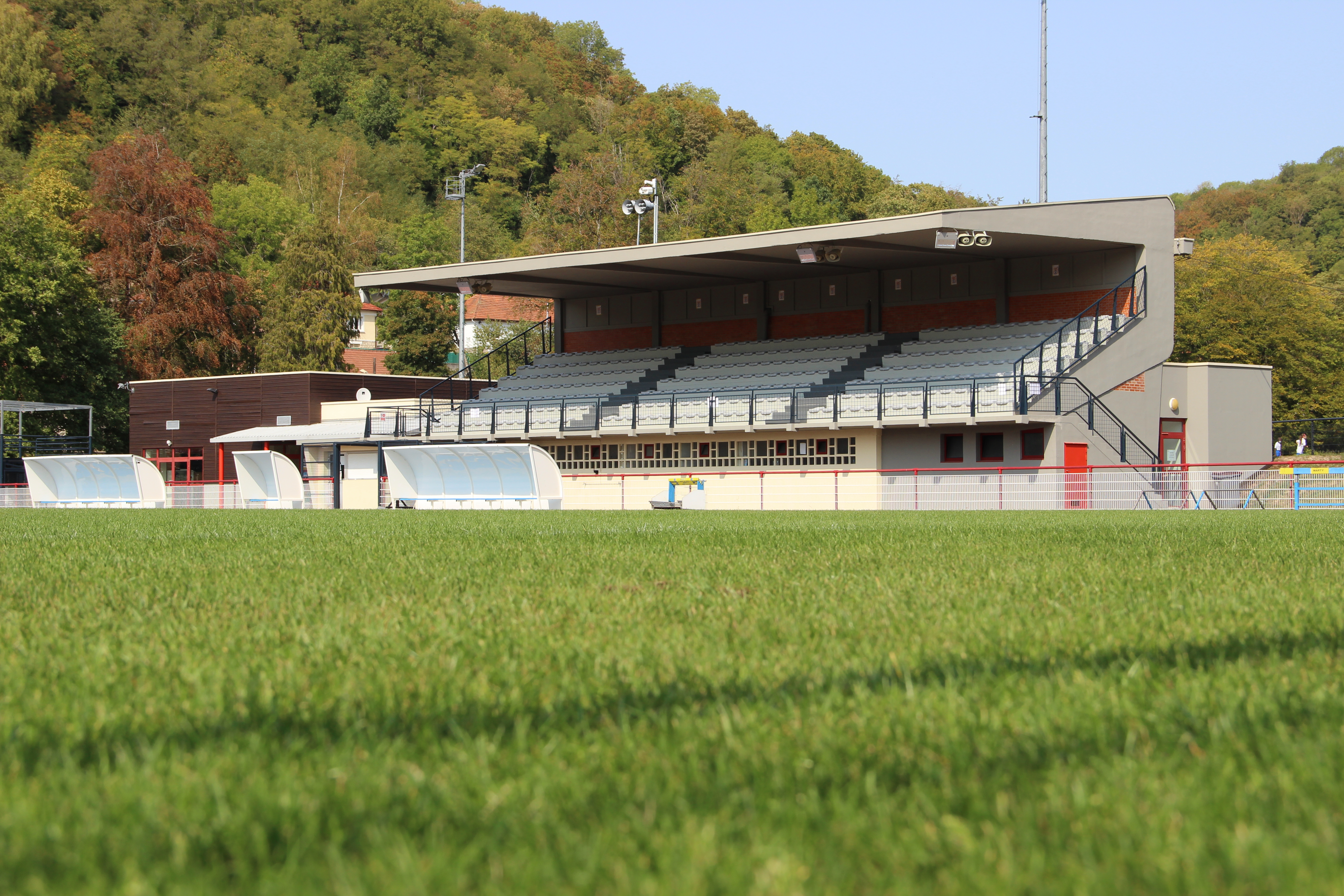
Tribune au stade de Marbeaumont, renommé Jean Bernard en 2004.

L’office municipal des sports (OMS) de Bar-le-Duc, créé le 1er mars 1965, compte 42 associations et clubs sportifs, représentant 4 924 licenciés fin 2013. On y trouve par exemple en 2015 des clubs de sport de combat, de raquette et des sports collectifs.
Chaque année, en novembre, une course à pied nocturne est organisée dans les rues de la ville : La Barisienne. En 2014, le 10 kilomètres a attiré 595 coureurs. En 2016, 651 coureurs participent aux 10 kilomètres, 115 aux 5 kilomètres, et près de 280 collégiens et écoliers à des courses spéciales[réf. nécessaire].

### Médias et télécommunications
Pour la presse écrite, le quotidien régional L'Est républicain publie une édition locale pour Bar-le-Duc. De plus, la mairie publie un bulletin municipal mensuel : le Bar Info.
Deux radios locales sont diffusées sur la commune : l'associative Meuse FM (99.0), et la commerciale Kit FM, membre du groupement Les Indés Radios (97.7),. Deux radios nationales ont un décrochage local : Virgin Radio Lorraine depuis Bar-le-Duc (102.0) et RCF Marne & Meuse depuis Châlons-en-Champagne (101.1). De plus, plusieurs radios nationales sont captables par l'émetteur de Bar-le-Duc ou celui de Willeroncourt : France Culture (88.4), Skyrock (90.2), France Inter (90.9), France Musique (92.7), Fun Radio (93.9), Nostalgie (96.2), NRJ (97.1), RFM (98.3), Chérie FM (103.1), France Info (104.5), RTL (105.0) et Europe 1 (107.0),.
Pour la télévision, la ville est couverte par France 3 Lorraine qui possède un bureau permanent au 9 allée des Vosges, près de l'émetteur de la Côte Sainte-Catherine. Elle est reçue comme les autres chaînes de la TNT par le site de diffusion de la Croix Pajot à Willeroncourt et plus localement par le pylône de la Côte-Sainte-Catherine situé dans le nord de la commune.
La chaîne locale Puissance Télévision couvre aussi la ville depuis 2016. La diffusion de cette chaîne se fait exclusivement par le web (site internet et applications mobiles). Son siège social est basé à Saint-Dizier.
La commune est couverte par l'internet haut-débit ADSL (télévision comprise) grâce à un répartiteur téléphonique (NRA) situé sur le territoire de la commune. La zone est dégroupée et cinq opérateurs sont présents. En février 2014, la mairie et l'opérateur Orange annoncent le déploiement de la fibre optique dans les quartiers de la Ville Haute et de la Côte Saint-Catherine. Le 3 avril 2015, huit points de mutualisation sont inaugurés dans le quartier de la Côte Sainte-Catherine. En septembre 2015, la fibre est disponible dans deux quartiers. Le déploiement de cette technologie sur tout le territoire de l'ancienne communauté de communes de Bar-le-Duc devrait prendre fin d'ici 2020. De plus, la commune est couverte par les réseaux mobiles 3G, 4G et 5G.

### Cultes
La communauté catholique dépend du diocèse de Verdun, et plus précisément de la paroisse Saint-Maxe du Barrois,. Cette dernière est découpée en six communautés, dont trois comptent des églises de Bar-le-Duc : la communauté Barriville composée en partie de l'église Notre-Dame, l'église Saint-Jean, et l'église Saint-Antoine ; la communauté Saint-Étienne composée de l'église Saint-Étienne ; la communauté Saint-Charles - Naives-Rosières composée en partie de l'église Saint-Charles.
La communauté juive dispose d'une synagogue qui n'est aujourd'hui plus utilisée faute de pratiquants,.
La communauté musulmane dispose d'une mosquée.
La communauté protestante appartient à l'Église protestante unie de Bar-le-Duc et Saint-Dizier, et dispose d'un presbytère dans la ville, 9 rue du Docteur Nève, c’est à la fois le lieu de culte et le presbytère de la paroisse. Elle possédait jusqu'en 1997 un temple, vendu faute de moyens pour l'entretenir, le temple le plus proche est donc celui de Saint-Dizier à 22 km,.
Il existe également d'autres communautés : l'Église chrétienne évangélique de Bar-le-Duc, rue du Coq, l'Église protestante évangélique du Barrois, et l'Église évangélique « Assemblée de Dieu de la Meuse, rue de Popey » et une salle du royaume des témoins de jehovah, rue du Coq.

### Vie militaire

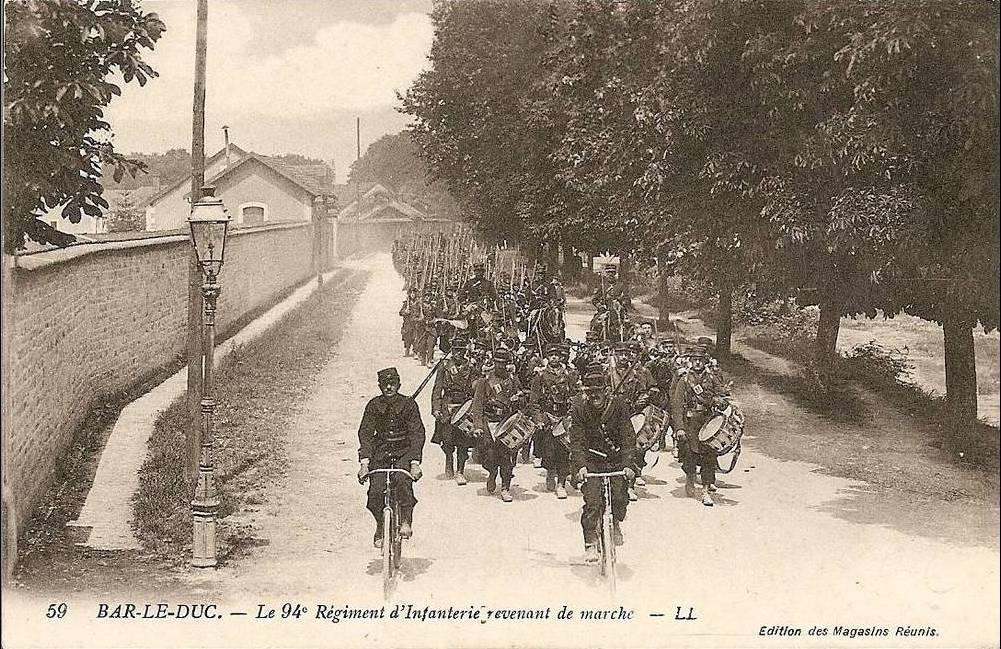
Carte postale du 94e RI revenant de marche.

Bar-le-Duc n'est pas une ville de garnison, cependant elle a accueilli des régiments lors des différents conflits qui ont touché la région. Le 94e Régiment d’Infanterie est stationné dans la caserne Exelmans de 1880 jusqu'à l'éclatement de la Première Guerre mondiale en 1914. Il y est repositionné au début de la Seconde Guerre mondiale de 1939 à 1940 cette fois dans la caserne Oudinot. Le 154e Régiment d’Infanterie est également stationné à Bar-le-Duc avant la Grande Guerre. L'ACM 150, une annexe du 150e RI de Verdun, est basée dans la ville et sert de centre de mobilisation en cas de guerre dans les années 1960 à 1970.

## Économie

### Revenus de la population et fiscalité
En 2011, le revenu fiscal médian par ménage était de 22 557 €, ce qui plaçait Bar-le-Duc au 28 475e rang parmi les 31 886 communes de plus de 49 ménages en métropole. Comparé aux autres grandes villes meusiennes, ce chiffre est inférieur à celui de Verdun (14 837e rang avec 30 553 €) mais supérieur à celui de Commercy (30 565e rang avec 20 560 €). Comparé à des villes de même importance en Lorraine, il est généralement légèrement supérieur.
En 2013, 47,6 % des 7 388 foyers fiscaux n'étaient pas imposables.
En 2013, le salaire net horaire moyen était de 12,2 €, inférieur à celui national de 14,3 €. Les femmes sont moins bien payées, avec un salaire net horaire moyen inférieur de 2,1 € par rapport à celui des hommes.
| Catégories | Bar-le-Duc | Meuse | Grand Est | France |
| ---------- | ---------- | ----- | --------- | ------ |
| Ensemble   | 12,2       | 12,1  | 13,0      | 14,3   |
| Femmes     | 10,9       | 10,8  | 11,4      | 12,7   |
| Hommes     | 13,0       | 12,9  | 14,1      | 15,4   |

### Emploi
En 2013, la population âgée de 15 à 64 ans s'élevait à 10 143 personnes. On y comptait 72,1 % d'actifs, dont 59,3 % ayant un emploi et 12,8 % étant au chômage, et 27,9 % d'inactifs, dont 9,2 % d'élèves ou étudiants et 8,3 % de retraités ou préretraités. Le nombre de chômeurs a légèrement augmenté de 1 128 personnes en 2008 à 1 294 en 2013, ce qui représente un taux de chômage de 17,7 %, bien supérieur au taux national de 10,3 % en 2013. La part des femmes parmi les chômeurs n'a cessé de baisser pour atteindre 46,8 % en 2013.
On comptait 11 076 emplois dans la zone d'emploi, contre 11 520 en 2008. Le nombre d'actifs ayant un emploi résidant dans la zone d'emploi étant de 6 120, l'indicateur de concentration d'emploi était de 181 %, ce qui signifie que la zone d'emploi offrait plus de trois emplois pour deux habitants actifs. Il y avait donc un excédent d'emplois par rapport à la population résidente, faisant de Bar-le-Duc un territoire attractif.
En 2013, 90,9 % de la population de plus de 15 ans ayant un emploi est salarié, dont 75,2 % en CDI, 9,3 % en CDD, 3,0 % en stage ou apprentissage, 2,3 % en intérim et 1,3 % en contrat aidé,.
| Catégorie socioprofessionnelle                    | Bar-le-Duc | Meuse  | Grand Est | France |
| ------------------------------------------------- | ---------- | ------ | --------- | ------ |
| Agriculteurs exploitants                          | 0,4 %      | 3,3 %  | 1,4 %     | 1,4 %  |
| Artisans, commerçants, chefs d'entreprise         | 4,0 %      | 5,2 %  | 4,9 %     | 5,9 %  |
| Cadres et professions intellectuelles supérieures | 13,9 %     | 7,4 %  | 11,8 %    | 15,5 % |
| Professions intermédiaires                        | 28,6 %     | 20,3 % | 23,5 %    | 24,5 % |
| Employés                                          | 37,2 %     | 31,8 % | 29,3 %    | 28,7 % |
| Ouvriers                                          | 16,0 %     | 30,6 % | 27,8 %    | 22,5 % |

### Entreprises et commerces
La ville est le siège de la chambre de commerce et d'industrie de la Meuse, elle-même faisant partie de la chambre régionale de commerce et d'industrie de Lorraine. Elle est également le siège de la chambre de métiers et de l'artisanat de la Meuse, et de la chambre d'agriculture de la Meuse.
Au 31 décembre 2014, Bar-le-Duc comptait 1 476 établissements : 21 dans l’agriculture-sylviculture-pêche, 62 dans l'industrie, 64 dans la construction, 972 dans le commerce-transports-services divers et 357 dans le secteur administratif. La majorité de ces établissements (57,7 %) n'emploie aucun salarié, 29,7 % ont entre 1 et 9 salariés, 6,0 % entre 10 et 19 salariés, 3,9 % entre 20 et 49 salariés, et 2,6 % ont plus de 50 salariés.
En 2015, 78 entreprises ont été créées à Bar-le-Duc, dont 51 par des autoentrepreneurs. Sur ces entreprises, 3,8 % étaient dans le secteur de l'industrie, 9,0 % dans la construction, 41,0 % dans le commerce-transports-hébergement-restauration, 26,9 % dans les services aux entreprises et 19,2 % dans les services aux particuliers.

### Secteur primaire

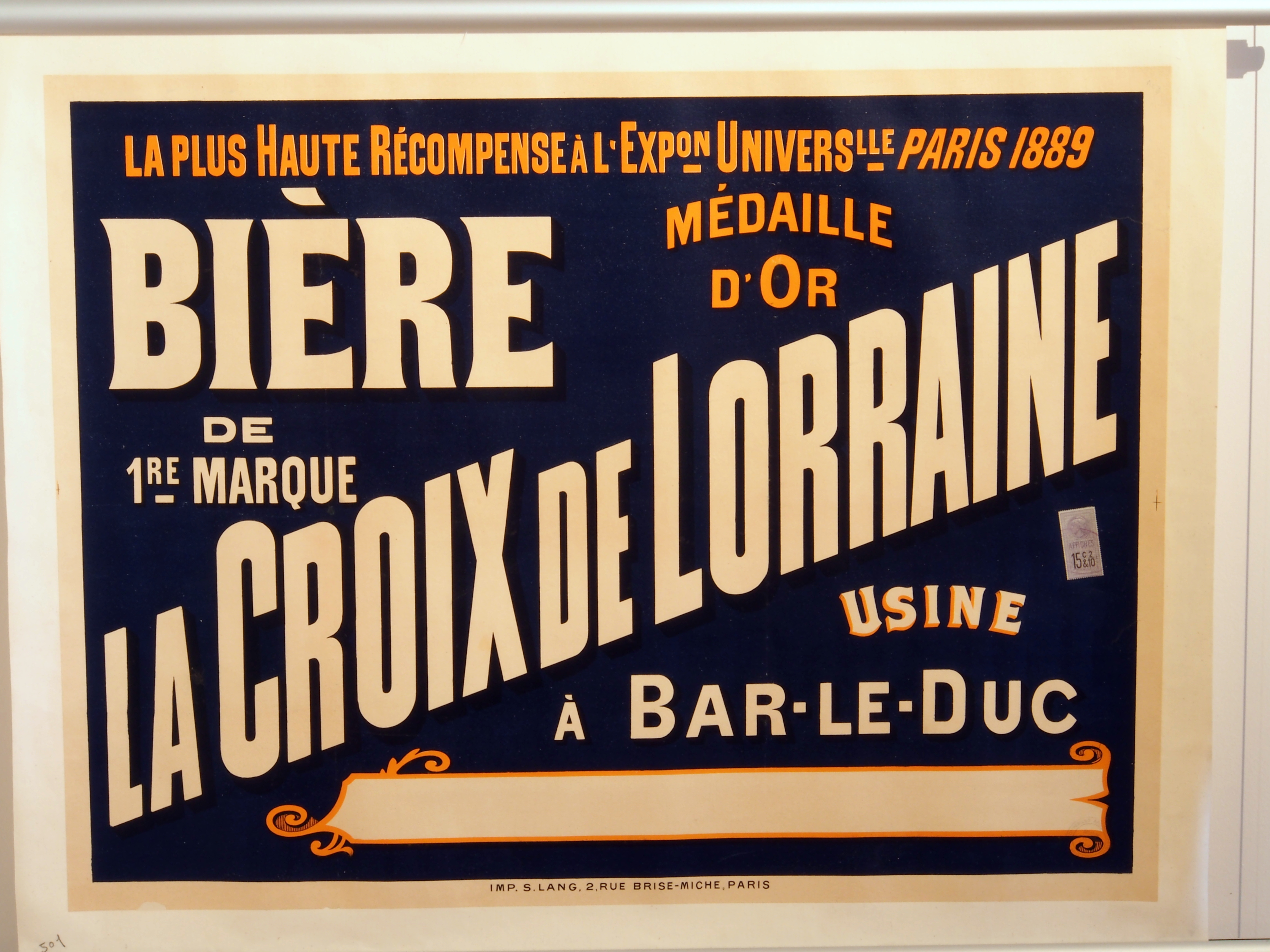
Ancienne brasserie de la Croix-de-Lorraine de Bar-le-Duc.

Le secteur primaire représente 1,1 % des emplois de la ville.
Du XVIIIe au XIXe siècle, Bar-le-Duc possède des vignes, et produit du pineau qui s'exporte vers le Luxembourg et la Belgique. Au plus fort de la production, en 1806, il y a plus de 627 hectares de vignes. L'arrivée d'autres vins peu chers et le phylloxéra expliquent l'abandon de la viticulture. Parallèlement, au XIXe siècle, deux grandes brasseries sont installées sur le territoire de la commune : les Brasseries de la Meuse et de la Croix de Lorraine. En 1895, 170 Barisiens travaillent dans ce secteur, mais aujourd'hui ces deux grosses activités ont disparu.
En 2012, les emplois de ce secteur se situent dans les exploitations (agriculture et élevage), les coopératives agricoles, les entreprises de travaux agricoles, et les travaux forestiers.

### Secteur secondaire

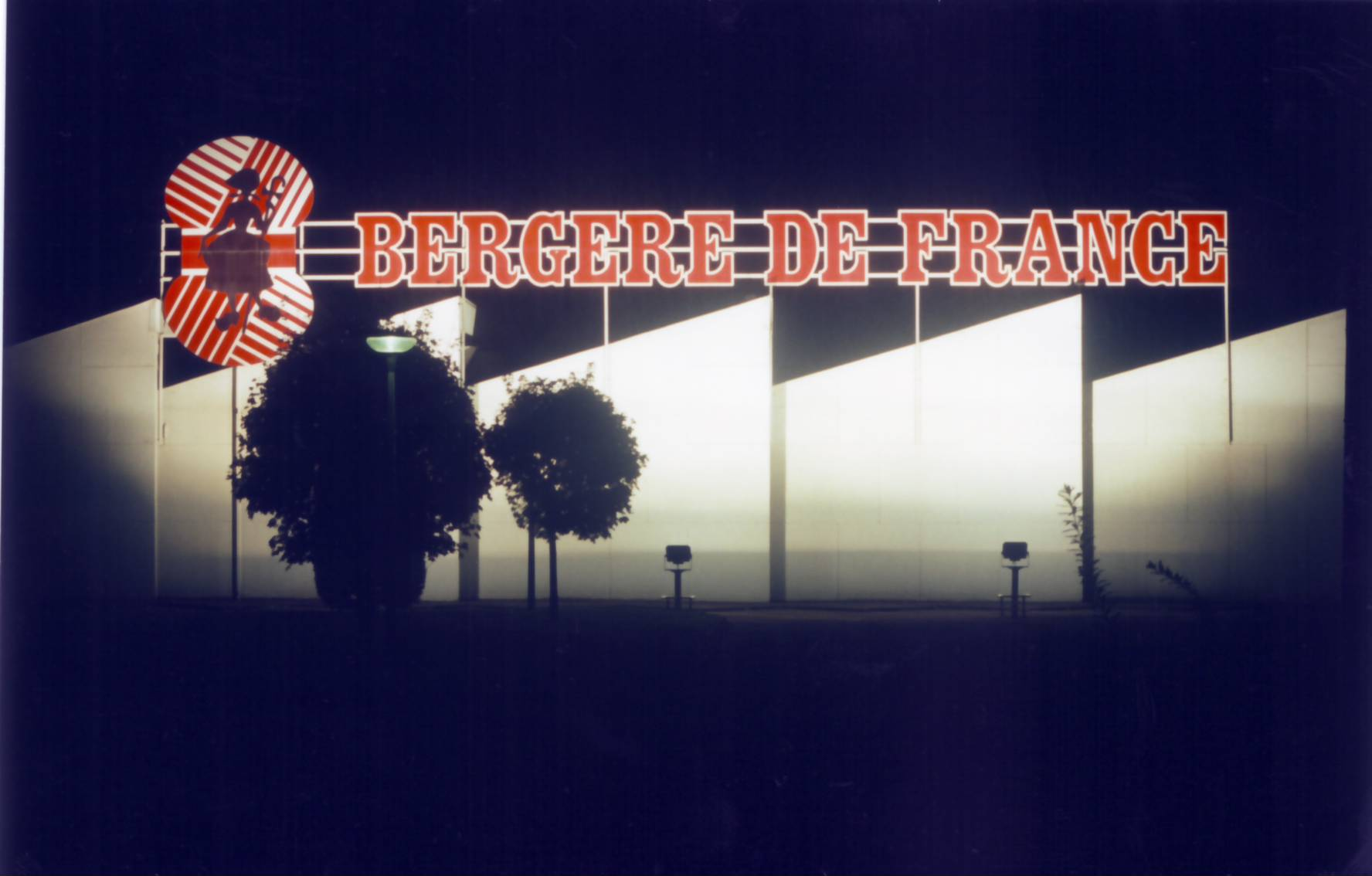
Bar-le-Duc est le berceau de la société Bergère de France.

Le secteur secondaire représente 10,6 % des emplois de la commune, dont 6,4 % pour l'industrie et 4,2 % pour la construction.
Dans une région de sidérurgie et métallurgie, il n'est pas étonnant de voir des forges à Bar-le-Duc au XIXe siècle. Plusieurs sociétés ouvrent des fonderies, des hauts fourneaux, et des chaudronneries. En 1883, 369 Barisiens sont employés dans la métallurgie. La ville abrite également de nombreux ateliers de mécanique, qui travaillent notamment sur des automobiles. Finalement, au début du XXe siècle, les dernières usines du secteur sont fermées.
Le travail du textile dans la cité remonte au Moyen Âge. Au XVIIIe siècle, les petites fabriques deviennent des ateliers, et une école permet de former les futurs ouvriers et ouvrières. Le secteur est très diversifié : bonneterie, toilerie, cotonnerie… En 1858, les 44 entreprises de la ville emploient 5 659 ouvriers. Le textile domine alors totalement la vie économique de la cité. Les entreprises, concurrencées, vont fermer les unes après les autres à la fin du XIXe siècle. Il ne reste plus que cinq sociétés avant la Première Guerre mondiale.
En 2015, seule l'entreprise Bergère de France, implantée à Bar-le-Duc depuis 1946, existe encore[réf. nécessaire]. Devenue l'une des plus grandes filatures d'Europe et l'une des dernières de France, c'est le plus gros employeur privé de la ville, mais également du département, avec plus de 300 salariés. Mais l'entreprise connaît de graves difficultés : au conflit entre les deux frères héritiers du fondateur datant de 1998, s'ajoutent 1,9 million d'euros de pertes en 2014 et un déficit de 1,7 million d'euros prévu pour 2015. Le 27 février 2015, l'entreprise est placée en redressement judiciaire pour une période de six mois. En décembre 2015 un plan de continuation est mis en place.
La ville est également le lieu d'une activité d'imprimerie, dont l'implantation serait due aux éditeurs catholiques et à l'activité administrative de la ville. De plus, de nombreux artisans sont présents, notamment dans le domaine de la construction.

### Secteur tertiaire
Le secteur tertiaire représente la grande majorité des emplois de la commune (88,3 %), dont 35,0 % pour le commerce-transports-services divers et 53,3 % pour le secteur administratif. Bar-le-Duc, en tant que préfecture de la Meuse, est clairement une ville administrative, avec une forte proportion d'emplois publics.

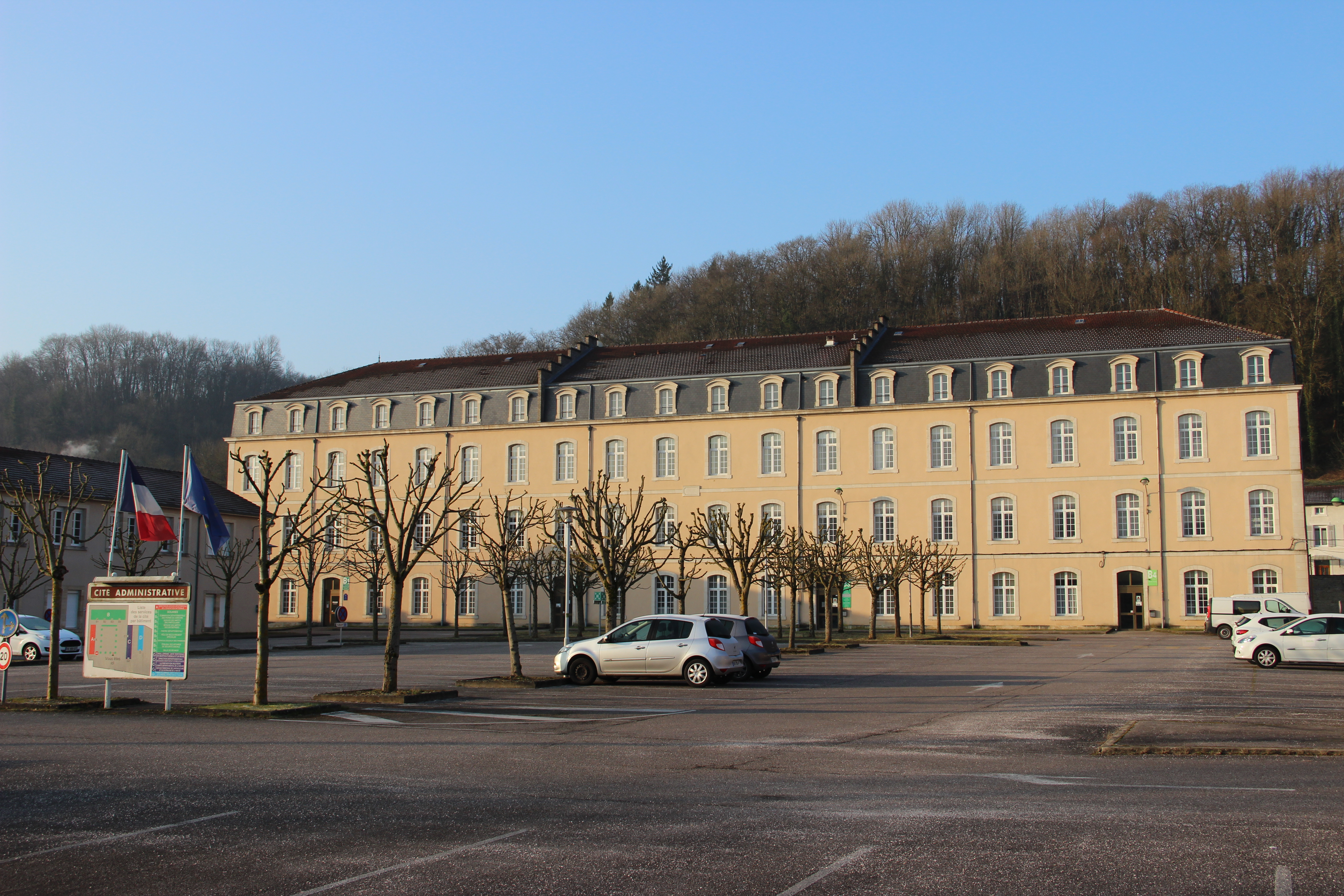
Cité administrative de Bar-le-Duc.

Les administrations publiques représentent près de la moitié des emplois de la commune. Le centre hospitalier de Bar-le-Duc, avec 875 salariés en 2013, est le plus gros employeur de la ville, et le deuxième plus gros employeur public de Meuse derrière l'hôpital de Verdun. La même année, le département de la Meuse, à travers ses différents services, emploie au total 1 134 personnes, la commune emploie 425 personnes, la DSDEN 154 personnes, l'OPH 130 personnes, le SDIS 120 personnes, et la communauté d'agglomération Bar-le-Duc Sud Meuse emploie 100 personnes. À cela s'ajoutent les services de la sécurité sociale, la caisse d'allocations familiales, Pôle emploi, les instances policières et judiciaires, les chambres de commerce et d'industrie, de métiers et de l'artisanat, et d'agriculture...
L'union commerciale, industrielle et artisanale (UCCIA) de Bar-le-Duc compte 85 adhérents en 2015. Une grande zone commerciale, appelée La Grande Terre, est implantée à l'Est de la ville, à la limite avec la commune de Savonnières-devant-Bar. Elle contient des grandes enseignes et des franchises : commerces d'alimentation, d'habillement, d’ameublement, concessions automobiles, garages, restaurants et hôtels. Les autres zones commerciales sont situées dans les communes voisines (Fains-Véel et Savonnières-devant-Bar). Des commerces sont présents en centre-ville, notamment dans le boulevard de la Rochelle, artère principale de la ville. Des commerces de proximité sont également présents dans les différents quartiers.
Malgré un patrimoine culturel riche et la présence de tourisme en Lorraine, la ville possède une capacité d'accueil limitée. Il y a de nombreux restaurants : restaurants traditionnels français, franchises, restauration rapide et restaurants gastronomiques, dont un cité au Guide Michelin.

### Grandes entreprises
La commune abrite le siège social de 3 grandes entreprises (réalisant plus de 10 M€ de chiffre d'affaires) hors distribution alimentaire et concessions automobiles.

## Culture locale et patrimoine
Bar-le-Duc détient le label « Ville d'art et d'histoire » du Ministère de la Culture depuis 2003, et fait partie du réseau « Les Plus Beaux Détours de France ». La Ville Haute et le château sont classés « secteur sauvegardé » depuis 1973, aujourd'hui Site Patrimonial remarquable (SPR). Par l'importance et la diversité de ses patrimoines, qu'ils soient matériels ou immatériels, Bar-le-Duc constitue une "Ville des Patrimoines", concept établi par Juliette Bouchot en 2016 pour la mise en œuvre globale de l'étude, de la protection et de la mise en valeur des composantes patrimoniales de la ville.
La commune compte 36 monuments répertoriés à l'inventaire des monuments historiques et 6 lieux et monuments répertoriés à l'inventaire général du patrimoine culturel. Par ailleurs, elle compte 162 objets répertoriés à l'inventaire des monuments historiques et 20 objets répertoriés à l'inventaire général du patrimoine culturel.

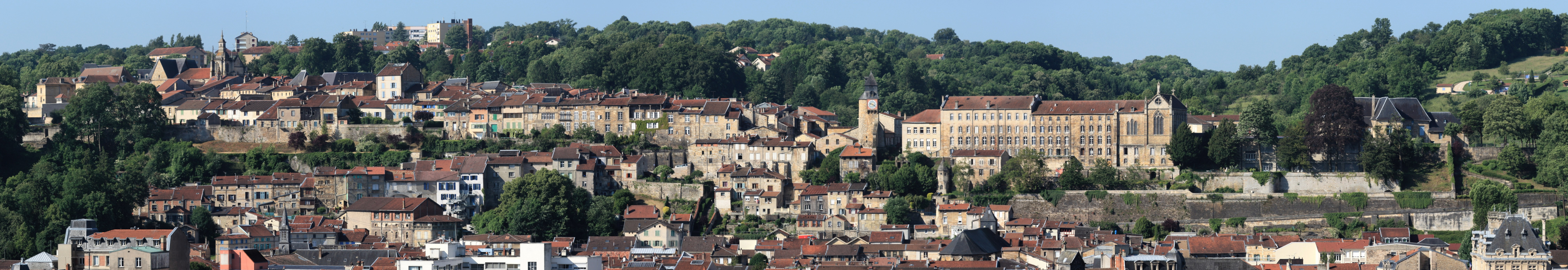
Panorama de Bar-le-Duc : vue sur la Ville Haute depuis la Côte Sainte-Catherine.

### Patrimoine architectural

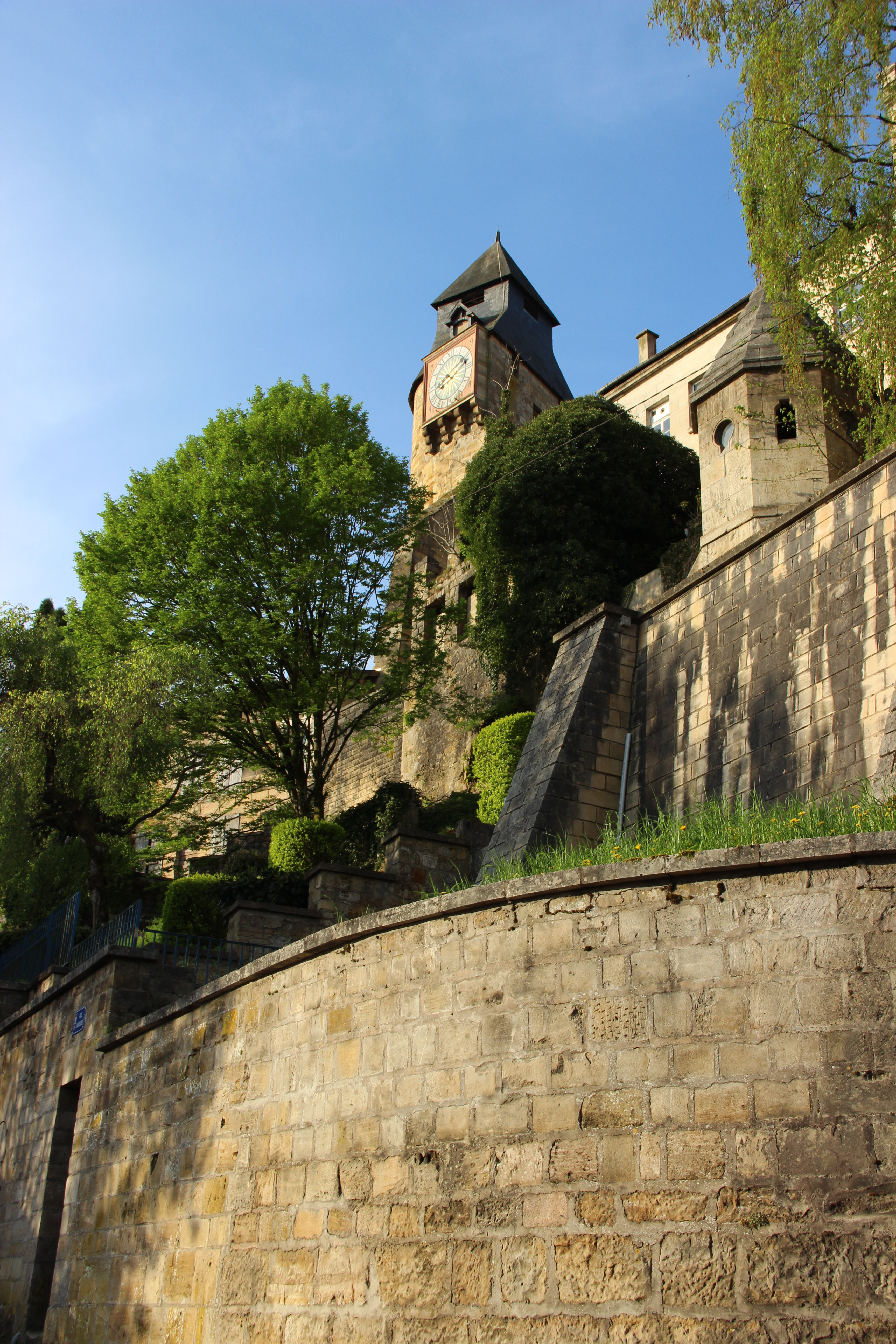
La Tour de l'Horloge et une partie des fortifications encore debout.

L'essentiel du patrimoine architectural de la cité des ducs date du XVe au XVIIIe siècle, et notamment de la période de la Renaissance. La grande majorité des monuments et hôtels particuliers remarquables sont édifiés en pierre de Savonnières, donnant ainsi à la ville une couleur blonde caractéristique.

#### Édifices civils
De l'époque du Moyen Âge où Bar-le-Duc était une cité fortifiée, il ne reste que de rares vestiges, le roi de France Louis XIV ayant ordonné la destruction du château fort et des fortifications de la ville en 1670,. Mais une partie des remparts du château a échappé au démantèlement, tout comme deux portes : la porte Saint-Jean, qui permettait d'accéder à la Ville Haute via un pont levis, et la Belle Porte, du XIIe siècle, entrée principale du château. Des nombreuses tours que comptait la ville, seules deux sont encore debout : la tour de l'Horloge, du XIIe siècle, devenue un emblème de la ville grâce à ses deux cadrans donnant l'heure, et la tour Heyblot, du XIIIe siècle. Les maisons en torchis et à encorbellement de cette époque ont pour la plupart été reconstruites en pierre de taille. Quelques maisons ont cependant été épargnées par ce changement architectural, dont deux sont classées : l'une à la Ville Haute, sur la place Saint-Pierre, datant de la fin du Moyen Âge, et l'autre en Ville Basse, sur la place de la Couronne.

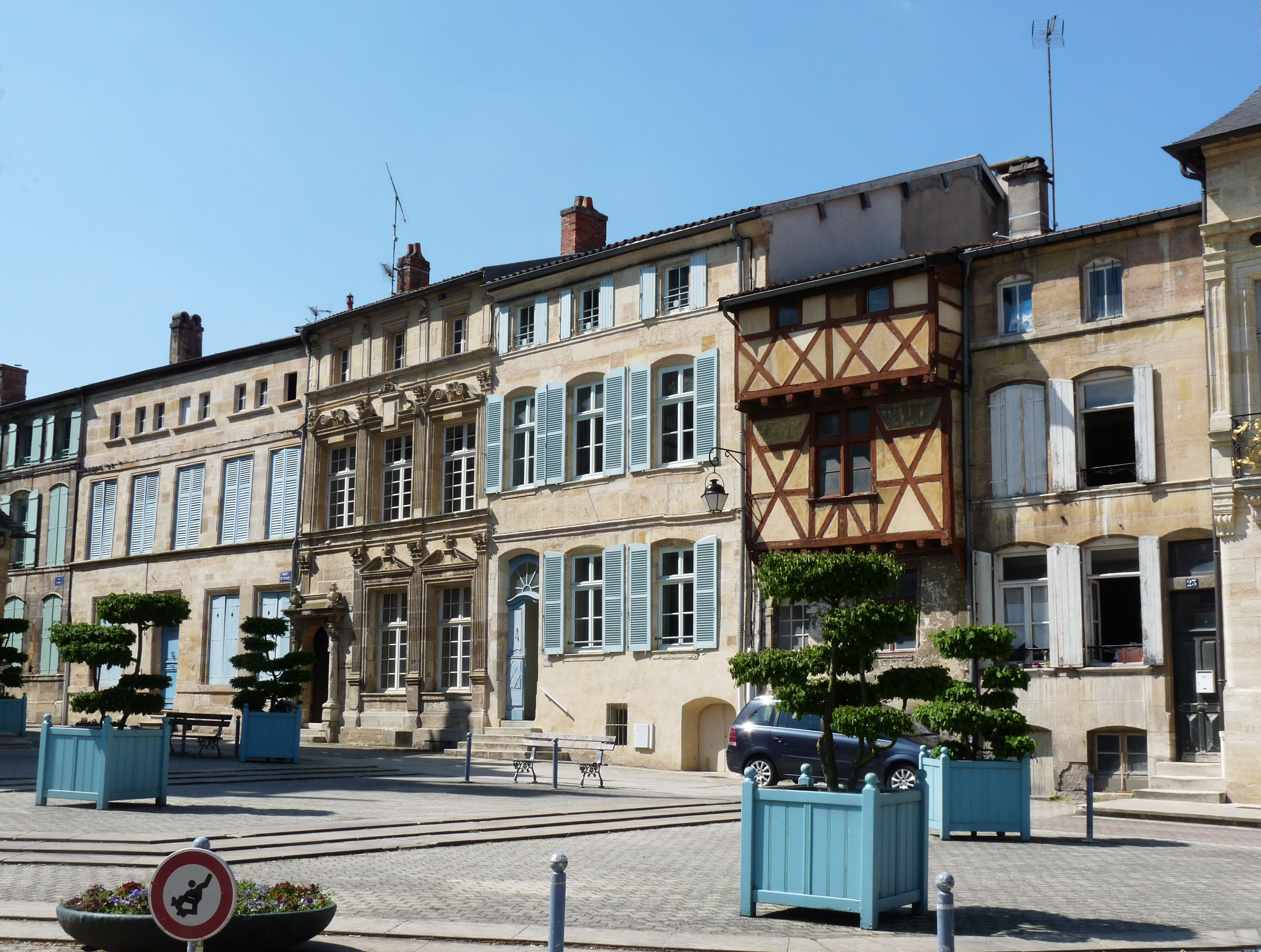
Immeubles de différents styles architecturaux (Moyen Âge, Renaissance) sur la place Saint-Pierre.

Bar-le-Duc abrite à la Ville Haute un quartier qui constitue « l'un des ensembles urbains de style Renaissance les plus remarquables de France ». Les nombreuses demeures et hôtels particuliers affichent de riches façades ornées de frontons sculptés, de pilastres cannelés ou encore de gargouilles en surplomb.

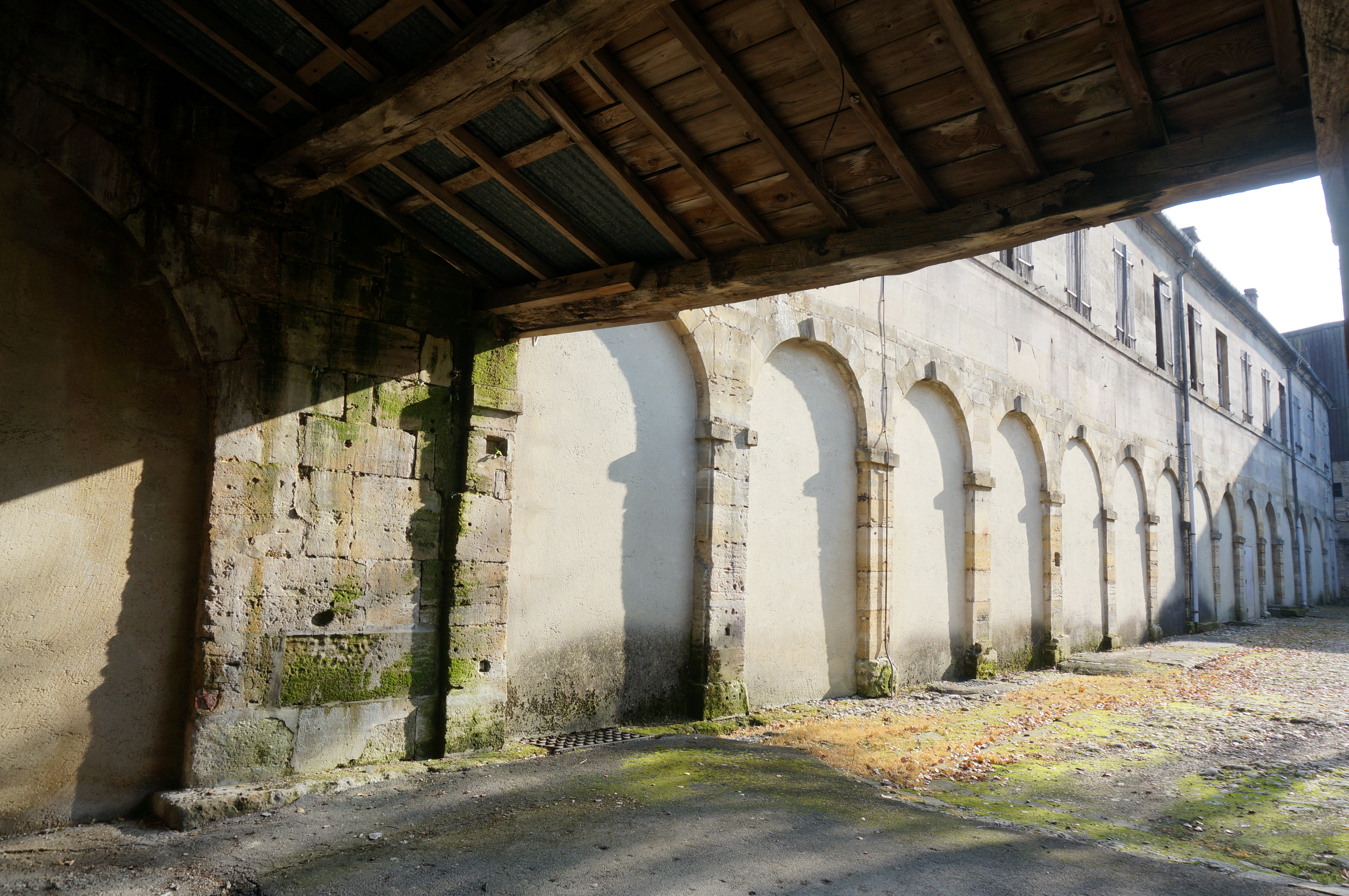
Îlot de la place des halles.

La place Saint-Pierre, sur laquelle donne notamment l'église Saint-Étienne, est le cœur de ce quartier. L'hôtel de Florainville, édifié au XVIIe siècle, abrite aujourd'hui le palais de justice après avoir servi de siège à la municipalité, et le bel immeuble au no 29 sert au Conseil de prud'hommes. En face, le couvent des Carmes fondé en 1633 fait office de prison depuis la Révolution. Le côté est de la place affiche des immeubles de belle allure, dont quatre sont classés,,,. Les façades mélangent les styles antiques (romain et grec) au style italien (notamment pompéien). De l'autre côté, les maisons portent des traces d'anciennes arcades, témoignant du passé économique du lieu. En effet, du XIIIe au XVIIIe siècle, le pâté de maisons était l'îlot de la halle, cœur économique de la ville où se tenaient les marchés. À la suite d'un violent incendie en 1788, l'ensemble connaît de grandes modifications et les arcades sont finalement murées. Un passage couvert à travers une maison de la place de la Halle permet d'accéder à la cour intérieure au centre de l'îlot.

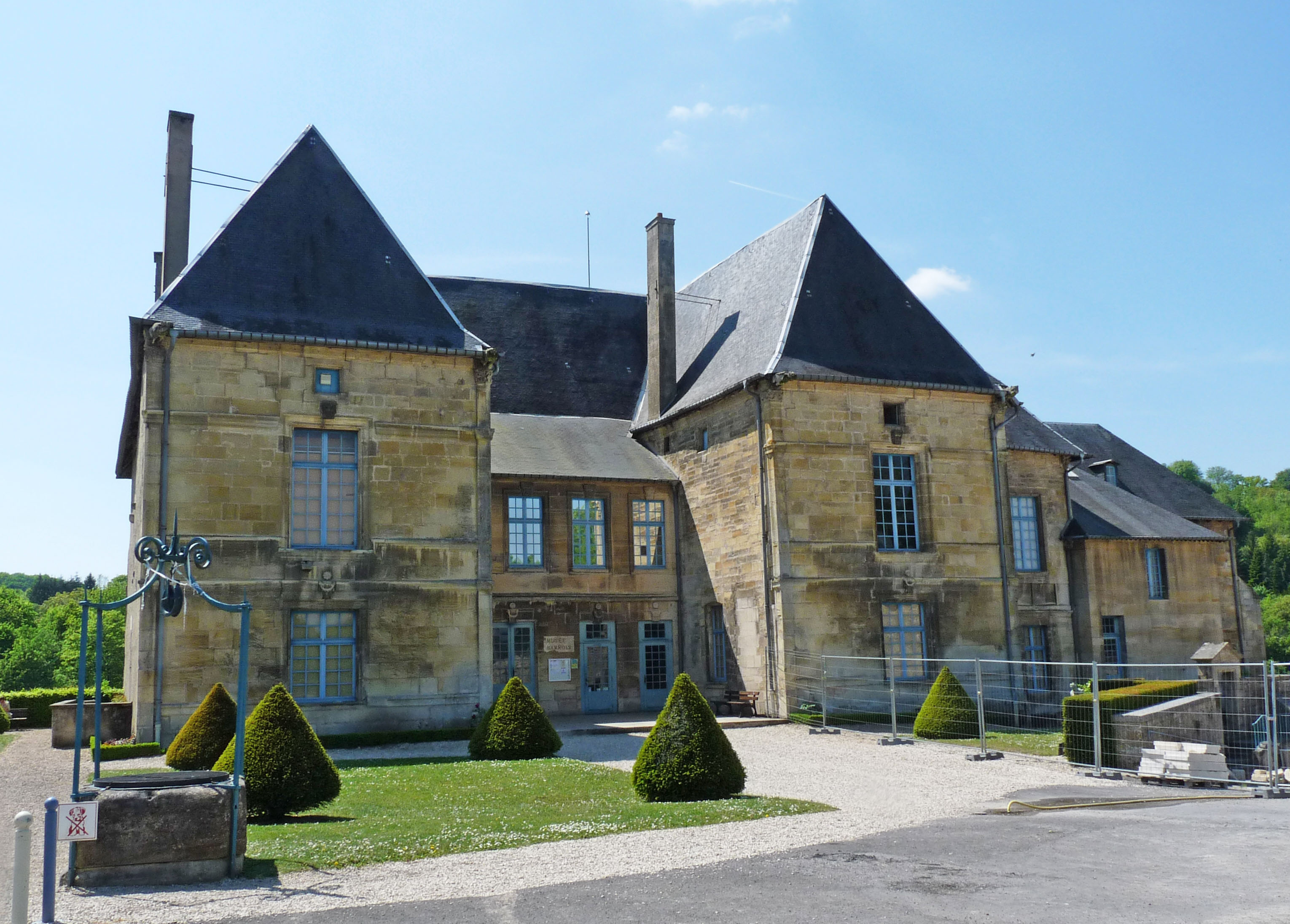
Château des ducs de Bar abritant le Musée Barrois.
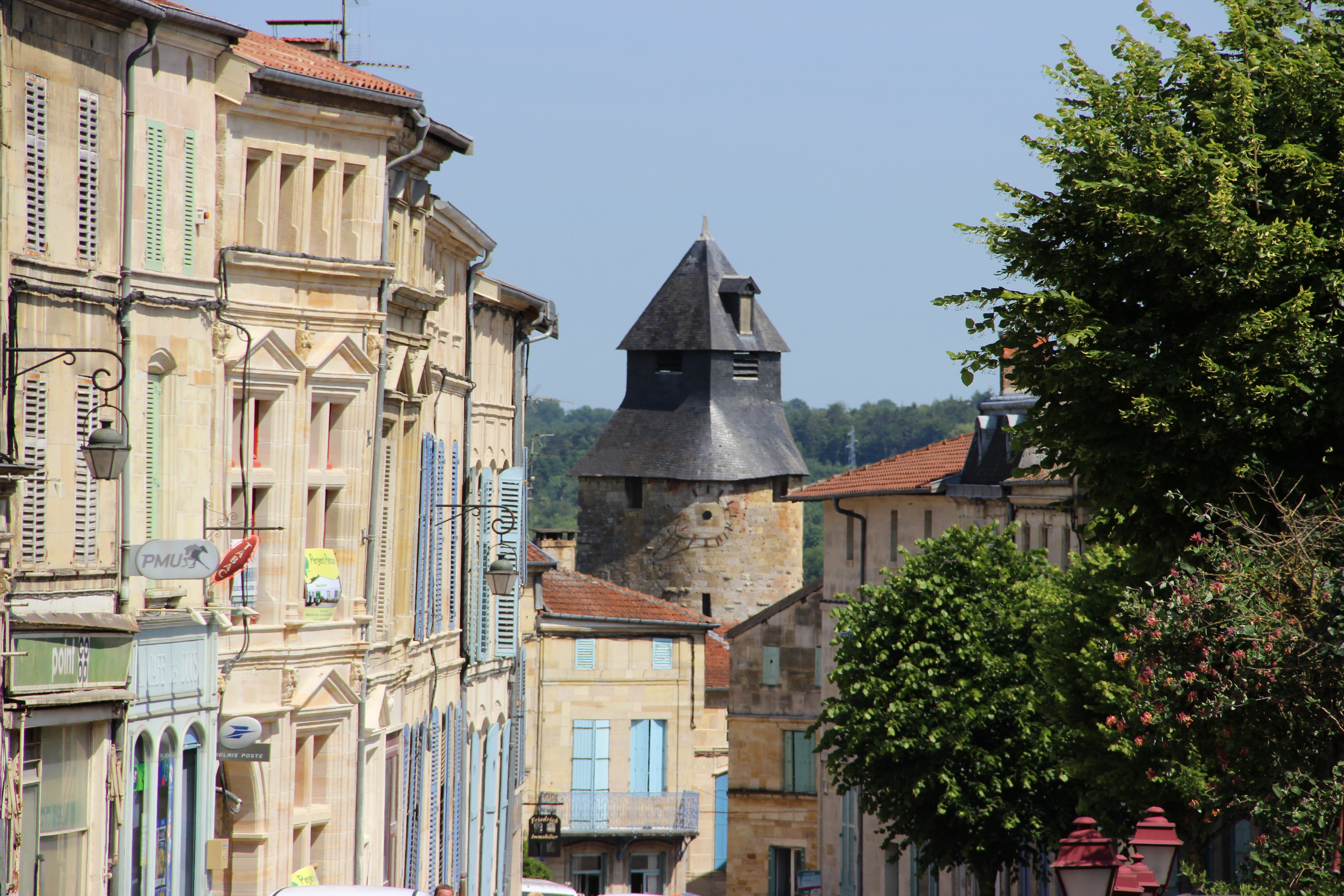
La rue des ducs de Bar.
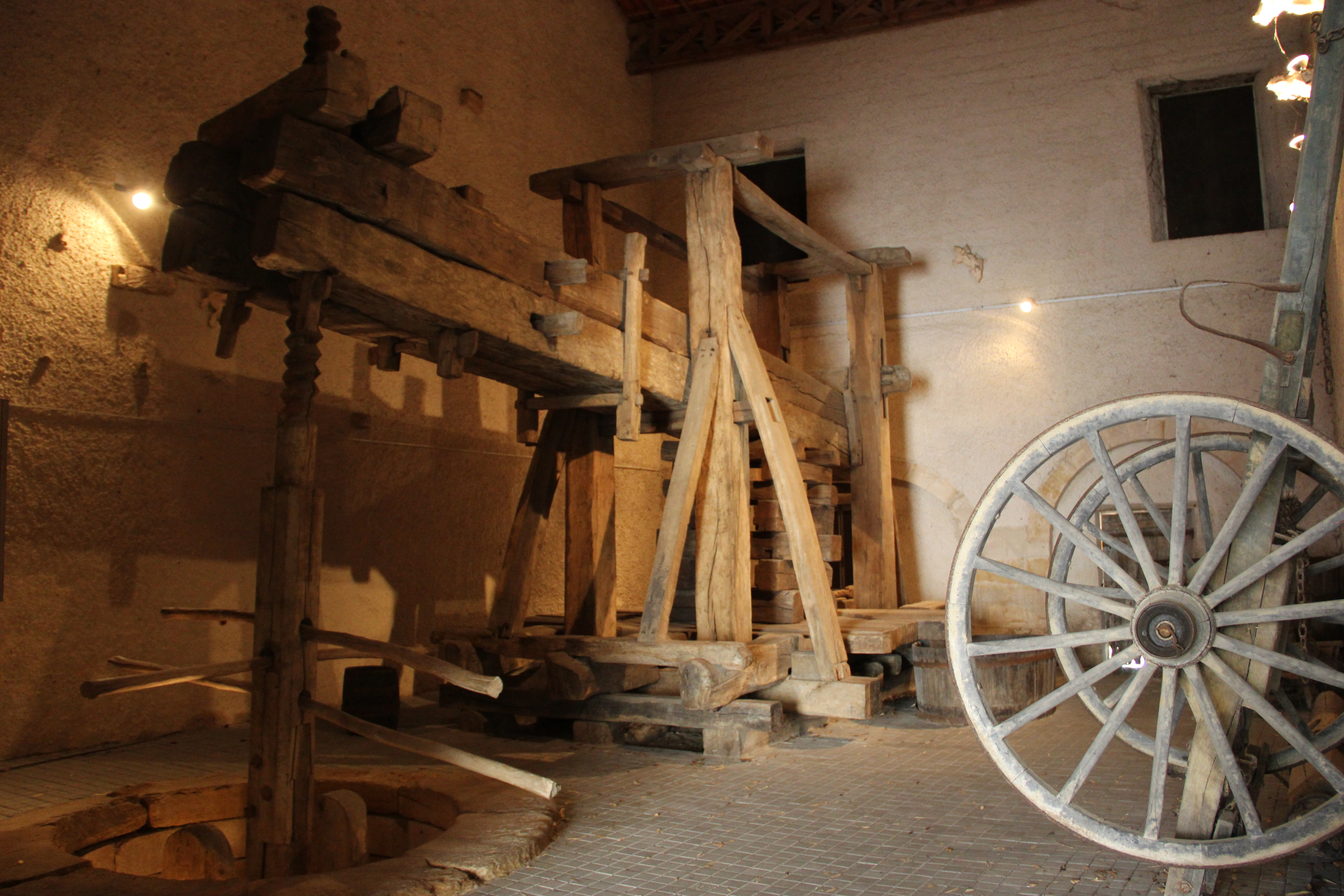
Le Pressoir seigneurial du XVe siècle au n°75.

La rue des Ducs, artère principale de la Ville Haute, est bordée d'hôtels particuliers du XVIe siècle, XVIIe siècle et XVIIIe siècle : l'Hôtel de l'Escale, l'Hôtel de Radouan, l'Hôtel de la Bessière, la Maison de la Gabbe et d'autres immeubles sont classés ou inscrits,. L'Hôtel de Salm, qui traduit la nouveauté du XVIIIe siècle, ferme la perspective de la rue. Sur la place de la Fontaine, face à la Maison Morel du XVIe siècle, se trouve la fontaine érigée par le duc René Ier d'Anjou au XVe siècle, et qui alimentait les habitants en eau potable.
Le château des ducs de Bar situé sur une esplanade au sud de la Ville Haute est en fait le Neuf-Castel construit au XVIe siècle dans l'enceinte du château-fort (ce dernier ayant été détruit avec le reste des fortifications). Composé d'un corps de logis avec deux ailes en retour, il était le siège de la Chambre des comptes du duché de Bar et abrite désormais le Musée Barrois,.

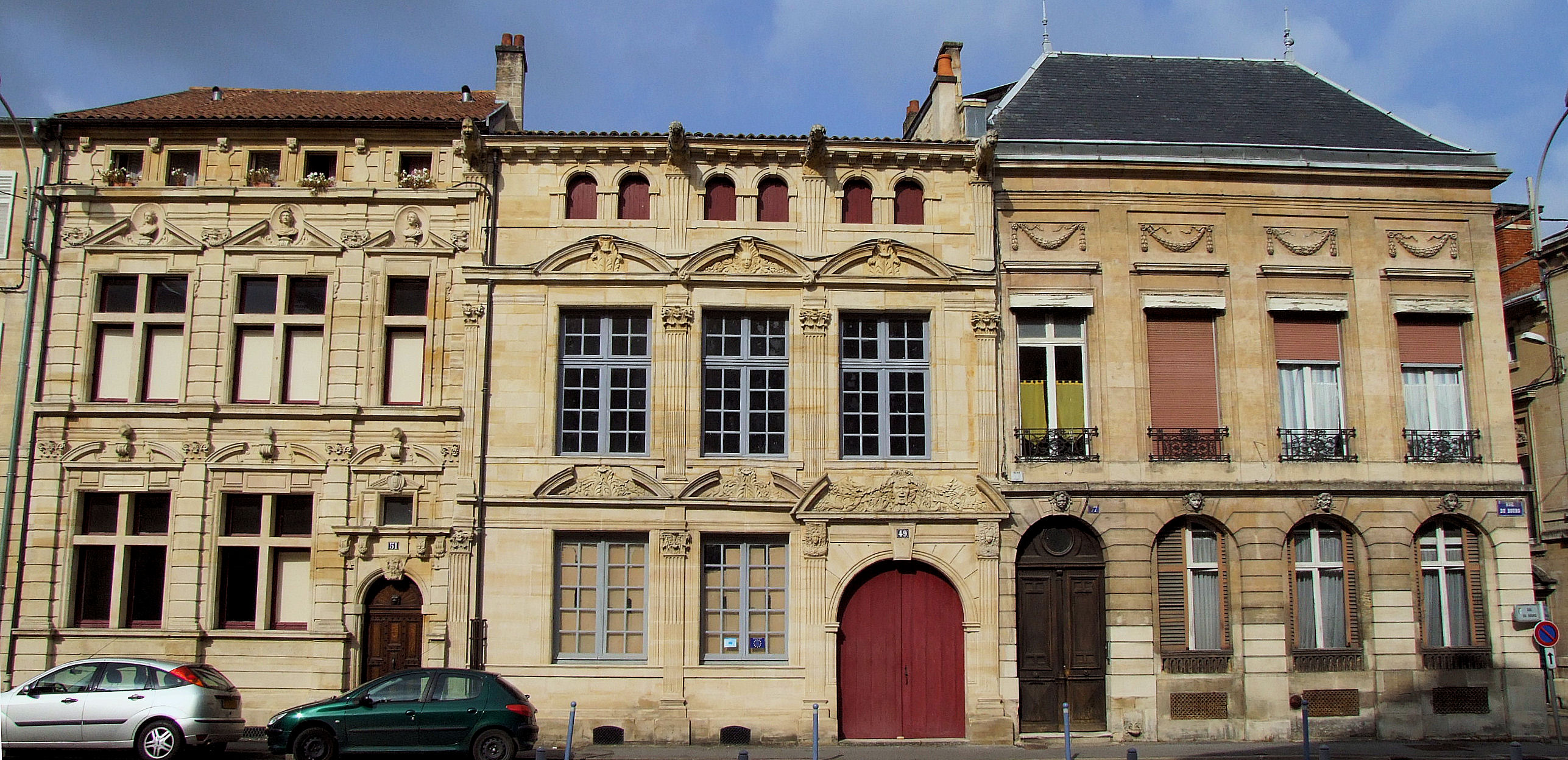
Façades de la rue du Bourg.

En Ville Basse, le quartier du Bourg contient également de belles demeures de style Renaissance. Le collège Gilles de Trèves, construit de 1573 à 1576 et qui assurait l'éducation des enfants de la ville, est qualifié par Montaigne de « plus belle maison de ville qui soit en France ». La rue du Bourg est bordée d'immeubles aux belles façades, dont certains sont classés ou inscrits, comme l'Hôtel de Marne ou la Maison des deux Barbeaux.
L'Hôtel de préfecture de la Meuse est situé sur l'emplacement de l'ancienne commanderie des Antonistes datant du XIVe siècle. La façade de la rue du Bourg, datant du XIXe siècle, est de style néoclassique avec un portique à colonne, tandis que la façade sur la place Reggio, du XXe siècle, est de style néo-Renaissance,. Plus loin, le café des oiseaux possède une façade richement décorée du XIXe siècle reprenant le style Renaissance.

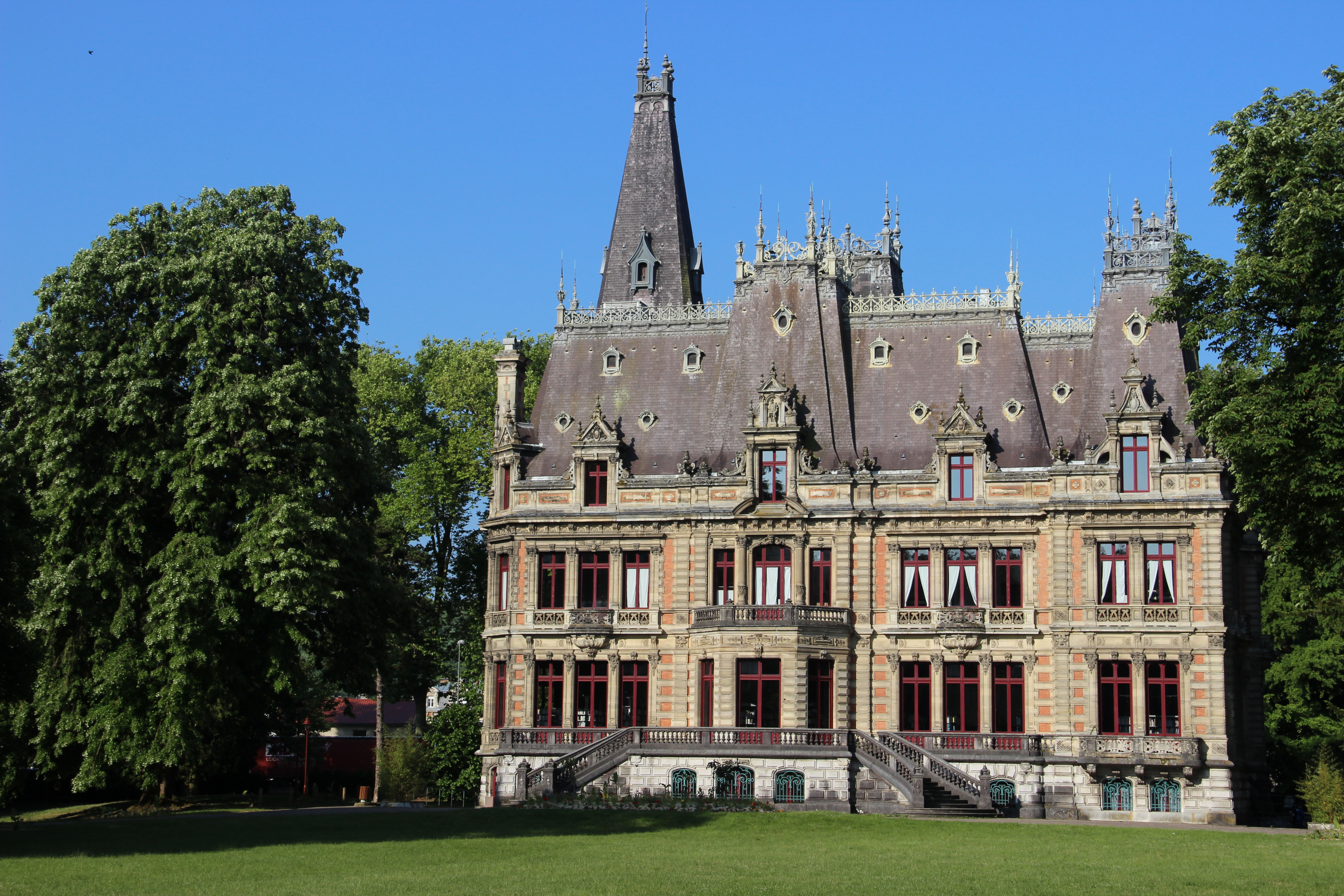
Le château de Marbeaumont.

Le quartier Notre-Dame, dominée par l'église éponyme, est le plus ancien de la ville. À côté de l'église, le prieuré est devenu à partir de 1794 et jusqu'à des temps récents l'hôpital de Bar-le-Duc. Sur la place Exelmans, la statue du maréchal fait face à l'imposant bâtiment de l'ancienne Caisse d'épargne, qui abrite désormais l'Office national des forêts.
Le reste de la ville est certes moins historique avec des maisons plus récentes mais comprend quand même quelques monuments remarquables. Le château de Marbeaumont est construit au début du XXe siècle par l'architecte barisien Jules Renard pour le banquier Paul Varin-Bernier. Le bâtiment mélange les styles Renaissance et Louis XIII en utilisant les principes de construction métallique de Gustave Eiffel. Il est entouré d'un parc où sont plantées des espèces d'arbre rares. Ayant servi de QG au maréchal Pétain durant la Première Guerre mondiale, il abrite aujourd'hui la médiathèque Jean Jeukens. Il est également inscrit au titre des monuments historiques depuis 1980.
L'Hôtel de Ville actuel est l'ancien hôtel particulier du maréchal Oudinot construit en 1803. Le bâtiment, composé d'un corps central et de deux ailes en équerre, est détruit par un incendie en 1813, mais est reconstruit avec l'argent de Napoléon en personne. Le jardin d'agrément est aujourd'hui un parc public dans lequel on peut notamment trouver un kiosque à musique, et un temple circulaire avec dix colonnes doriques appelé « Temple grec de l'Amour ».
La ville possède quelques traces du style art déco. L'ancien magasin Dumas et Pinguet construit après la Première Guerre mondiale en centre-ville en est caractéristique. Le bureau de poste dans le boulevard de la Rochelle comporte des vitraux dans ce style, représentant les différents moyens de transport.

#### Édifices religieux
Bar-le-Duc compte cinq églises et plusieurs chapelles pour le culte catholique. Les communautés protestante et juive ont détenu par le passé un temple et une synagogue, toujours existants aujourd'hui mais non utilisés.
- En Ville Haute, l'Église Saint-Étienne, rue du Paradis  Classé MH (1889)[MH 31] est construite du XIVe au XVIe siècle, et fait alors partie de l'ancienne collégiale Saint-Pierre (puis Saint-Étienne), fondée en 1315[BLD 30]. À l'intérieur, deux œuvres du sculpteur Ligier Richier datant du XVIe siècle attirent l'attention : un ensemble de trois statues de bois de 2 à 3 m de haut appelé « Christ en croix entre les deux larrons »[221], et une statue de pierre de taille humaine appelée « Transi de René de Chalon » ou « Squelette »[222]. À proximité du château se trouvait la collégiale Saint-Maxe, aujourd'hui disparue, qui comprenait une chapelle et la nécropole ducale[BLD 32]. Au XIXe siècle, un couvent des Sœurs dominicaines s'installe sur les fondations de l'ancien château.
- La chapelle Saint-Louis, rue François de Guise de style gothique du XIIIe siècle, est construite et se voit surplombée d'une statue de Notre-Dame de la Protection. Elle sert aujourd'hui d'espace de création contemporaine et d'exposition[JPH 16].
- L'église Notre-Dame, rue Jeanne d'Arc  Classé MH (1981)[MH 32], en Ville Basse, est la plus ancienne église de la ville. Faisant partie d'un ancien prieuré fondé en 1088 par la comtesse de Bar Sophie, sa construction s'étale sur quatre siècles, d'où sa diversité architecturale. Sa flèche est incendiée par la foudre en 1619, et une nouvelle tour surmontée d'un dôme est édifiée à partir de 1728[JPH 17].
- La chapelle-oratoire dédiée à Notre-Dame-de-la-Paix, rue Notre-Dame sur le pont Notre-Dame qui enjambe l'Ornain. Datant du VIe siècle, ce pont est détruit par les Allemands lors de la Seconde Guerre mondiale, puis reconstruit quelques années plus tard[BLD 33].
- L'église Saint-Antoine, rue Oudinot  Classé MH (1989)[MH 33] est édifiée au XIVe siècle et fait partie de l'ancien couvent des ermites de Saint-Augustin. Sa nef, couverte de peintures murales polychromes du XVe siècle, enjambe le canal des usines, une dérivation de l'Ornain[JPH 18].
- L'église Saint-Jean, place Foch de style néo-byzantin, est érigée du XIXe au XXe siècle par l'architecte Ernest Birglin[JPH 19]. Elle ferme la perspective du boulevard de la Rochelle, artère principale du centre-ville[223].
- L'Église Saint-Charles, rue de la Chapelle, dernière église construite dans le quartier de Marbot.
- La chapelle Notre-Dame-de-Lourdes, rue de la Passerelle située dans le quartier de la Libération, est construite au début des années 1960 par le chanoine Monflier. Elle appartient toujours au diocèse de Verdun mais est désacralisée, servant de centre socio-culturel à la ville[224].
- La chapelle du collège privé catholique La Croix, rue Martelot possède également une chapelle, construite en 1882[225].
- La chapelle du lycée impérial Raymond-Poincaré, rue Landry Gillon dont la chapelle est construite entre 1857 et 1860 par l'architecte départemental Charles-Louis Demoget, et sert aujourd'hui de salle polyvalente[MH 34].
- La chapelle Saint-Joseph des Chênes, D 146.
- La synagogue, quai Sadi Carnot[MH 35], de style mauresque, est construite de 1871 à 1872 par l’architecte Charles Demoget. Dans la rosace de la façade avant figure une étoile de David, tandis que le mur-pignon est couronné par les tables de la Loi[JPH 19]. Après la Seconde Guerre mondiale, la communauté juive est devenue trop petite pour qu'elle soit encore utilisée comme lieu de culte[198]. Il existe un petit cimetière israélite datant du XIXe siècle, en lisière de forêt, qui comporte 126 tombes. Celui-ci a été vandalisé le 29 octobre 2010, lors des fêtes d'Halloween, et 49 tombes ont été profanées[226].
- Le temple protestant, rue du Gué de style roman, est inauguré le 25 mai 1862[JPH 19]. Faute de moyens pour l'entretenir, il est vendu en 1997[199]. Après deux ans et demi de travaux, il est transformé en gîte en 2015[227]. Une grande bâtisse sert aujourd'hui à la fois de lieu de culte et de presbytère à la communauté[228].

Plusieurs monuments de la ville sont dédiés à la mémoire des morts des différents conflits qui ont frappé la commune. Le monument aux morts de la Première Guerre mondiale est érigé en 1925 au bout du boulevard de la Rochelle, devant l’Église Saint-Jean. Il figure une femme symbolisant la patrie victorieuse surplombant un groupe de poilus. Un monument en mémoire des dix-huit fusillés de la Seconde Guerre mondiale est élevé dans le quartier de la Fédération. Une nécropole nationale regroupe les tombes de 3 195 soldats de différentes nationalités, majoritairement français, tombés lors de la Grande Guerre. Le cimetière civil Sainte-Marguerite est créé en 1851, par transfert de l'ancien cimetière. Il contient de très belles sculptures de la deuxième moitié du XIXe siècle, généralement des commandes des familles auprès des artistes reconnus du département.

Édifices religieux
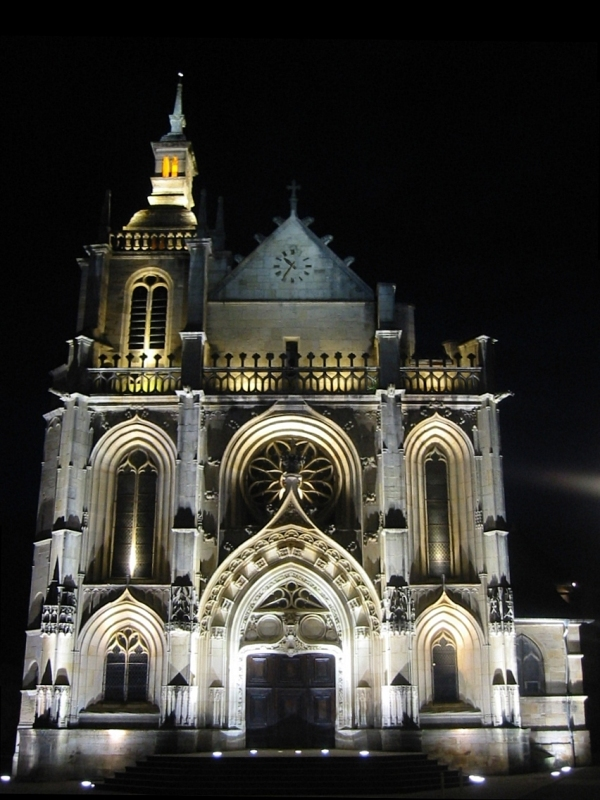
L'église Saint-Étienne.
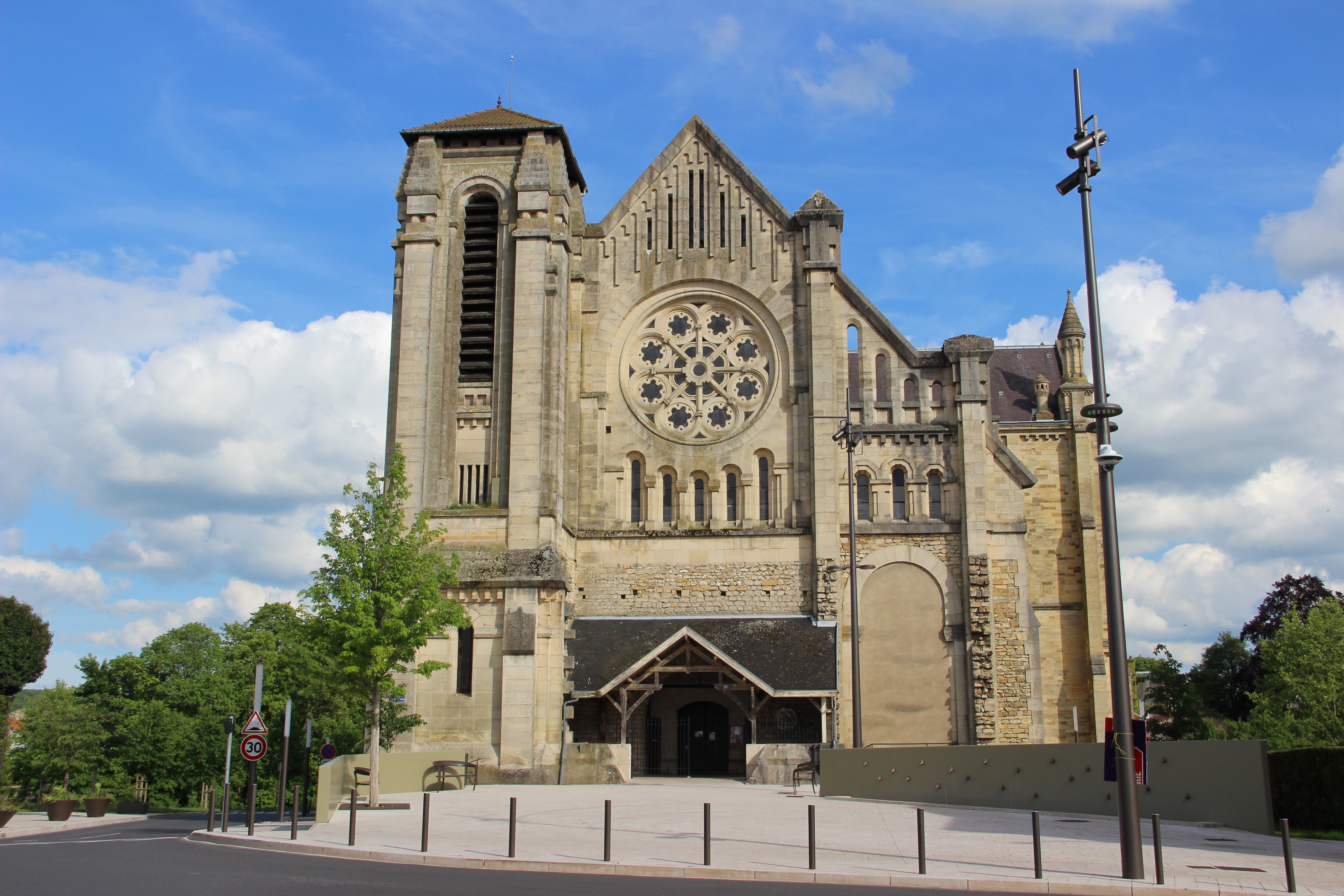
L'église Saint-Jean.
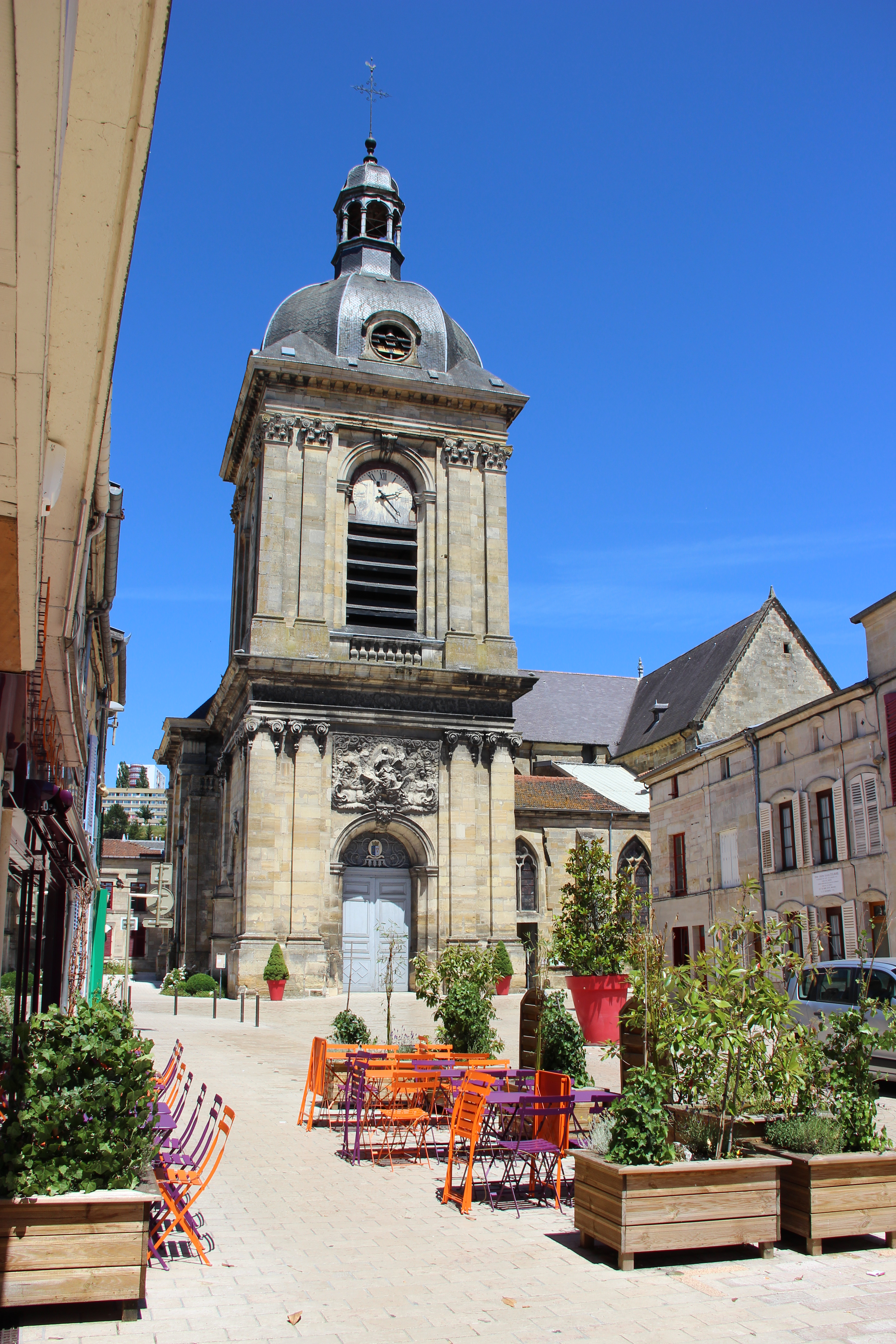
Église Notre-Dame.
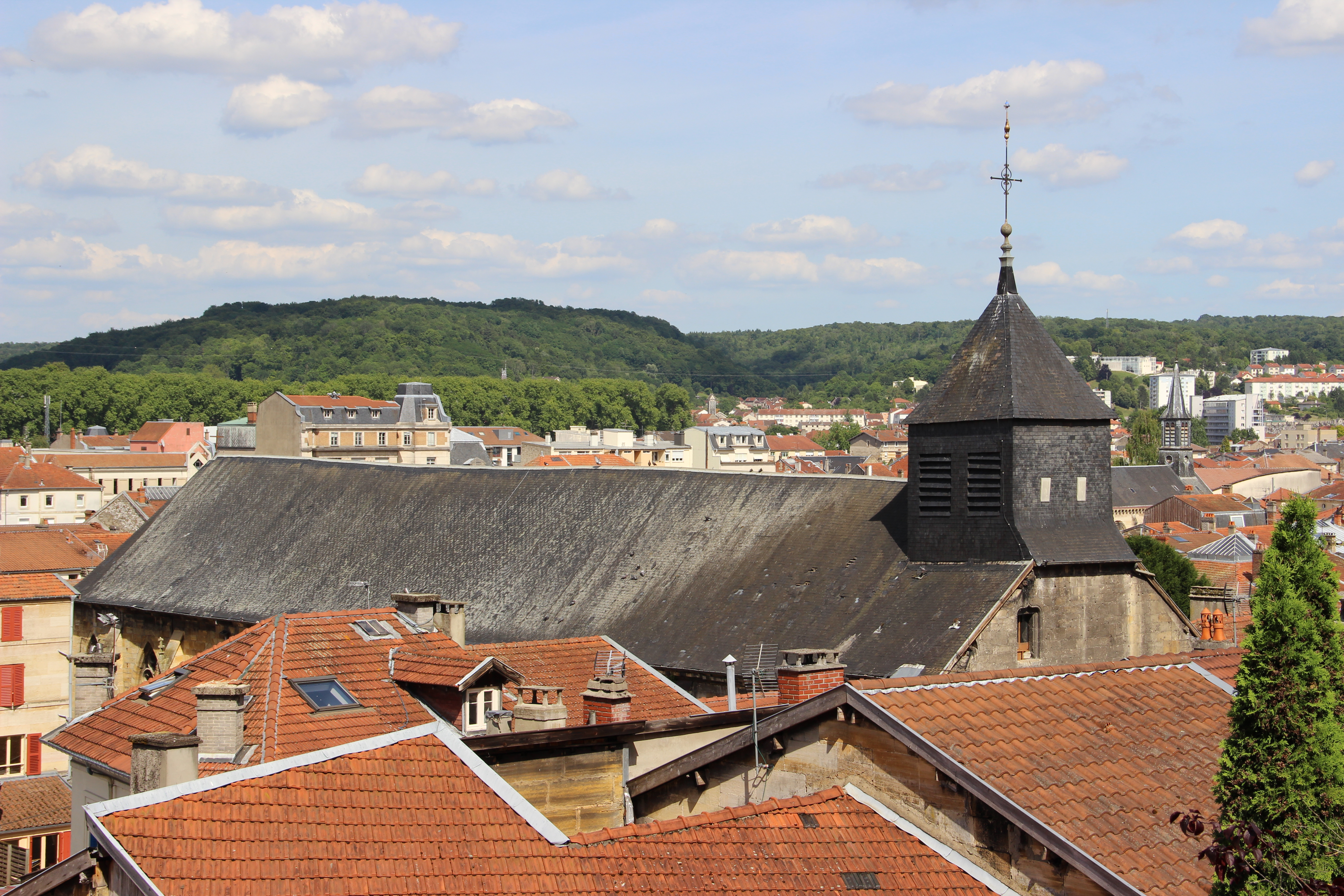
Église Saint-Antoine.
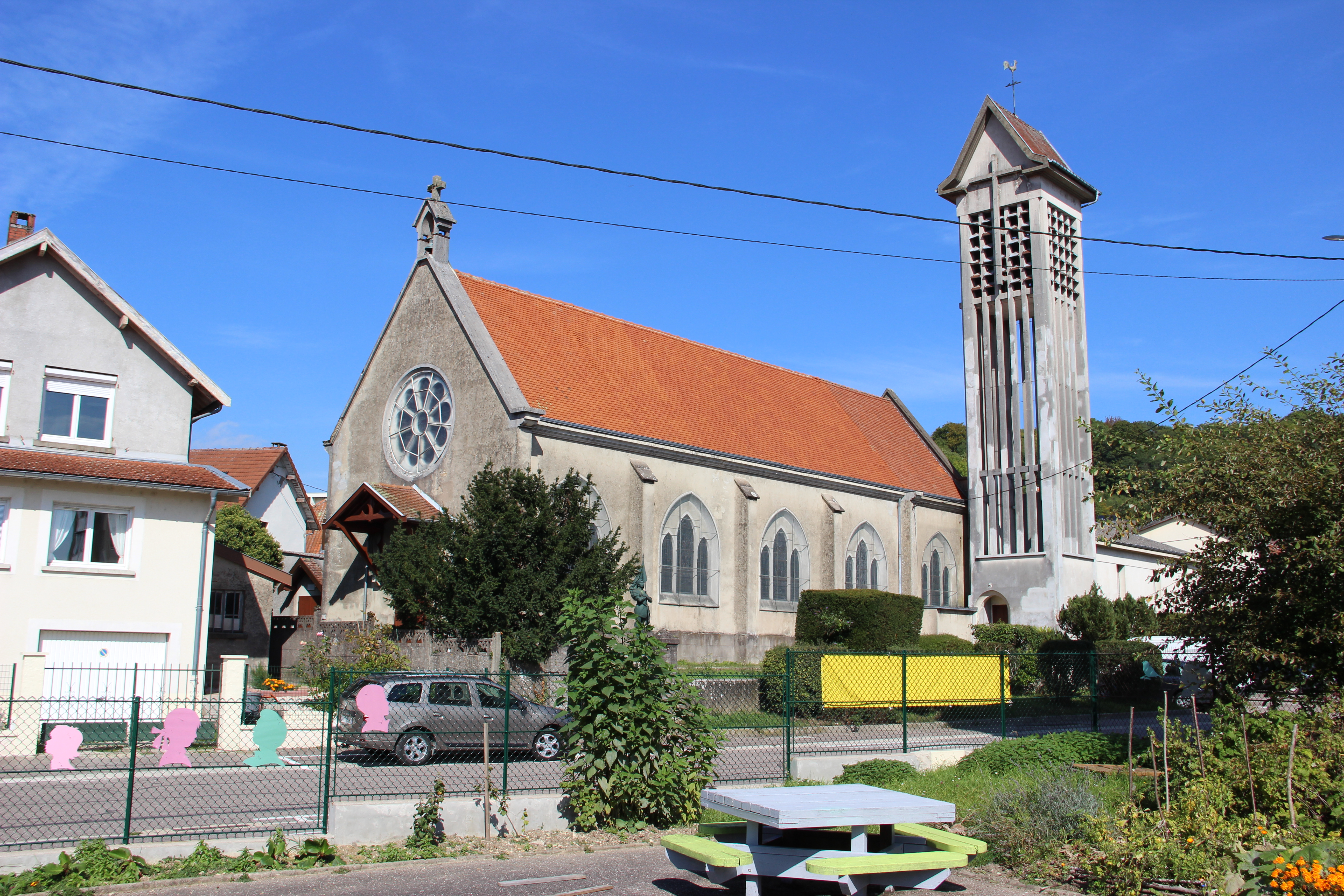
Église Saint-Charles.
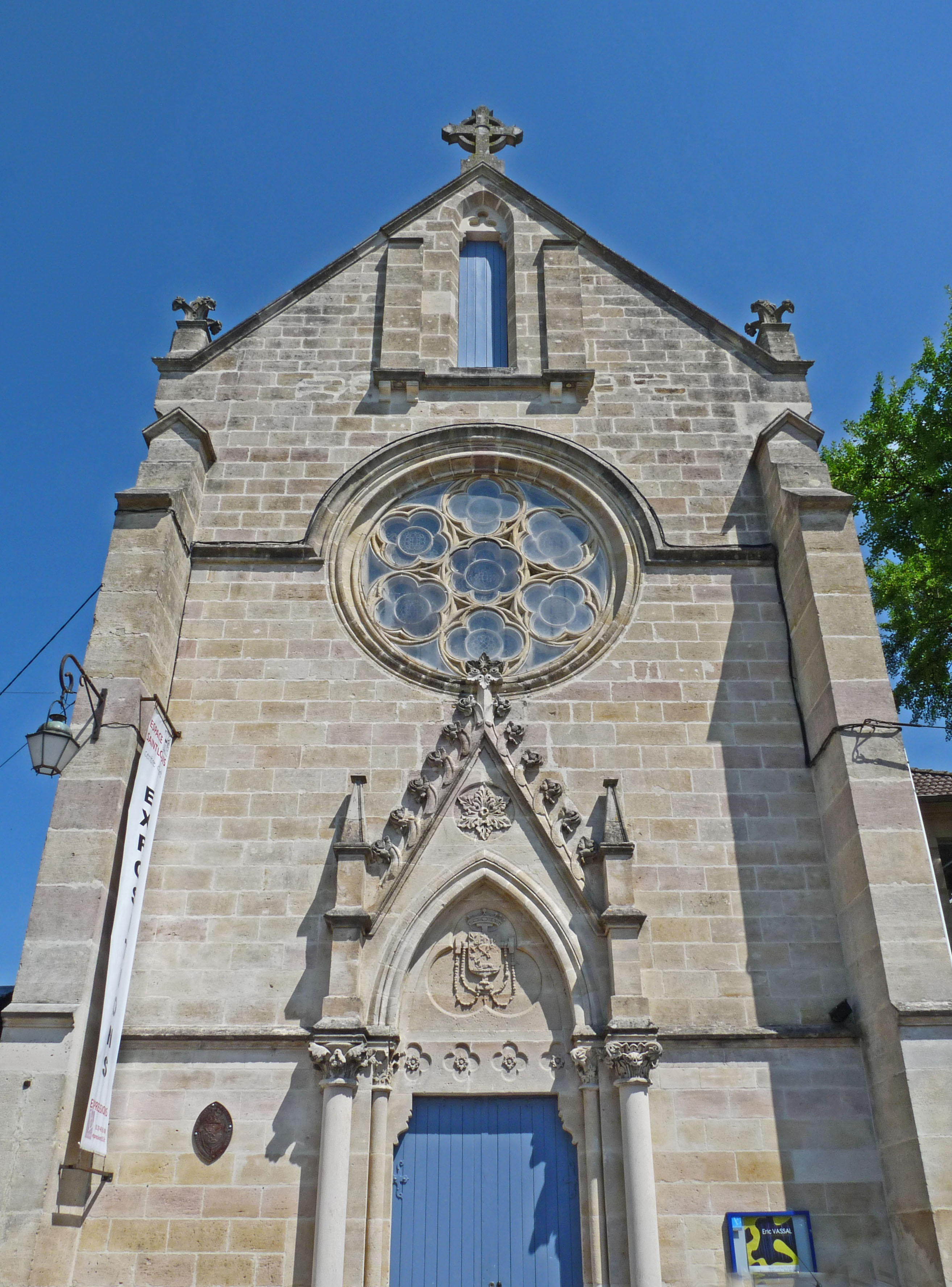
Espace Saint-Louis (ancienne chapelle).
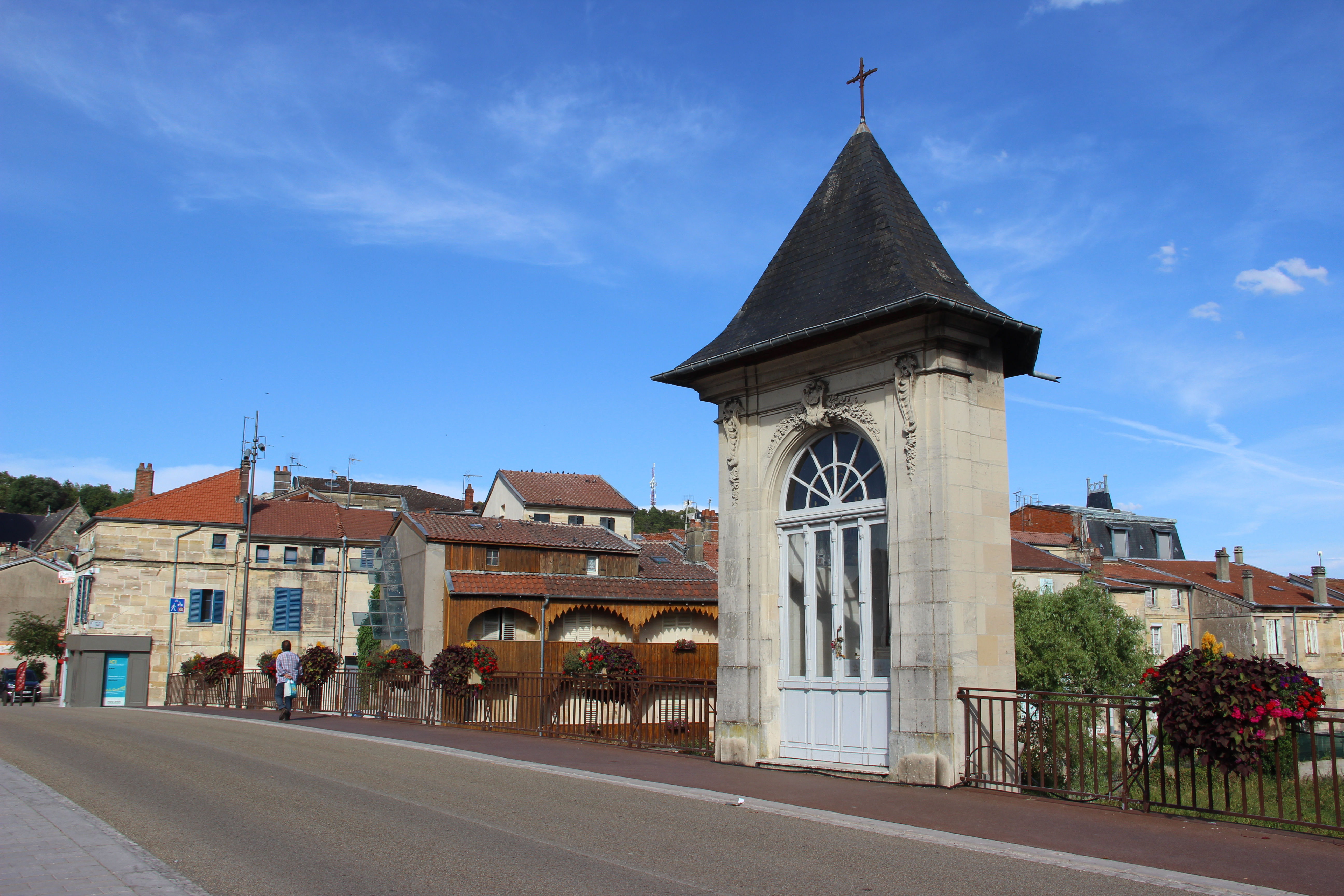
Chapelle-oratoire Notre-Dame-de-la-Paix.
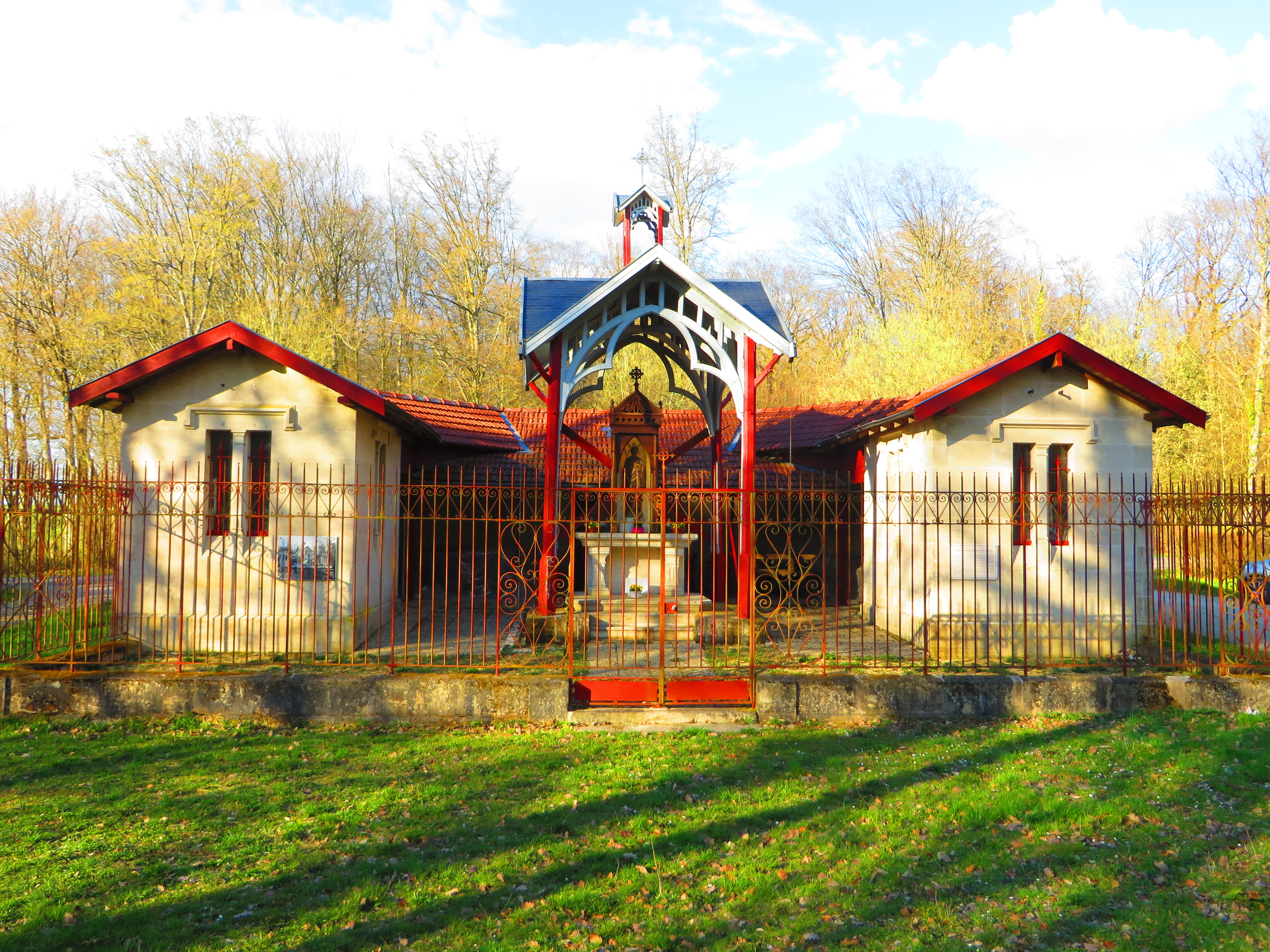
Chapelle Saint-Joseph du Chêne.
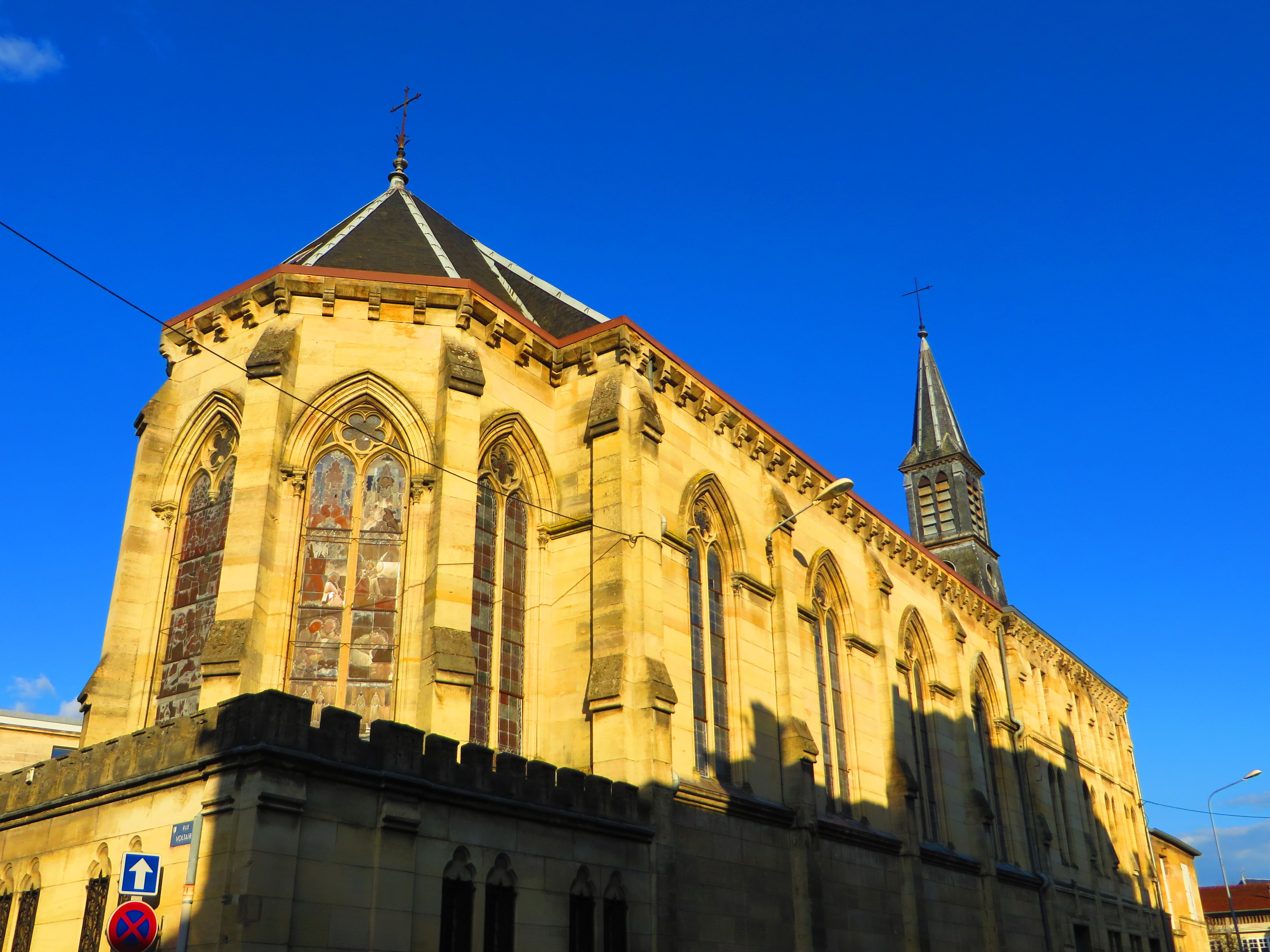
Chapelle Sainte-Croix du lycée La Croix.
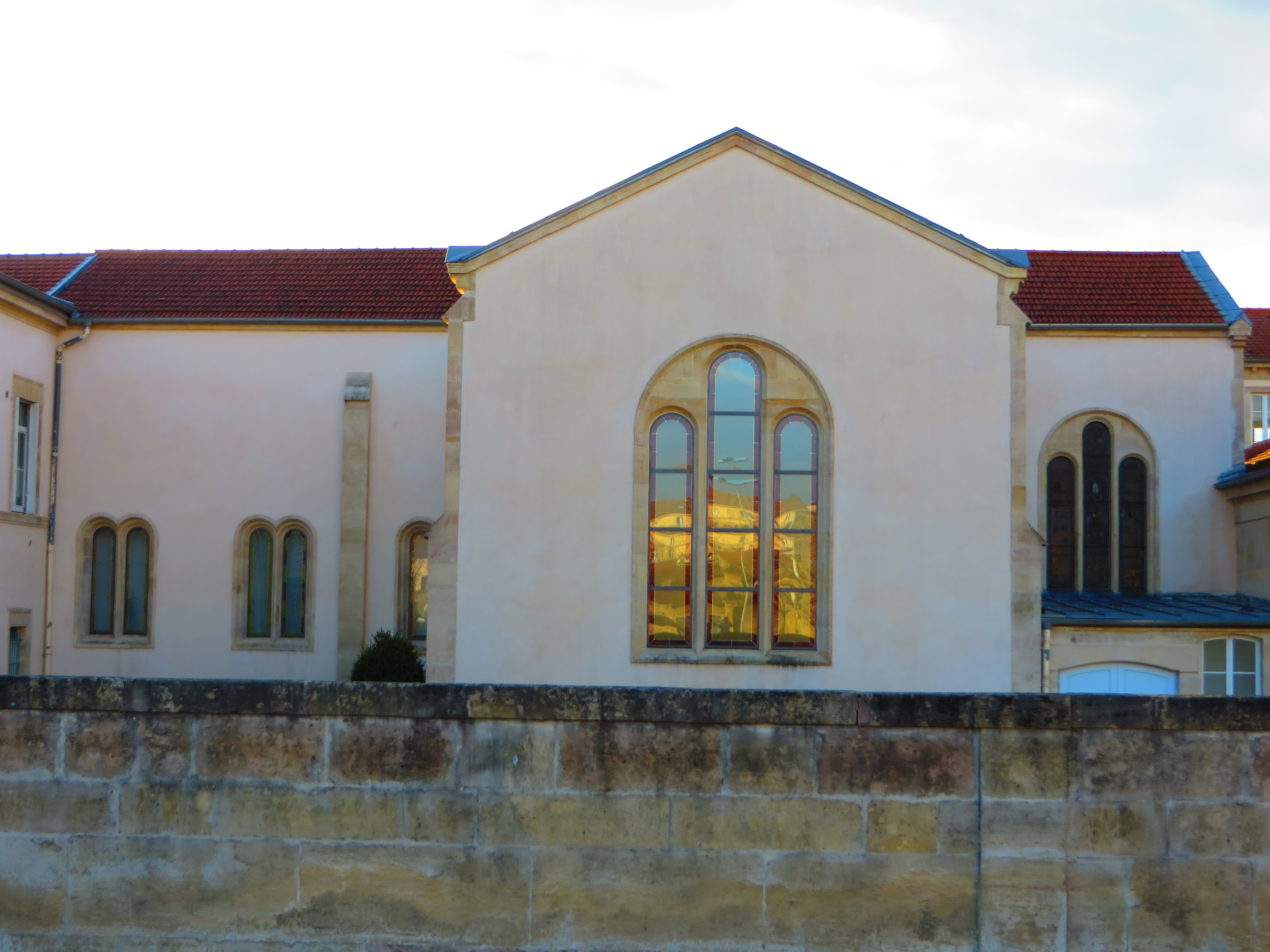
Ancienne chapelle du lycée Raymond-Poincaré.
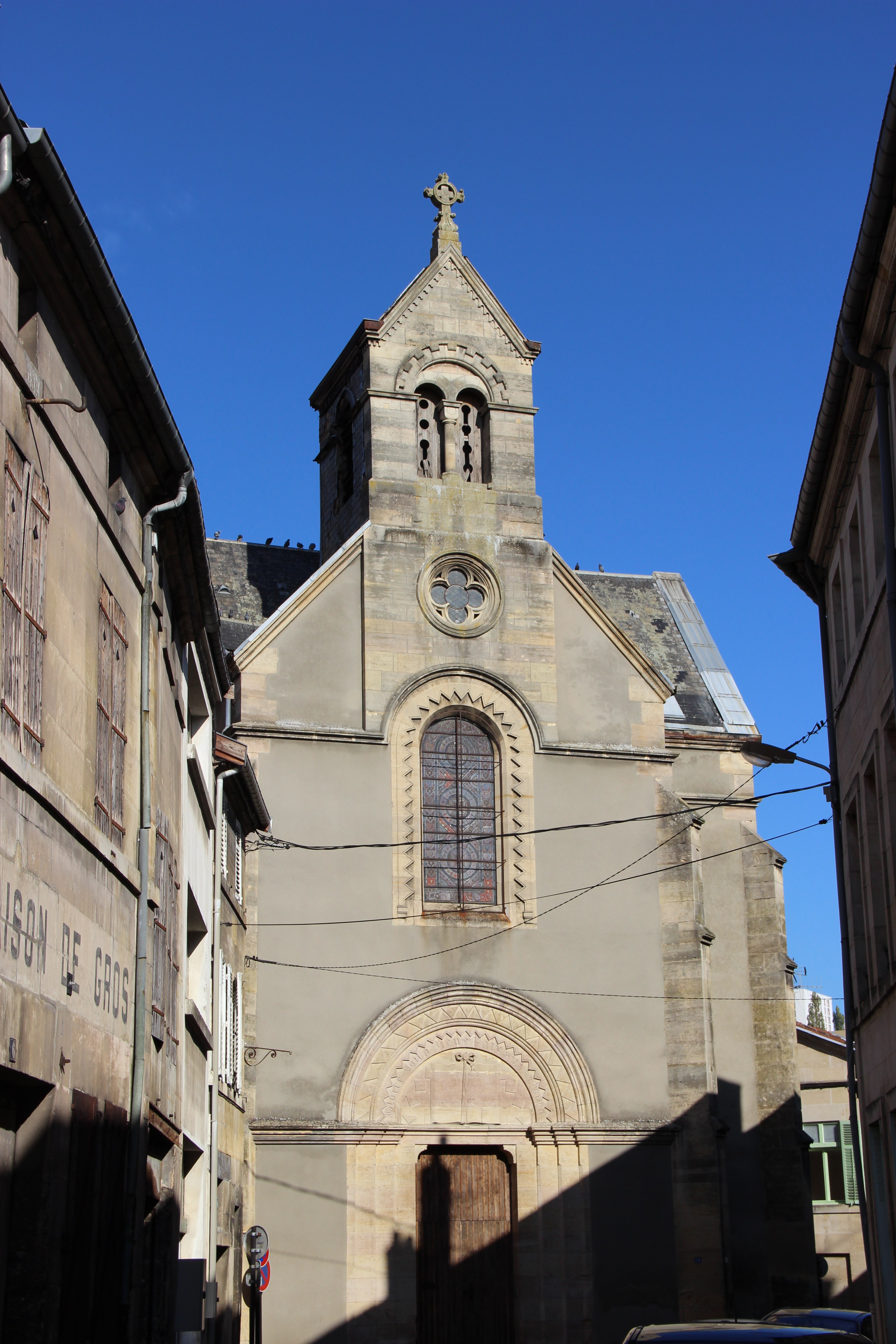
Temple protestant réformé.
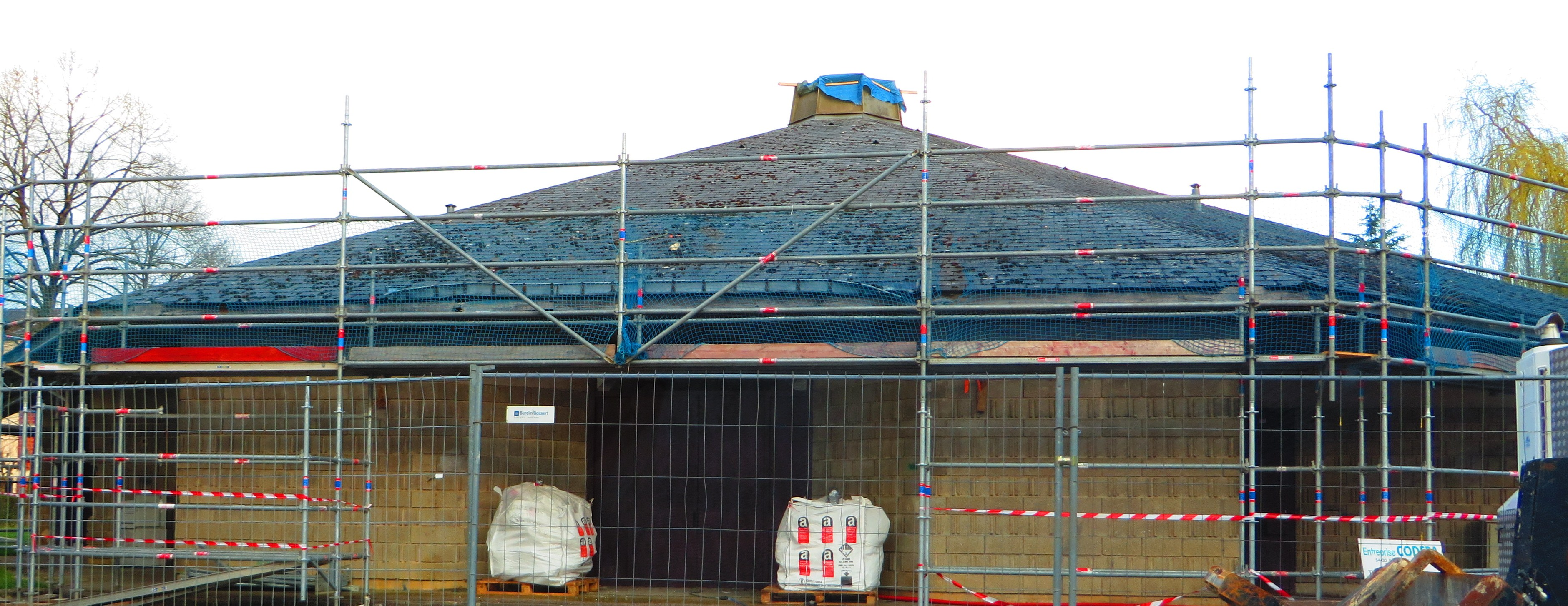
Ancienne chapelle Notre-Dame-de-Lourdes.
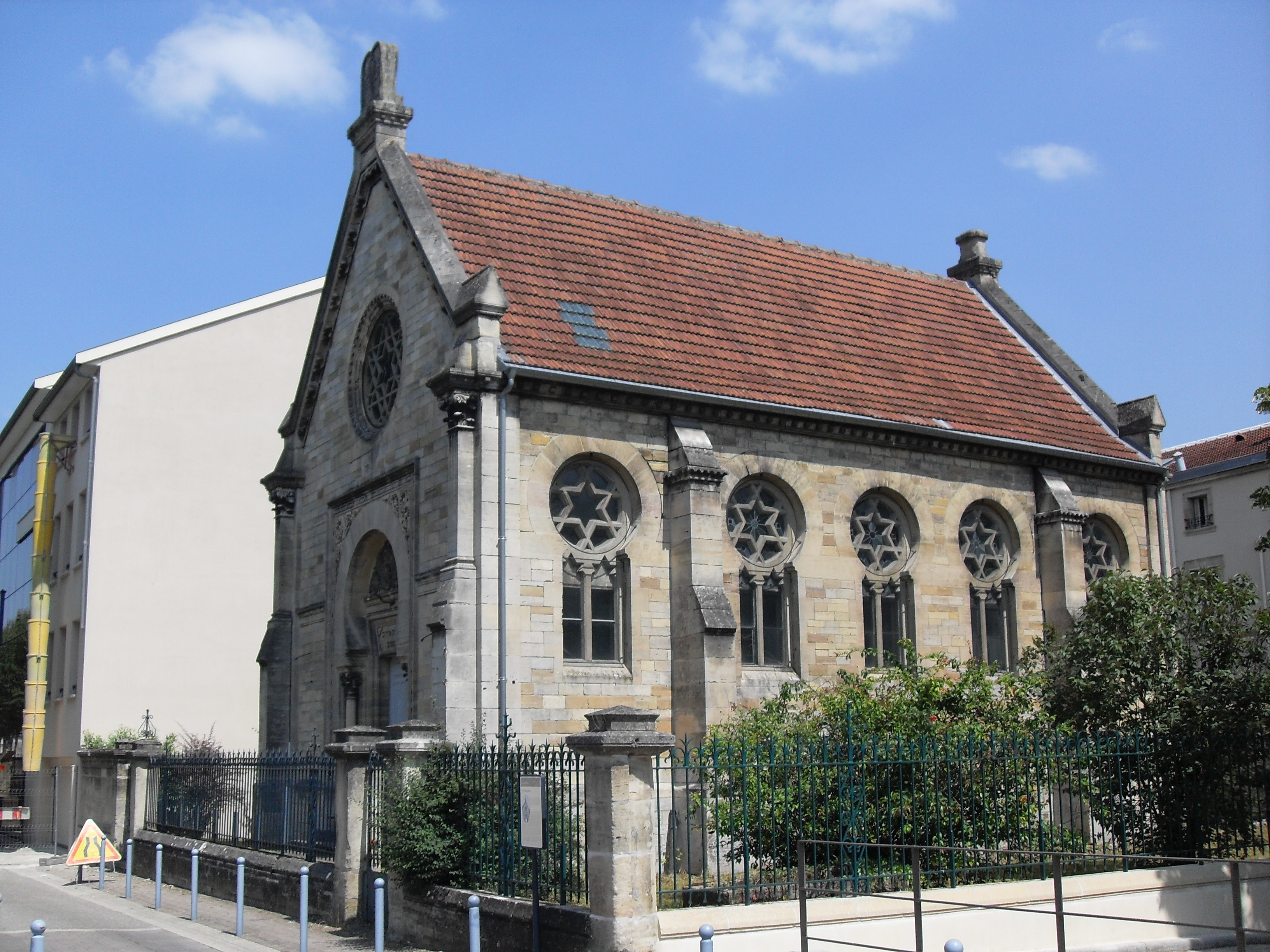
La synagogue de Bar-le-Duc.

### Patrimoine naturel

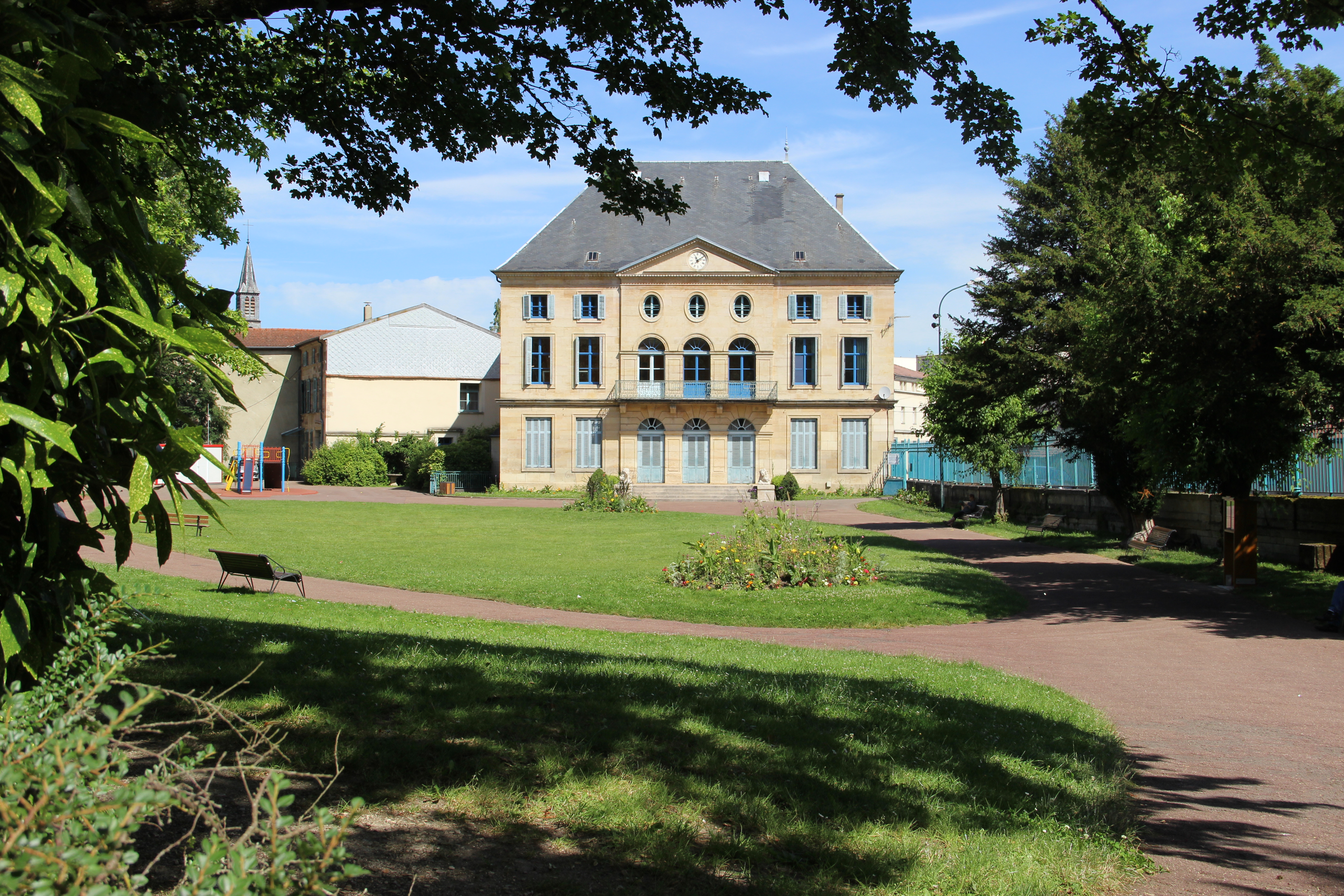
Parc de l'Hôtel de ville, avec la façade arrière de ce dernier au fond.

Bar-le-Duc est récompensée de trois fleurs au concours des villes et villages fleuris.
La ville possède plusieurs espaces verts. Le parc de Marbeaumont, à l'anglaise, entoure le Château de Marbeaumont. Il contient des essences rares et imposantes comme le séquoia, le ginkgo ou le fau de Verzy, unique spécimen du département. Le jardin du château des ducs de Bar, à la française, est un petit ensemble composé de massifs de buis et d'ifs taillés.
Le parc de l'hôtel de ville, à l'anglaise, s'étend depuis 1805 sur 2 hectares derrière l'ancien hôtel particulier du maréchal Oudinot. Il est composé d'un espace de jeu pour les enfants, d'un kiosque à musique pour les concerts de plein-air, d'une salle des fêtes pour de petits évènements, et d'un temple circulaire avec dix colonnes doriques appelé « Temple grec de l'Amour ». Le canal des usines passe à travers le parc. On peut y trouver une sculpture en bronze Hydrorrhage, réalisée entre 1970 et 1975 par le sculpteur meusien Jean-Robert Ipoustéguy.
Au nord de la commune, la forêt de Massonge s'étend sur près de 1 200 hectares entre les communes de Bar-le-Duc, Behonne, Vavincourt, Les Hauts-de-Chée, Chardogne et Fains-Véel.
Au sud de la commune, la forêt domaniale du Haut-Juré s'étend sur 1 136 hectares sur le plateau entre les vallées de la Saulx et de l'Ornain. Le hêtre couvre 45 % de la surface et le chêne 35 %, le reste est occupé par des essences feuillues précieuses (alisier torminal, merisier…). On y trouve un parcours de santé, une aire de pique-nique et une aire de jeux. La forêt est en fait un regroupement de quatre forêts ordonné par le roi le 24 février 1846 : le Juré de Bar, le Chesne, Javart et les Hayes-Rémy, respectivement situées sur les territoires de Bar-le-Duc, Montplonne, Brillon-en-Barrois et Bazincourt-sur-Saulx. Le mot « juré », spécifique au Barrois, signifie « une partie de la forêt défendue par une réglementation spéciale ». Appartenant aujourd'hui à l'État, la forêt est gérée par l'Office national des forêts.

### Patrimoine culturel

#### Équipements culturels

Théâtre de Bar-le-Duc.

Après le Théâtre Nouveau, inauguré en 1900, successivement renommé Théâtre Jeanne d'Arc puis Théâtre des Bleus de Bar jusqu'à sa fermeture en 2002, Bar-le-Duc dispose d'un théâtre de 400 places inauguré en octobre 2005, qui abrite l'ACB (Action Culturelle du Barrois), scène nationale. La programmation y est éclectique, présentant concerts, pièces de théâtre, opéras, lectures, spectacles de cirque, de danse, d'humour ou de marionnettes. La saison 2014/2015, d'octobre à juin, prévoit 33 spectacles et 4 expositions. D'autres structures permettent d'accueillir concerts, spectacles et expositions. Le Hall des brasseries est une halle polyvalente de 3 600 m2 pouvant accueillir 2 500 personnes, et qui est utilisée pour les évènements nécessitant un grand espace : foires, salons, vide-greniers, et manifestations diverses. La salle Dumas est une salle polyvalente pouvant accueillir 650 personnes. La salle des fêtes du parc de l'hôtel de ville peut accueillir 200 personnes. La salle Couchot est une ancienne chapelle transformée en salle polyvalente de 100 places, utilisable pour des conférences ou des vins d'honneurs. L'espace Saint-Louis est une ancienne chapelle utilisée par l'association Expressions pour mettre en valeur l'art contemporain.
Le centre d'initiation musicale (CIM) est le conservatoire à rayonnement communal (CRC) de la ville. Il permet aux élèves, enfants ou adultes, d'apprendre à jouer d'un instrument de musique, et à pratiquer le chant ou la danse. Son auditorium permet également d'organiser des concerts. Le conservatoire accueille des formations musicales diverses, dont l'orchestre d'harmonie municipal, fondé il y a 110 ans.

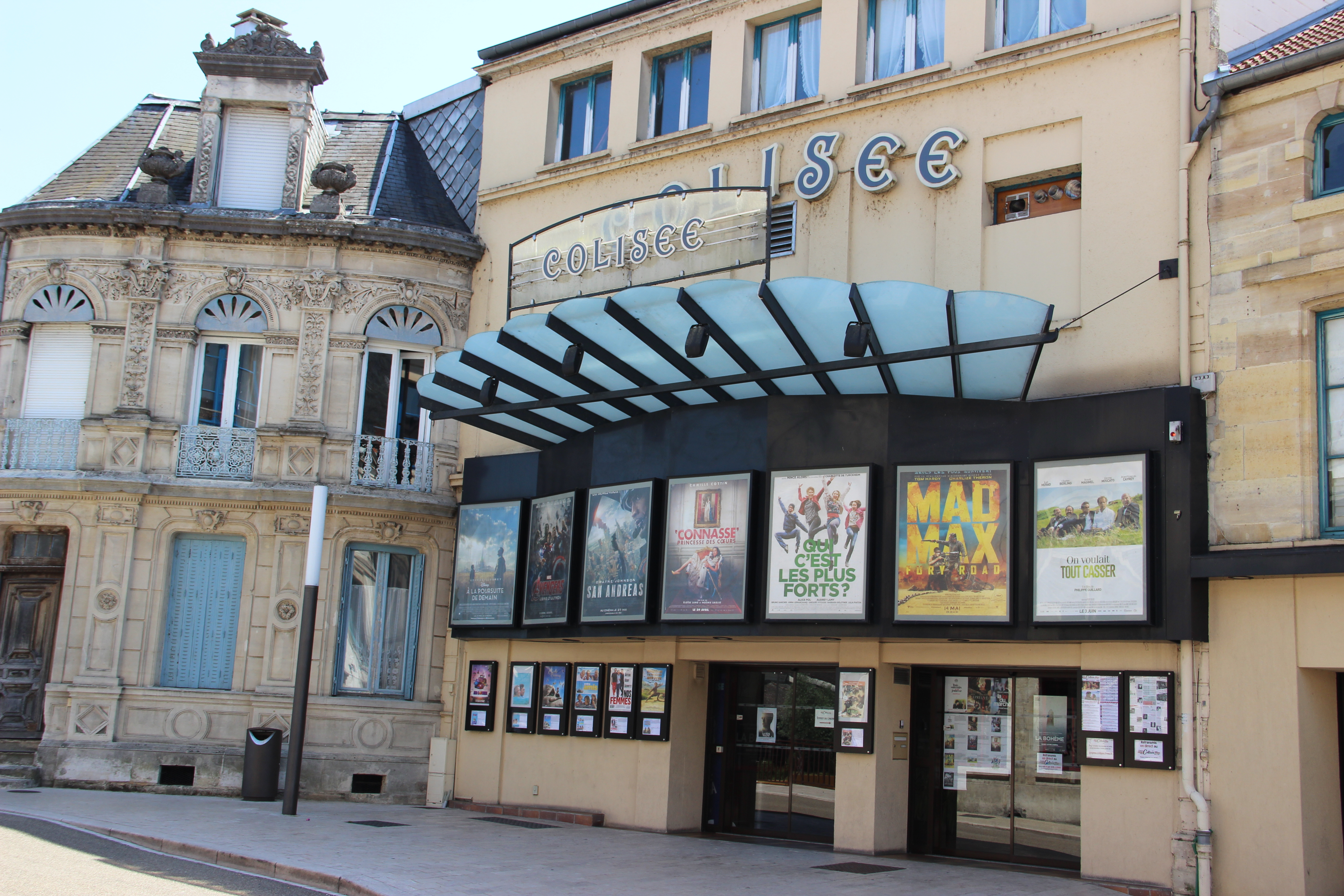
Cinéma Colisée Confluences (renommé en 2017).

La médiathèque Jean-Jeukens est située dans le château de Marbeaumont. Elle propose plus de 180 000 documents (livres, BD, revues, musique, films) dont plus de 90 000 en accès libre, répartis dans trois espaces : adulte, jeunesse et discothèque. Le fonds patrimonial consiste en 65 000 livres imprimés anciens, 880 manuscrits, 400 titres de périodiques anciens, des documents iconographiques (cartes, plans et estampes), et 500 livres imprimés à la Renaissance.
Le Musée Barrois existe depuis 1841, il est alors situé dans l'Hôtel de Florainville avant d'intégrer le château des ducs de Bar en 1974. Depuis 2003, il est labellisé Musée de France. Les collections se sont enrichies au cours des années des dons de particuliers et de l’État, ainsi que de l'intégration de collections privées locales. Le musée permet de découvrir l'histoire locale de l'antiquité à la Renaissance, ainsi que des sculptures lorraines, des peintures de la Renaissance au XXe siècle, et une grande collection ethnologique provenant d’Asie, d’Afrique, d’Océanie et d’Amazonie. En 2013, le musée a fait 10 159 entrées.
Les archives départementales de la Meuse sont situées dans la commune depuis leur création en 1796. Hébergées au départ en centre-ville, elles ont déménagé au printemps 2010 dans un nouveau bâtiment construit spécifiquement pour cet usage en périphérie de la ville. Les documents conservés représentent un volume total de 1 400 m3, soit un poids de 670 tonnes et 17 km de rayonnages. Le plus ancien document date du Xe siècle et le plus récent est le journal du jour.
Le Colisée était le seul cinéma de Bar-le-Duc et ses environs. Initialement en centre-ville, comptait cinq salles d'une capacité totale de 598 places et pouvait diffuser des films en 3D. Il retransmettait également des opéras et des ballets en direct des plus belles scènes françaises et internationales. À la suite de son rachat par le groupe Confluences en 2016, un complexe cinématographique Colisée Confluence est construit en périphérie. Ce nouveau complexe, doté de cinq salles pour 760 sièges, ouvre le 16 décembre 2020. L'ancien cinéma Le Colisée, quant à lui, est aujourd'hui à l'abandon.
L'association du Chemin de fer historique de la Voie sacrée (C.F.H.V.S.) mène le projet depuis 1993 de remettre en place une partie du chemin de fer Le Meusien. Ce dernier, appelé également Le Varinot du nom de son constructeur Charles Varinot, reliait Bar-le-Duc Verdun et a joué un rôle prépondérant dans le ravitaillement du front de la bataille de Verdun de 1916 lors de la Première Guerre mondiale. Une ancienne locomotive du Meusien, la 031T C.M. no 26 Suzanne, est retrouvée en Baie de Somme en 1980 puis restaurée par des bénévoles.
La voie ferrée à l'écartement métrique fut reposée en 2016 en forêt de Massonge sur 4 km de l'ancienne ligne reliant Bar-le-Duc à Verdun. La gare de départ du train touristique est située en bordure de la ville dans le quartier de la Fédération, la gare terminale est elle située sur la commune de Vavincourt au lieu-dit de Saint-Christophe. La Suzanne a retrouvé les rails de la Voie Sacrée ferroviaire en août 2016 pour une série d'essais, elle a ainsi pu participer à deux spectacles avec comme thème le départ au front des poilus en septembre 2016 et septembre 2017 dans le cadre des commémorations du centenaire de la Grande Guerre.

#### Bar-le-Duc dans les arts et la culture
En 1926, la ville est citée à plusieurs reprises dans le roman Sous le soleil de Satan de Georges Bernanos. Ce dernier écrivit ce premier roman lors de son séjour dans la ville de 1924 à 1926.
En 1934, l'histoire du film français Le Train de 8 heures 47 de Henry Wulschleger se déroule à Bar-le-Duc. Le film est une adaptation du roman éponyme de 1888 de Georges Courteline. Ce dernier a fait son service militaire dans la ville en 1879 dans le 13e régiment de chasseurs à cheval. Dans le film, Fernandel emprunte les escaliers menant du centre-ville à la Ville Haute, appelés « Les 80 degrés ».
En 1945, la ville est citée plusieurs fois dans le roman L'Âge de raison de Jean-Paul Sartre.
En 1952, l'intrigue du film américain What Price Glory de John Ford se déroule en partie à Bar-le-Duc durant la Première Guerre mondiale. Le film est un remake du film muet en noir et blanc de 1926 Au service de la gloire de Raoul Walsh.
En 2004, la commune est citée dans le film français Un long dimanche de fiançailles de Jean-Pierre Jeunet.
En 2010, la ville est citée dans le roman Le Wagon d'Arnaud Rykner.
En 2013, la cité ducale apparaît dans le contenu téléchargeable « Apocalypse » du jeu vidéo Call of Duty: Black Ops II.

### Gastronomie

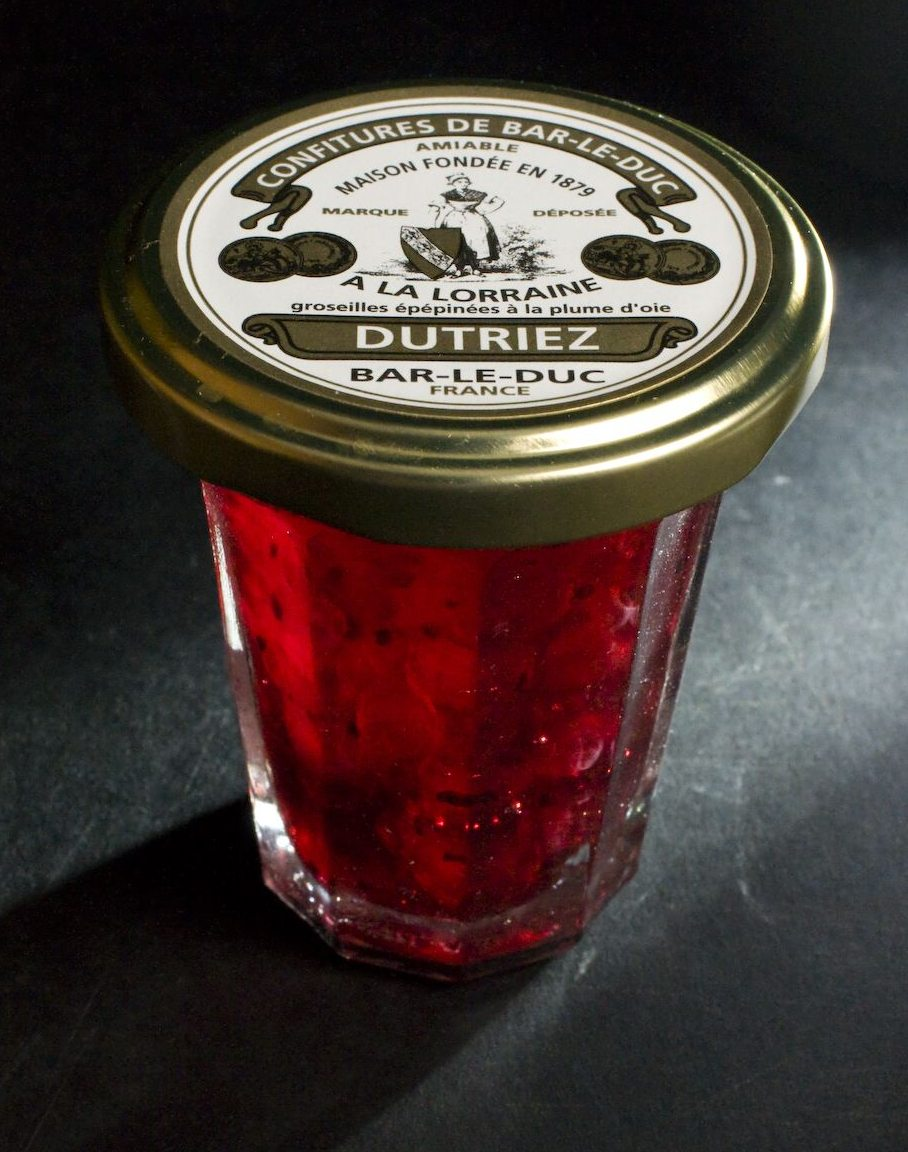
Pot de confiture de groseilles de Bar-le-Duc.

Un restaurant de Bar-le-Duc est cité au Guide Michelin 2015 et détient deux toques au Gault et Millau,.
La spécialité gastronomique de Bar-le-Duc est la confiture de groseilles épépinées à la plume d'oie, surnommée « caviar de Bar ». La première mention de cette recette date de 1344, et sa renommée va rapidement s'étendre dans les milieux bourgeois et aristocratiques. La reine d'Écosse Marie Stuart compare cette confiture à « un rayon de soleil dans un pot ». Alfred Hitchcock ne descendrait que dans des hôtels qui en proposent au petit-déjeuner. Le président de la République Raymond Poincaré l'introduit sur les tables du palais de l'Élysée. Le Premier ministre britannique Winston Churchill et l'écrivain Victor Hugo en raffolent. Aujourd'hui, cette confiture est exportée à travers le monde entier, de New York à Tokyo.
Depuis 2008, les communes de l'ancienne communauté de communes de Bar-le-Duc ont entrepris une démarche de valorisation du groseillier, considéré comme une plante identitaire du territoire. Chaque commune a donc choisi et planté une variété de groseilliers différente. Bar-le-Duc a opté pour le groseillier à fleurs « London Market ».
Bar-le-Duc se trouve dans l'aire géographique de la production du lait et de la fabrication du fromage de brie de Meaux (AOC et AOP),,. En 2015, trois fromageries meusiennes fabriquent 70 % de la production française de brie de Meaux. La commune se trouve également dans les périmètres d'Indication géographique protégée (IGP) de la mirabelle de Lorraine,, de la volaille de la Champagne, et de la Bergamote de Nancy,.

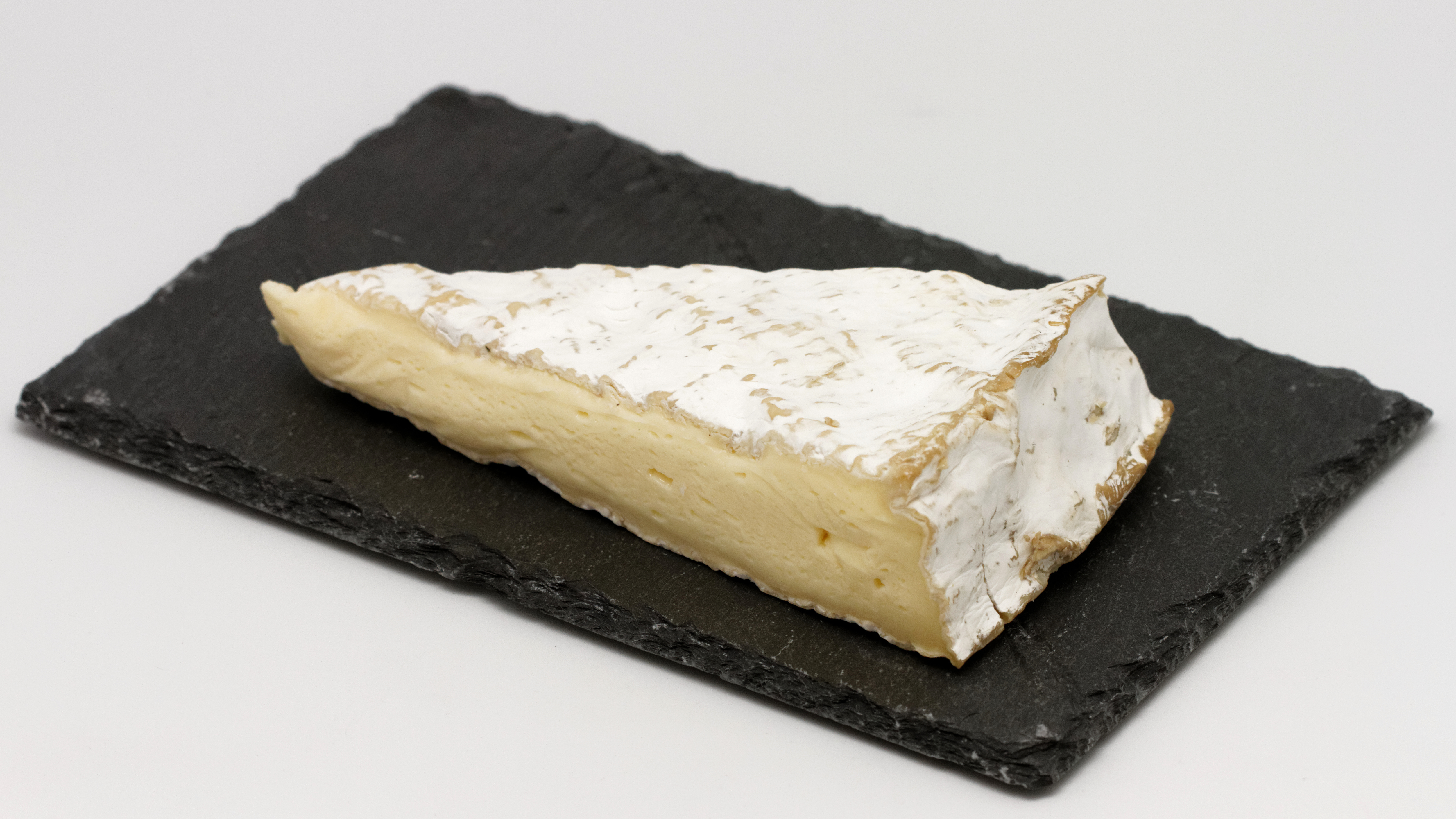
Brie de Meaux.
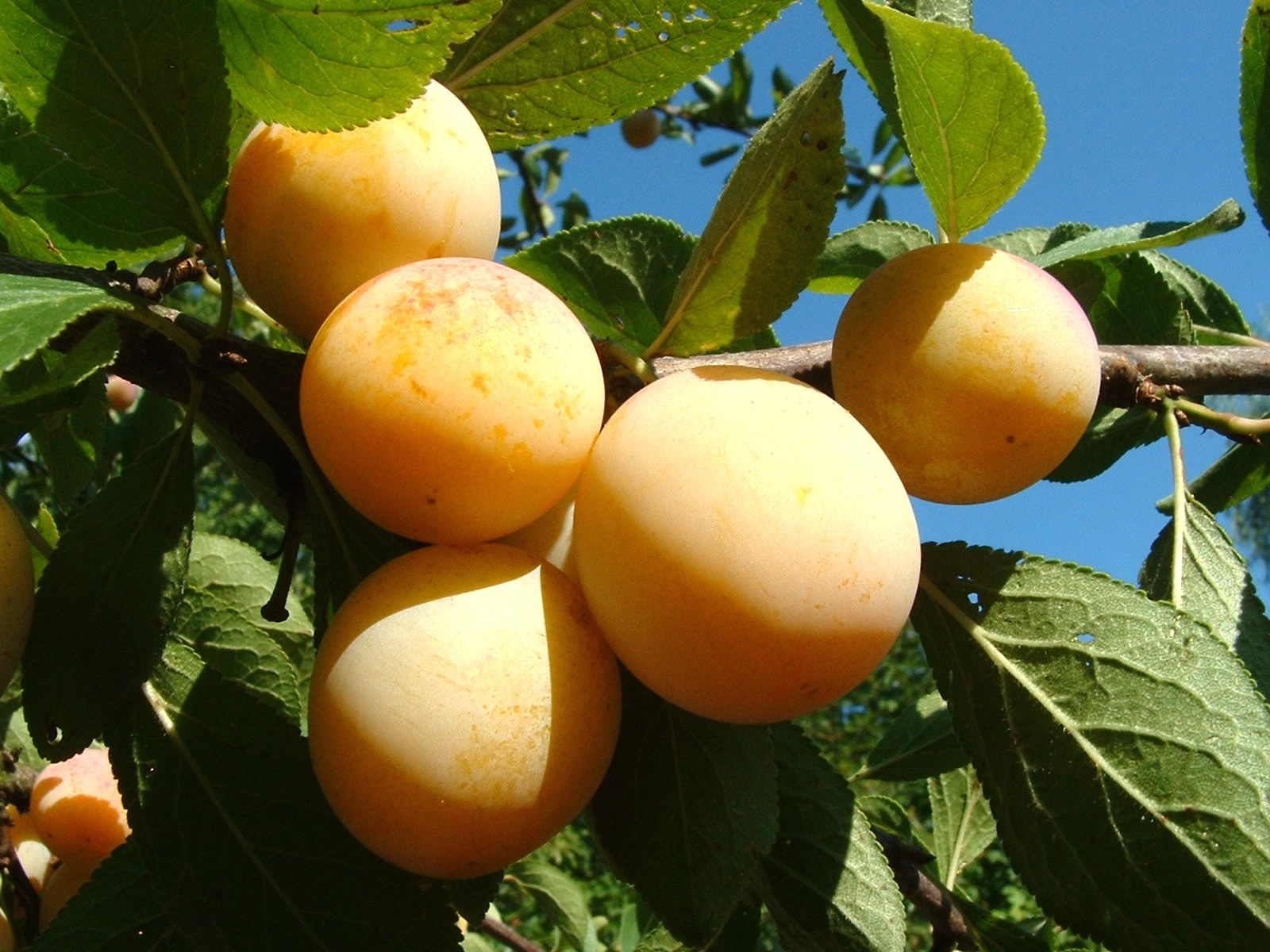
Mirabelles de Lorraine.
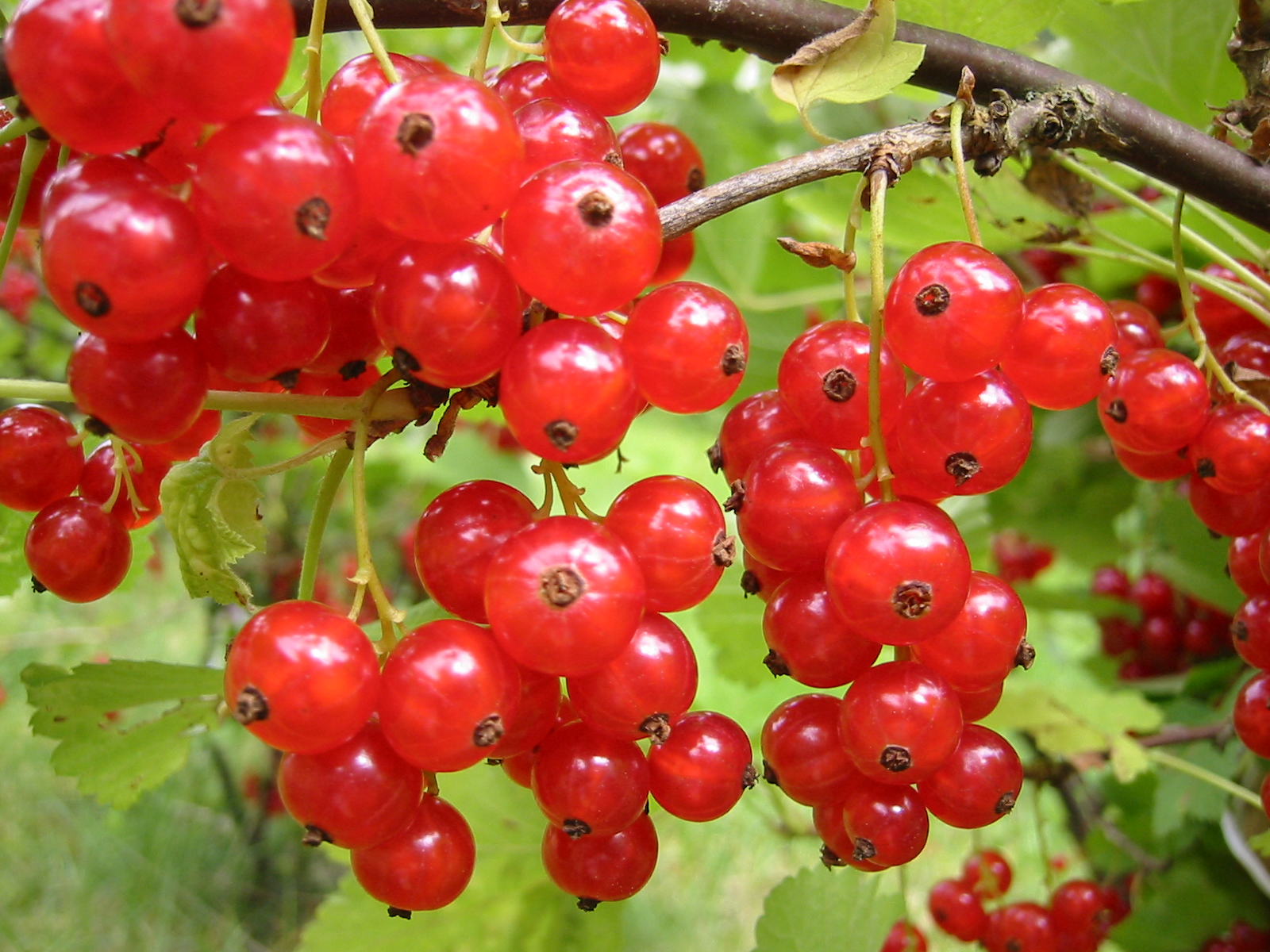
Groseilles.
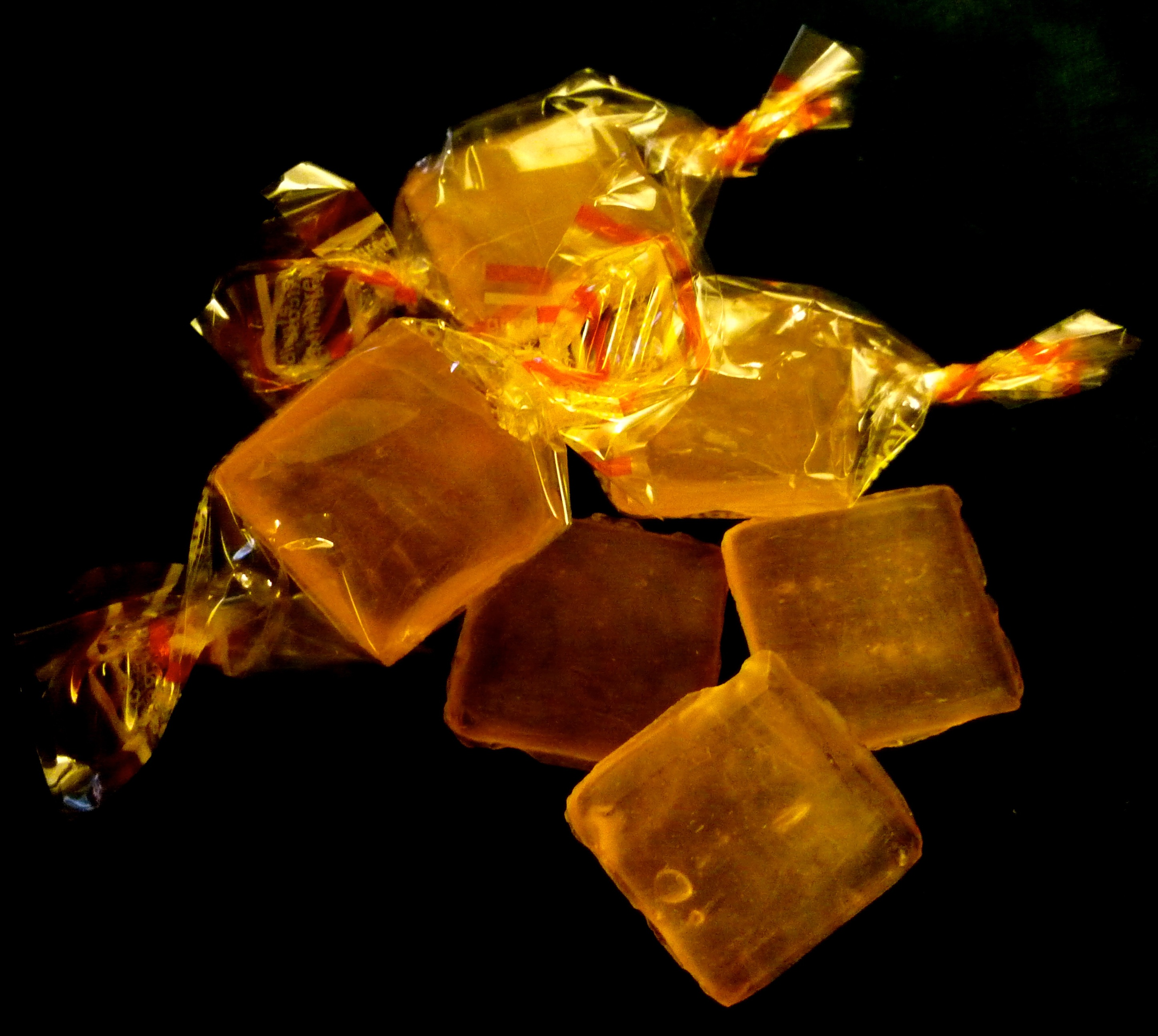
Bergamotes de Nancy.

### Personnalités liées à la commune
En dehors des comtes puis ducs de Bar et des maires de la commune, plusieurs personnalités sont nées, ont vécu ou ont fortement influencé la ville de Bar-le-Duc.
À la Renaissance, Marie de Guise devient reine consort d’Écosse en épousant le roi Jacques V. Le mathématicien et ingénieur militaire Jean Errard s'engage au service du roi de France Henri IV. Il est considéré comme un précurseur de Vauban.
En 1559, alors qu'il accompagne la cour à Bar le Duc, pour le mariage de Marie Stuart avec le duc de Guise, Michel de Montaigne a l'idée d'écrire ses Essais lorsqu'il se retrouve face à un autoportrait du Duc d'Anjou.
Jacques III Stuart, prétendant aux trône britanniques vit en exil au château de Bar le Duc de 1713 à 1715. C'est de là qu'il part pour conduire l'insurrection de 1715 en Écosse. Après l'échec de cette tentative, il se réfugie en Avignon.
Sous l'Empire, deux militaires au service de Napoléon se font remarquer : Nicolas-Charles Oudinot, duc de Reggio et maréchal d'Empire, dont l'hôtel particulier est aujourd'hui l'hôtel de ville, et Rémy Joseph Isidore Exelmans, maréchal de France, qui donne son nom à une place de la ville.
Au XIXe siècle, Pierre Michaux et son fils Ernest inventent le vélocipède à pédales (appelé michaudine), tandis que l'homme politique Raymond Poincaré devient le 10e président de la République française de février 1913 à février 1920. D'autres personnalités de cette époque ne sont pas originaires de la ville mais ont contribué à son histoire. Le poète, romancier et académicien André Theuriet passa sa jeunesse dans la ville où il situe l'action d'un grand nombre de ses romans. L'ingénieur thermicien allemand Rudolf Diesel crée en juin 1897 la Société française des moteurs Diesel à combustion interne, dont le siège est à Bar-le-Duc. Aidé de son camarade barisien Frédéric Dyckhoff, il essaye pour la première fois son moteur en 1905, en faisant naviguer une péniche nommée Le Petit Pierre sur le canal de la Marne au Rhin.
Charles Aimond (1874–1968), bien que né à Varennes-en-Argonne, passa la plupart de sa vie à Bar-le-Duc et écrivit une remarquable Histoire de Bar-le-Duc, couronnée du Grand Prix de l'Académie de Stanislas 1953.
Plus récemment, au XXe siècle, des Barisiens se sont fait connaître dans le domaine artistique, tels que le peintre Jean Dries, l'imitateur et acteur Didier Gustin, l'animatrice et mannequin Sophie Thalmann, Miss France 1998 ainsi que la chanteuse et comédienne Anaïs Delva. Du côté des sportifs, on retrouve l'athlète spécialiste du triple saut Benjamin Compaoré, ou encore le coureur Félix Bour.

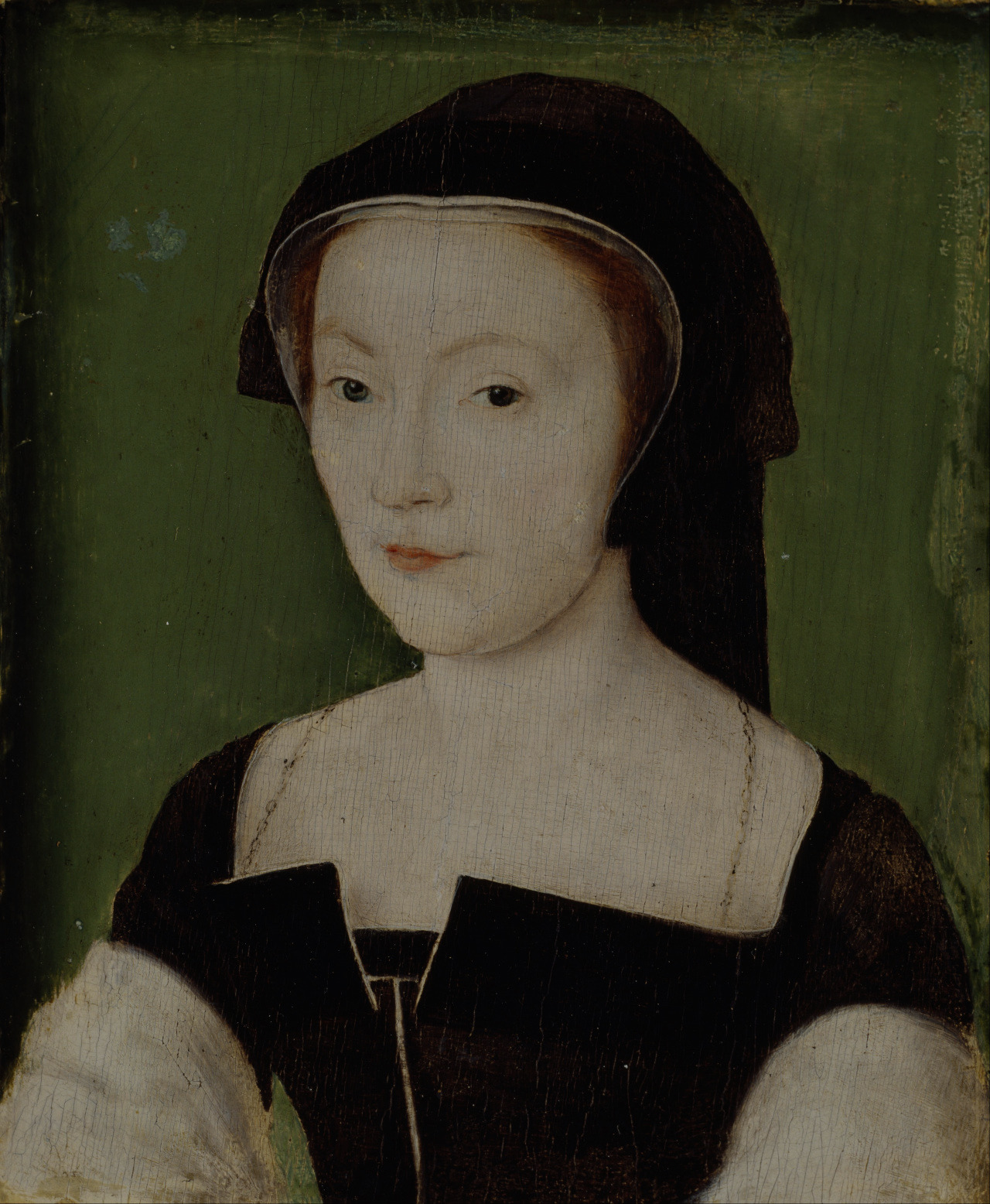
Marie de Guise.
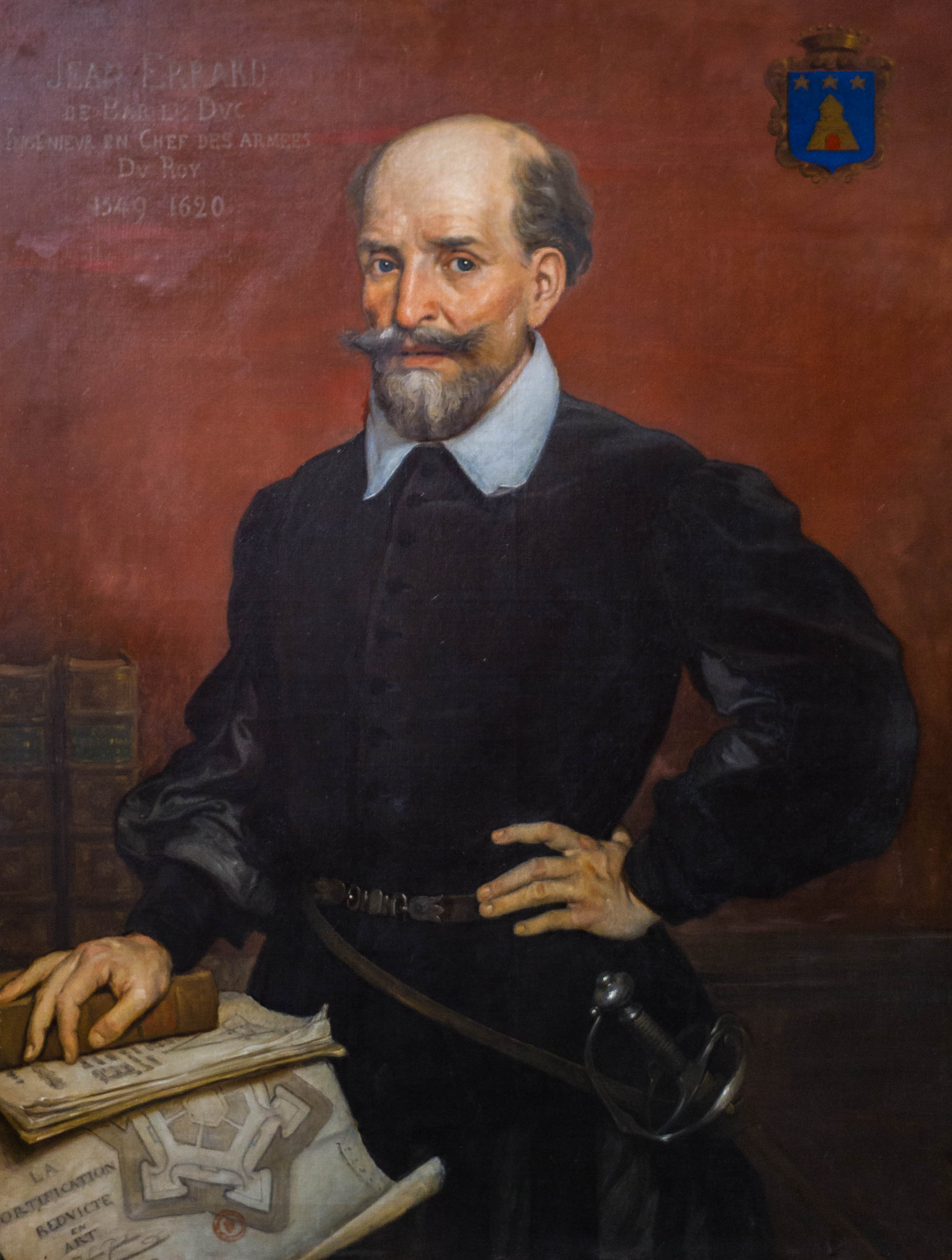
Jean Errard.
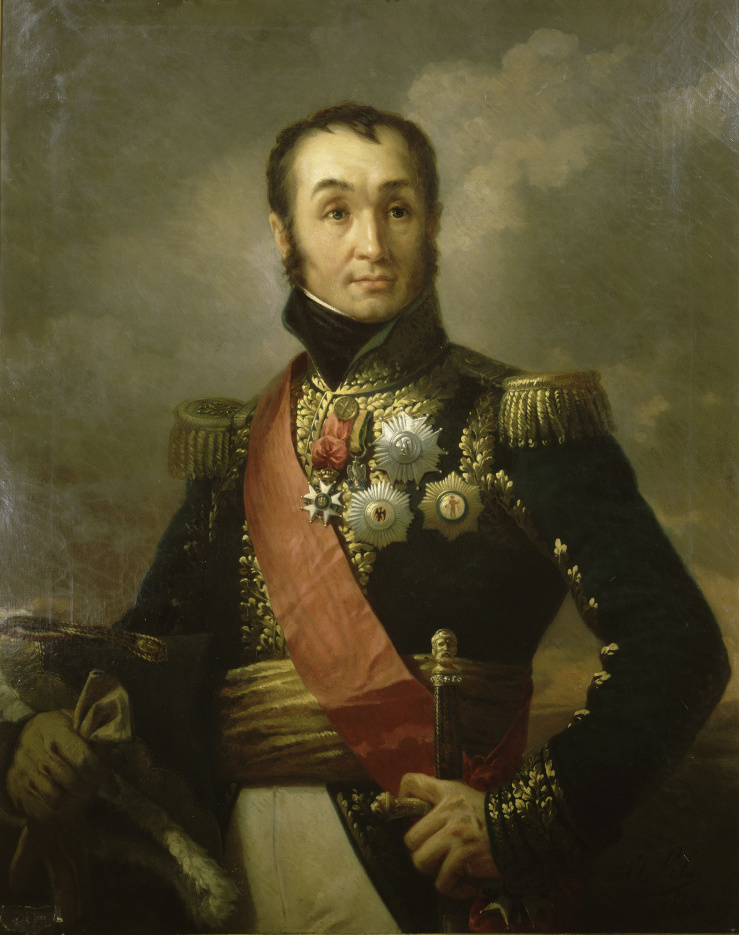
Nicolas-Charles Oudinot.
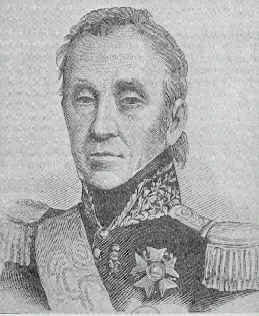
Rémy Joseph Isidore Exelmans.
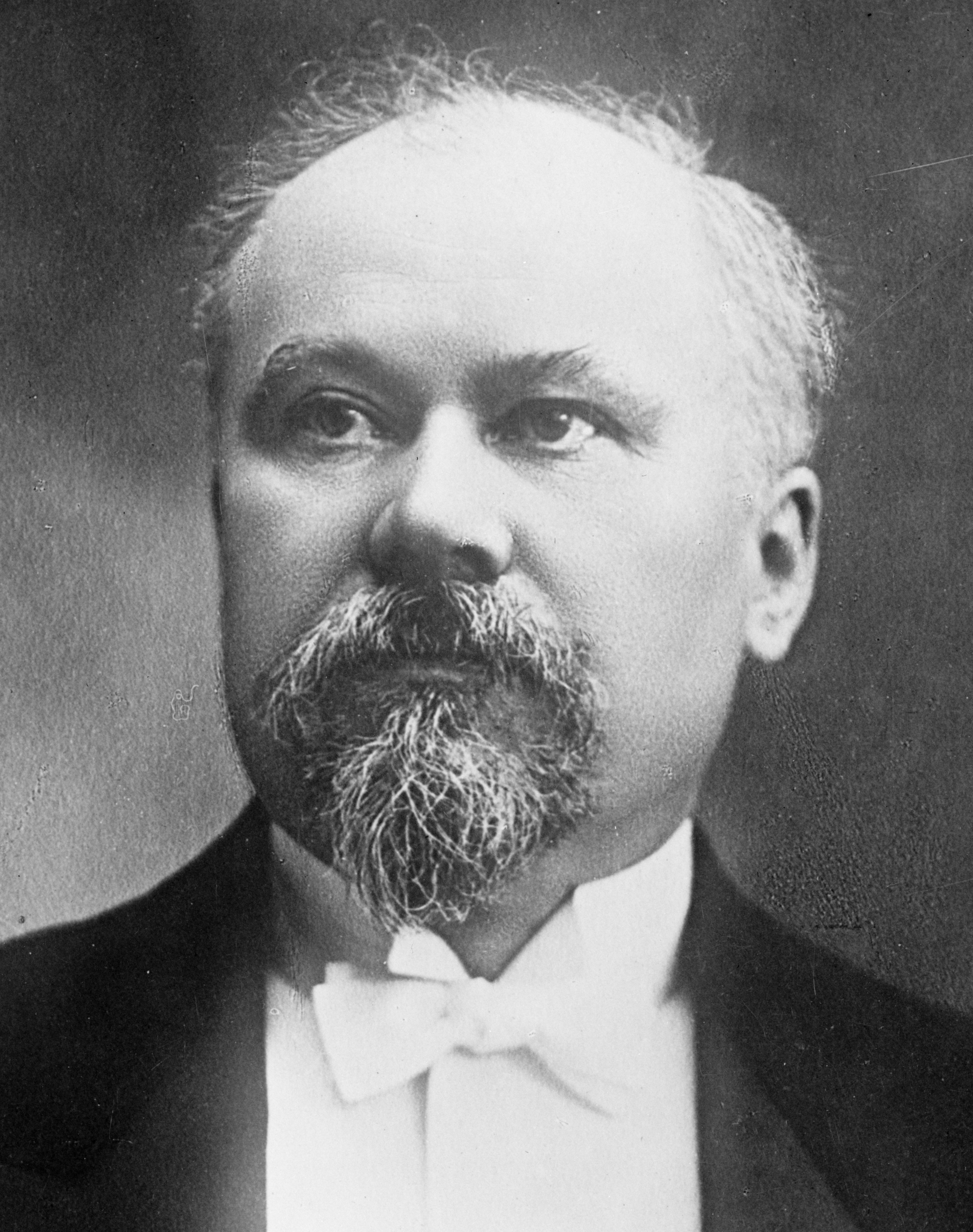
Raymond Poincaré.
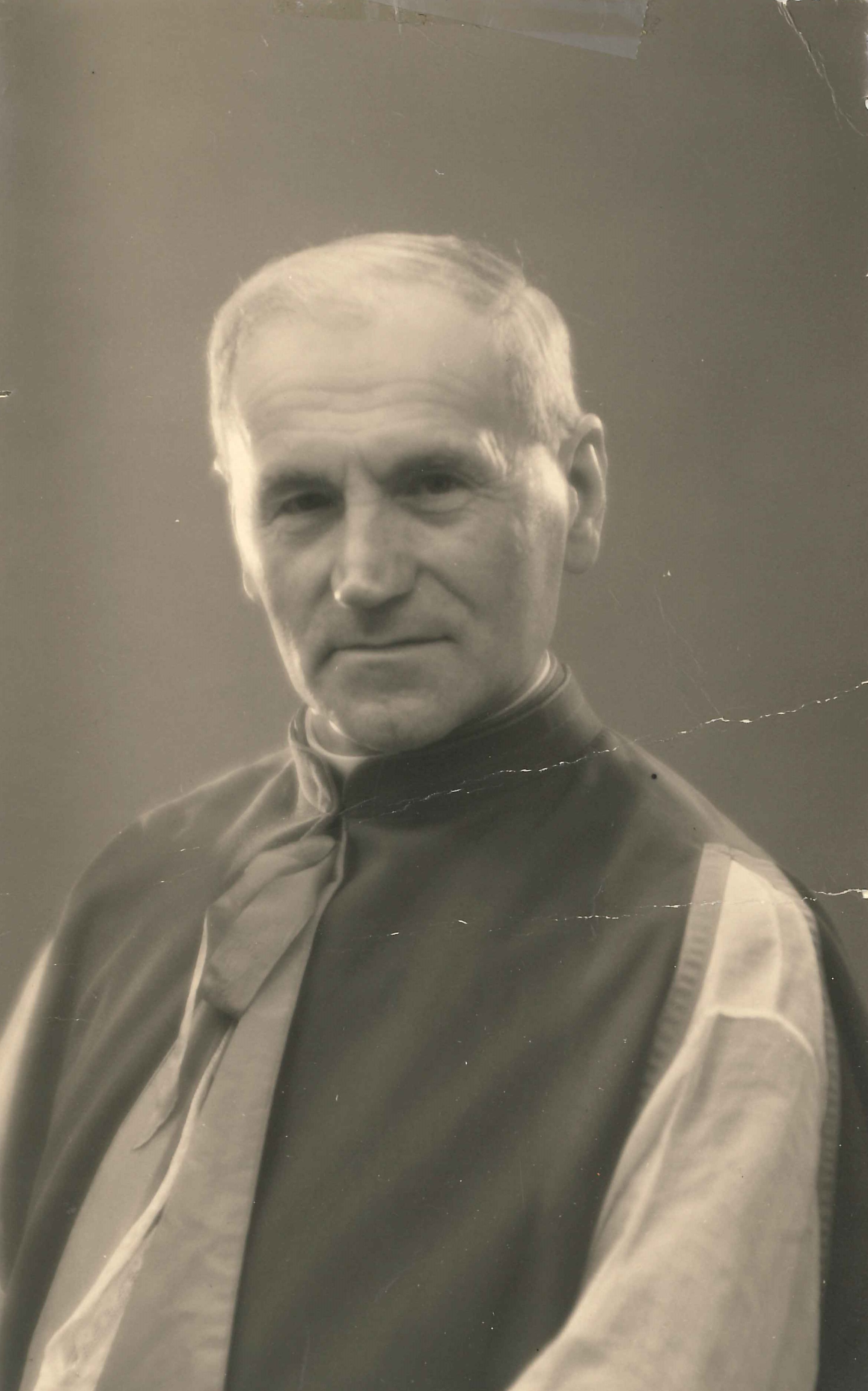
Ch. Aimond
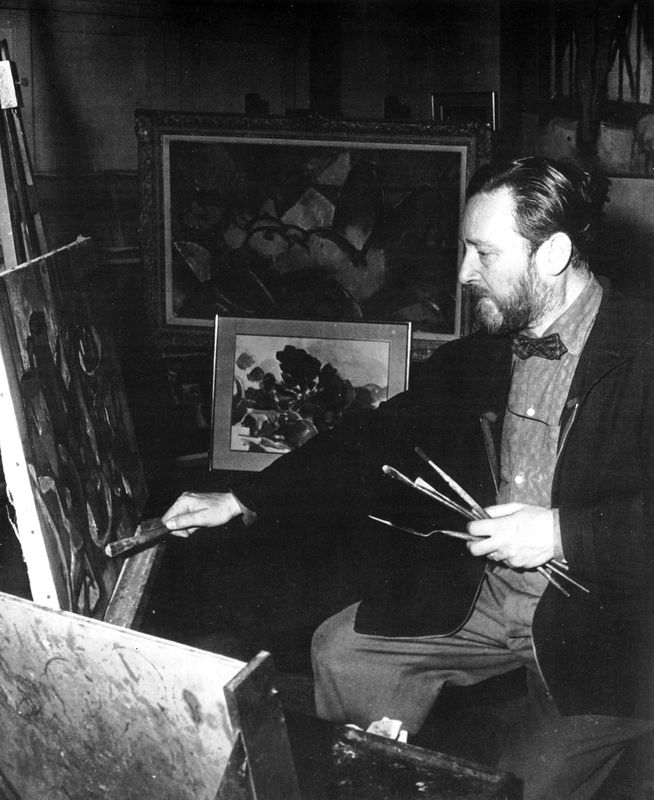
Jean Dries.
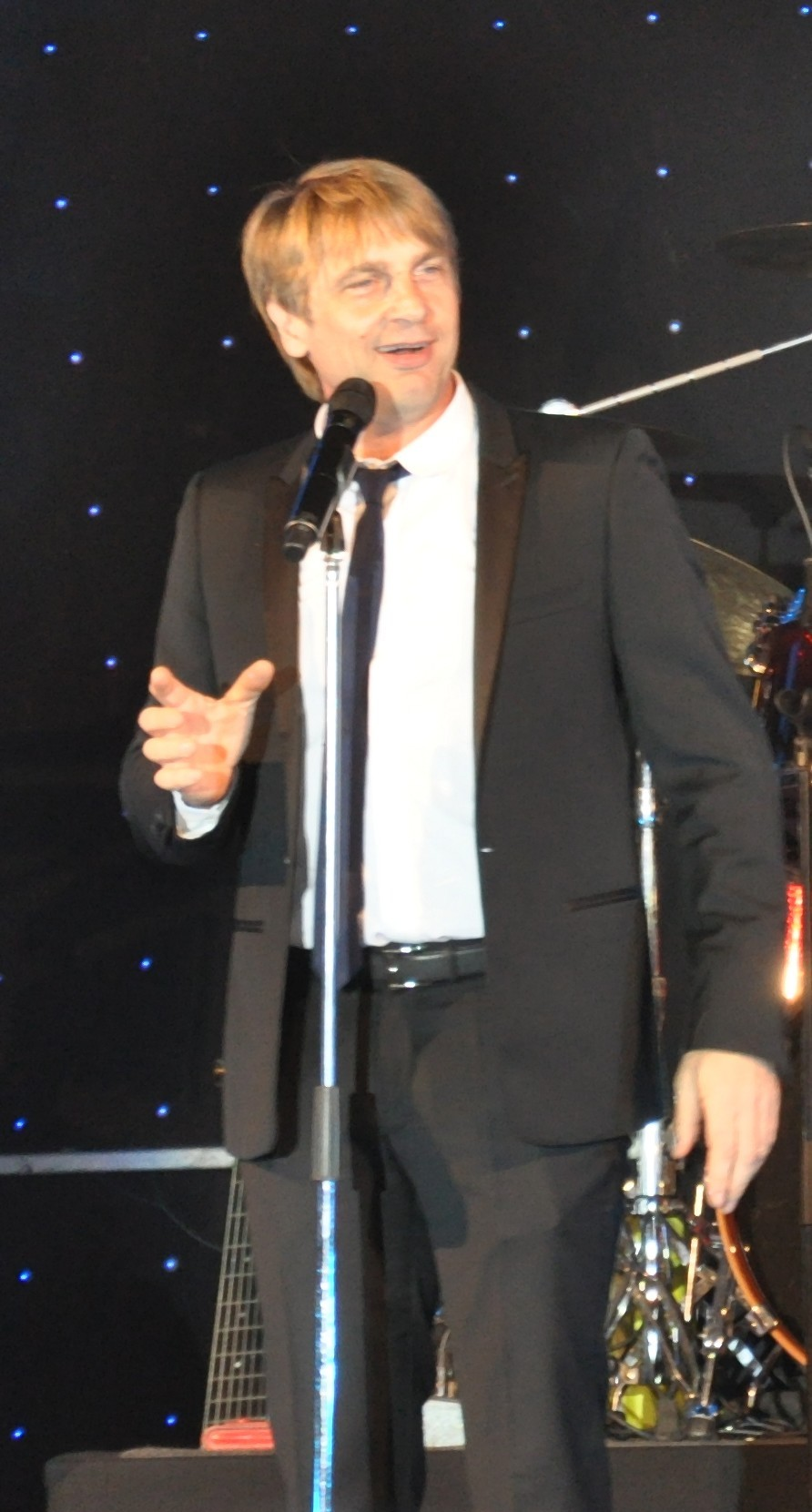
Didier Gustin.
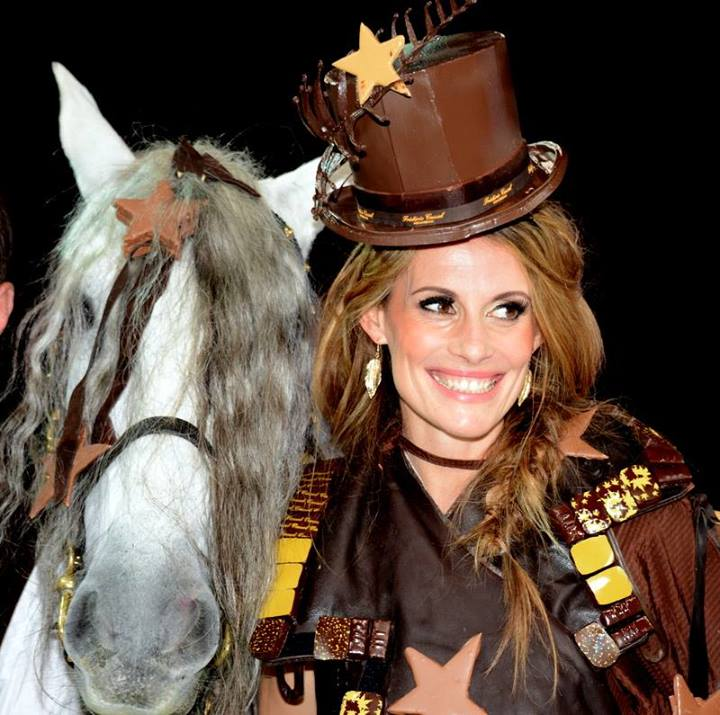
Sophie Thalmann.
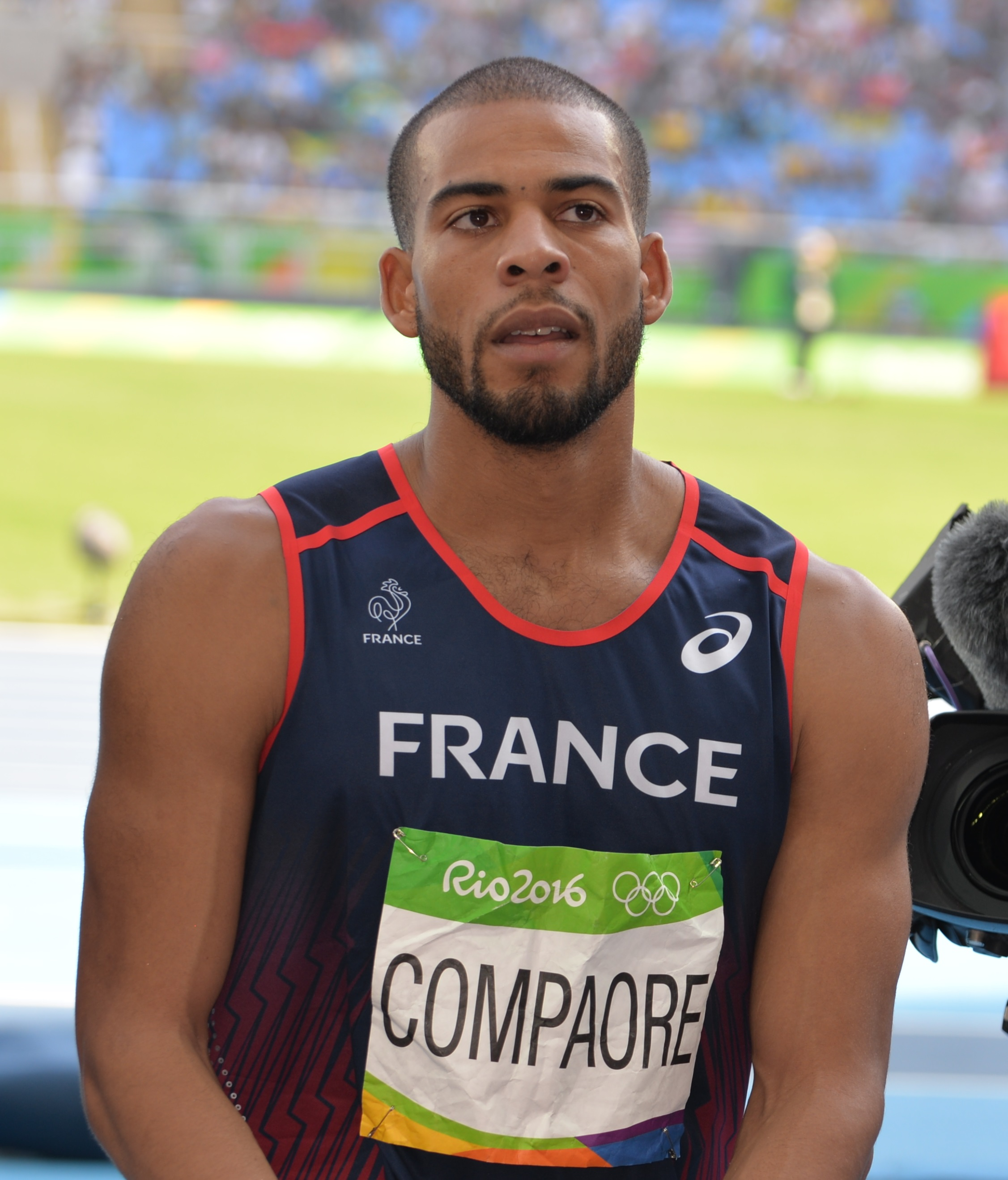
Benjamin Compaoré.
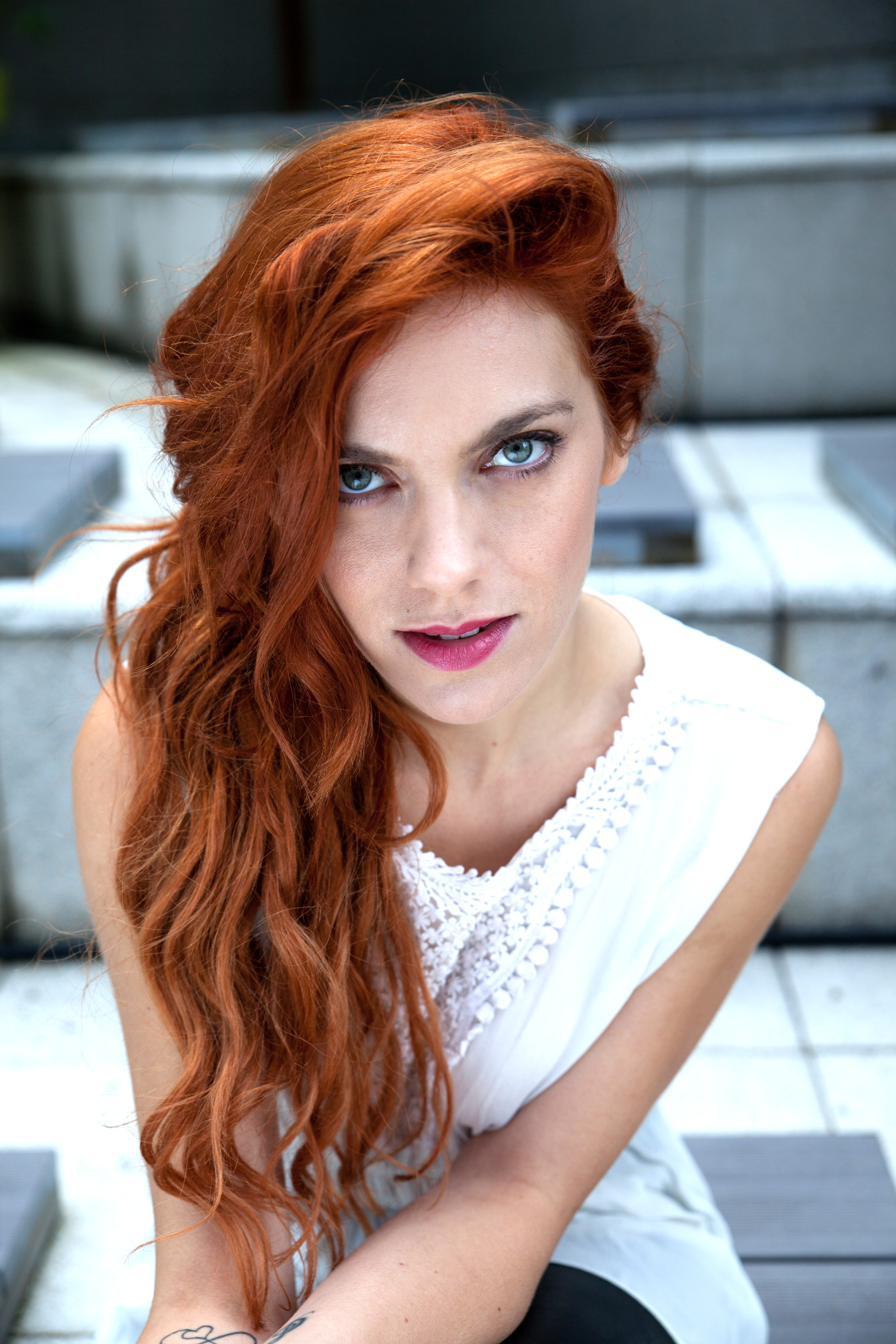
Anaïs Delva

### Décorations françaises
Bar-le-Duc se voit décerner la Croix de guerre 1914-1918, citation à l'ordre de l'Armée, le 30 juillet 1920, avec le texte suivant :

« Ville de l'arrière front de Verdun - centre militaire important qui a été de ce fait exposée aux bombardements répétés de l'aviation ennemie - particulièrement en 1916 et 1917. Malgré les pertes subies a toujours fait preuve du plus beau sang-froid et d'un patriotisme ardent. »

La ville reçoit la Croix de guerre 1939-1945, citation à l'ordre de la Division, avec le texte suivant :

« Par sa situation géographique et ferroviaire, Bar-le-Duc fut de 1940 à 1944, le point vers lequel convergèrent prisonniers évadés, Alsaciens-Lorrains fuyant l'enrôlement, patriotes s'évadant des trains de déportation, aviateurs tombés lors des vols vers l'Allemagne.
La population, aux sentiments profondément anti-allemands, se dévoua sans se soucier des risques encourus, pour tous ces malheureux fuyant le stalag, l'enrôlement forcé, la déportation. Plusieurs de ses enfants, dont 5 de moins de 20 ans, payèrent de leur vie leur participation à la Résistance. Les éléments locaux de la Résistance attaquèrent la prison allemande et délivrèrent, le 29 août 1944, avant-veille de la Libération, 41 français qui échappèrent ainsi à la déportation ou au peloton d’exécution. »

### Héraldique, logotype et devise
| Blason de Bar-le-Duc | Blason  | Parti : au 1er d'azur semé de croisettes recroisetées au pied fiché d'or, à deux bars adossés du même, au 2e d'argent à trois pensées feuillées et tigées au naturel. Ornements extérieursCouronne ducale sommée d'une couronne murale. Croix de guerre 1914-1918 et 1939-1945. Devise / CriPlus penser que dire. |
| Blason de Bar-le-Duc | Détails | Armes parlantes. Les armoiries actuelles combinent depuis 1860 les armes des ducs de Bar (les deux bars), et les armes de la ville de Bar-le-Duc (les trois pensées),. Selon la légende, un roi de Bar revenant de la chasse arriva à Fagine, et ne trouva rien à manger (ce qui fit depuis appeler ce village Fains). Le roi allait mourir de faim lorsqu’une fée présenta un repas composé de deux gros barbeaux garnis de fleurs de pensées. En reconnaissance, il mit des barbeaux sur son blason et des pensées sur celui de sa capitale. |

|  | Logo | Le logo reprend une partie des armes anciennes, à savoir les deux bars et la couronne ducale, en les stylisant. Le logo traduit donc directement le nom de la ville. |

Les armoiries de la ville sont actuellement formées par la réunion, depuis l'année 1680, du blason des Ducs de Bar (les barbeaux) datant de 1125 environ et du blason de la Ville de Bar (les pensées et la devise « plus penser que dire •) datant de 1 631 (14 décembre). La croix de Guerre 1914-1918 (citation à l'Ordre de l'Armée du 30 juillet 1920) a été remise à la Ville le 11 Novembre 1920. La description héraldique des armoiries est la suivante : Parti: - au premier, d'azur, à deux bars ou barbeaux adossés d'or, mis en pal, l'écu semé de quatre croix recroisettées au pied liché d'or, une en haut une en bas, une au côté droit, l'autre au côté gauche, à égale distance sans être écartelées, - qui est du Duché de Bar; - au second, d'argent, à trois pensées au naturel (« Viola lricolor arvensis aut hortensis ». Pensées champêtres ou de jardin à trois couleurs: jaune, blanc et pourpre), à cinq pétales, un bouton au milieu et quatre pointes entre les pétales, feuillées et ligées de même, disposées en cercle, deux en haut tigées vers le centre et une en bas tigée vers l'extérieur - qui est de la Ville de Bar. L'écu est surmonté : - d'une couronne ducale au bandeau d'or, bordé de deux listels, enrichi sur le demi-pourtour en évidence de deux émeraudes de sinople en losange (pierreries vertes), d'un grenat et de deux demi-grenats de gueules (pierreries rouges), le tout réuni par des perles fines, et rehaussé de trois feuilles d'ache et deux demies d'orfèvrerie, - qui est du Duché de Bar. - d'une couronne murale, formée d'une muraille sommée de trois tours d'or, - qui est de la Ville de Bar. En dessous de l'écu, la devise « Plus penser que dire », - qui est de la Ville de Bar, et la Croix de Guerre 1914-1918.